# Bujará
Bujará (en uzbeko: Buxoro, Бухоро; en persa: بُخارا Buxârâ‎; en ruso: Бухара; en kazajo Бұхара; en tártaro: Boxara), del uigur buxār y este del sánscrito Vihara, es la quinta ciudad más poblada de Uzbekistán, y capital de la provincia homónima. Tiene una población de 323 900 habitantes (censo de 1999). Su centro histórico fue declarado Patrimonio de la Humanidad por la Unesco en el año 1993. Históricamente, se la llegó a conocer también como Buhe/Puhe en China durante la dinastía Tang.
Bujará es, junto con Samarcanda, una de las dos ciudades históricas de la cultura uzbeka en Uzbekistán. La mayor parte de su población es cultural y lingüísticamente tayika, a pesar de que la ciudad, como Samarcanda, fue incorporada a la República Socialista Soviética de Uzbekistán durante el período soviético. En Bujará vivía una antigua comunidad judía desde hace 2500 años. Sin embargo, en la actualidad sólo 3000 judíos siguen residiendo en la ciudad. El término judío de Bujará es habitualmente usado para describir a todos los judíos provenientes de Asia Central.

## Historia
Originalmente, la qasaba o centro administrativo y la ciudad principal del oasis se llamada Numijkat o Bumiskat, luego pasó a llamarse Bujará. Hacia 710 los árabes la conquistaron. En 892 se volvió capital de los samánidas, pero nunca alcanzó el tamaño de Samarcanda, la vieja capital. Se volvió un centro político e intelectual de Asia Central gracias a su biblioteca Siwan al-hikma, «Almacén de la Sabiduría». Su biblioteca pudo tener hasta 45 000 libros, que junto a su población, la convertía en la rival de Bagdad como centro de aprendizaje y cultura. El pensador Avicena nació en Bujará en el siglo X y allí vivió durante muchos años. De ahí era también natural Bujari, uno de los principales recopiladores de tradiciones del profeta Mahoma (ahādīz) de la tradición musulmana suní.
Fue dominada por los karajánidas y jorezmitas. En 1220 fue destruida por Gengis Jan, pero logró recuperarse durante la dinastía timúrida. Se convirtió en capital del Kanato y Emirato homónimos antes de ser absorbida por el Imperio ruso. Durante la guerra civil rusa, fue atacada por el Ejército Rojo bajo el mando del general bolchevique Mijaíl Frunze. El 31 de agosto de 1920, el último emir de Bujará Muhammad Alim Jan (1880-1944) huyó a Dushanbé en Bujará Oriental (más tarde escapó de Dushambé a Kabul en Afganistán). El 2 de septiembre, después de cuatro días de combate, la ciudadela del emir fue destruida, la bandera roja se alzó en lo alto del minarete Kalián. El 14 de septiembre, se estableció el Comité Revolucionario para Toda Bujará, encabezado por A. Mujitdinov.

## Población
Las estimaciones más alcistas indican que la ciudad pudo alcanzar los trescientos mil habitantes en el período samánida. El arqueólogo Rocco Rante está de acuerdo en esa cifra, pero señala que corresponde a todo el oasis, no sólo la ciudad. El oasis de Bujará incluía varios distritos con villas y pueblos, donde la arqueología indica una población promedio de 100 a 200 personas por hectárea, una alta densidad para esos tiempos, lograda gracias al desarrollo de la irrigación auspiciado por abásidas y samánidas entre los siglos IX y XII. Por su parte, Étienne de la Vaissière cree que la población del oasis era de 360 000 a 690 000 personas.
El historiador estadounidense Tertius Chandler cree que la ciudad propiamente tal tenía 45 000 habitantes en el año 800, 100 000 hacia el año 975, 75 000 en el año 1000 y 70 000 entre 1100 y 1250. También la ubica entre las ciudades de la región que tenían más de cuarenta mil habitantes en 1200 y, aunque no da números específicos, da a entender que pasaba los cincuenta mil. Aparece en una lista entre ciudades donde da cifras, las cuales están ordenadas de mayor a menor población, todo referido al año 1200. Bujará aparece entre las ciudades de Colonia, con una población estimada en 50 000 personas, y Granada, con una de 60 000; con una posición un poco más cerca de la segunda. En otra lista, también del año 1200, aparece entre Samarcanda, a la que estima 60 000, y Balasagun, con 47 000. Finalmente, en una obra posterior estima que la ciudad tendría unos 70 000 habitantes hacia el año 1200. Para sus cálculos se basó en estudios sobre el área urbanizada de la ciudad en cada época y la multiplicó por 100. Entre 780 y 830 se estima que Bujará tenía un área de 450 hectáreas, es decir, 45 000 habitantes, y en el año 900 esa área pasó a 1000 hectáreas, es decir, 100 000 habitantes.
Por su parte, el profesor afgano Ali Ahmad Jalali cree que una gran ciudad del siglo XIII apenas podía alcanzar los treinta o setenta mil habitantes. Todos estos lugares crecieron desde ser pequeños fuertes rodeados de poblaciones de unos pocos miles con los sasánidas hasta grandes urbes con los jorazmios gracias a la ruta de la seda. Según R. W. Bulliet, Isfahán, Ray, Nishapur, Merv, Bujará, Samarcanda, Balj y posiblemente otras urbes superaban los cien mil habitantes en el Medioevo.
El historiador ruso Oleg Bolshakov calculó la densidad demográfica promedio de una ciudad de Asia Central del siglo VIII, equivalente a su área central (sharistán) en los siglos IX y XII. Su colega, Elena Davidovich, reconocía que con los samánidas Bujará se dividía en una ciudadela, un sharistán (de 32 a 35 hectáreas), un rabat interior (150 ha.) y otro exterior (otras 150 ha.). La arqueóloga rusa Svetlana Lunina creía que el sharistán ocupaba 35 hectáreas, mientras que su colega y compatriota, Aleksandr Kudriávtsev, estimaba que sharistán y arrabales ocupaban 300 a 400 hectáreas. Veronika Voronina, otra historiadora, creía que el sharistán tenía un área de 30 a 35 hectárea.
Bolshakov usa dichos datos y agrega sus estimaciones para la densidad del sharistán (230 habitantes por hectárea) y los rabat (125 habitantes por hectárea en el interior y 50 a 75 en el exterior). Sus resultados fueron 41 750 a 50 250 habitantes, pero redondeando las cifras creía que podían ser entre 40 000 y 50 000. La arqueóloga Irina Arzhantseva aceptaba la estimación de 40 000 a 50 000 habitantes para la ciudad en su época de esplendor, en el siglo XI. La historiadora canadiense Maria Subtelny también creía que la urbe contaba con cuarenta a cincuenta mil habitantes, pero en el siglo XII.
Se estima que hacia 1400 tenía 40 000 habitantes, en 1450 y en 1500 50 000, en 1575 85 000, en 1600 100 000, en 1650 90 000, en 1700 80 000, en 1750 60 000, en 1800 70 000, en 1825 70 000 y en 1850 70 000. Según el estudio de Olga Sujareva, en la Bujará previa a la revolución rusa había 6 personas por casa, equivalentes a 125 personas por hectárea en las zonas poco pobladas y entre 500 y 600 en las más populosas. Las viviendas solían ser de un piso, familiares y con un patio pequeño, pero rara vez con jardines, muy similares a pares de otras ciudades musulmanas. La Bujará prerrevolucionaria tenía 710 hectáreas y fue estimada en 12 500 viviendas y 85 a 90 mil habitantes. En 1939 tendría 50 000 habitantes, en 1956 57 000 y en 2005 300 000.
El historiador francés Étienne de la Vaissière, gracias al proceso de incastellamento, conoce los límites del oasis por los restos de sus muros externos. Esto le permite estimar su superficie en 3200 km² y alcanzar una población de 360 000 a 690 000 habitantes durante la época samánida.

## Monumentos históricos en Bujará

### Complejo
- Complejo Po-i-Kalyan

El nombre Po-i Kalan (también Poi Kalân, en persa پای کلان que quiere decir «Gran fundación»), pertenece al complejo arquitectónico ubicado en la base del gran minarete Kalân.
El minarete de Kalyan. Más propiamente, Minâra-i Kalân, (el «gran minarete» en persa/tayiko). También conocido como la Torre de la Muerte, pues según una leyenda es el sitio donde se ejecutaba a los criminales arrojándolos desde lo alto durante siglos. El minarete es la parte más famosa del conjunto, y domina sobre el centro histórico de la ciudad. El papel del minarete es, en gran medida, tradicional y ornamental, su dimensión excede de los límites de la principal función del minarete, que es proporcionar un punto ventajoso desde donde el muecín llama al pueblo a la oración. Para este propósito, basta ascender al tejado de una mezquita. Esta práctica era común en los años iniciales del islam. La palabra «minarete» deriva del árabe minara («faro», o más literalmente, «lugar donde algo arde»). Los minaretes de la región eran posiblemente adaptaciones de las «torres de fuego» o faros de las anteriores épocas zoroastrianas. El arquitecto, cuyo nombre era simplemente Bako, diseñó el minarete en forma de una torre de ladrillo en forma de pilar circular, estrechándose hacia arriba. El diámetro de la base es 9 metros, mientras que en lo alto son 6 metros. La torre tiene 45,6 metros de alto, y puede verse desde lejos en las vastas llanuras de Asia central. Hay una escalera de ladrillo en espiral que se retuerce por el interior alrededor del pilar, llevando hasta el descansillo en la rotonda de dieciséis arcos y tragaluz, sobre la cual se basa una cornisa de estalactitas magníficamente diseñada (llamada «sharif»).

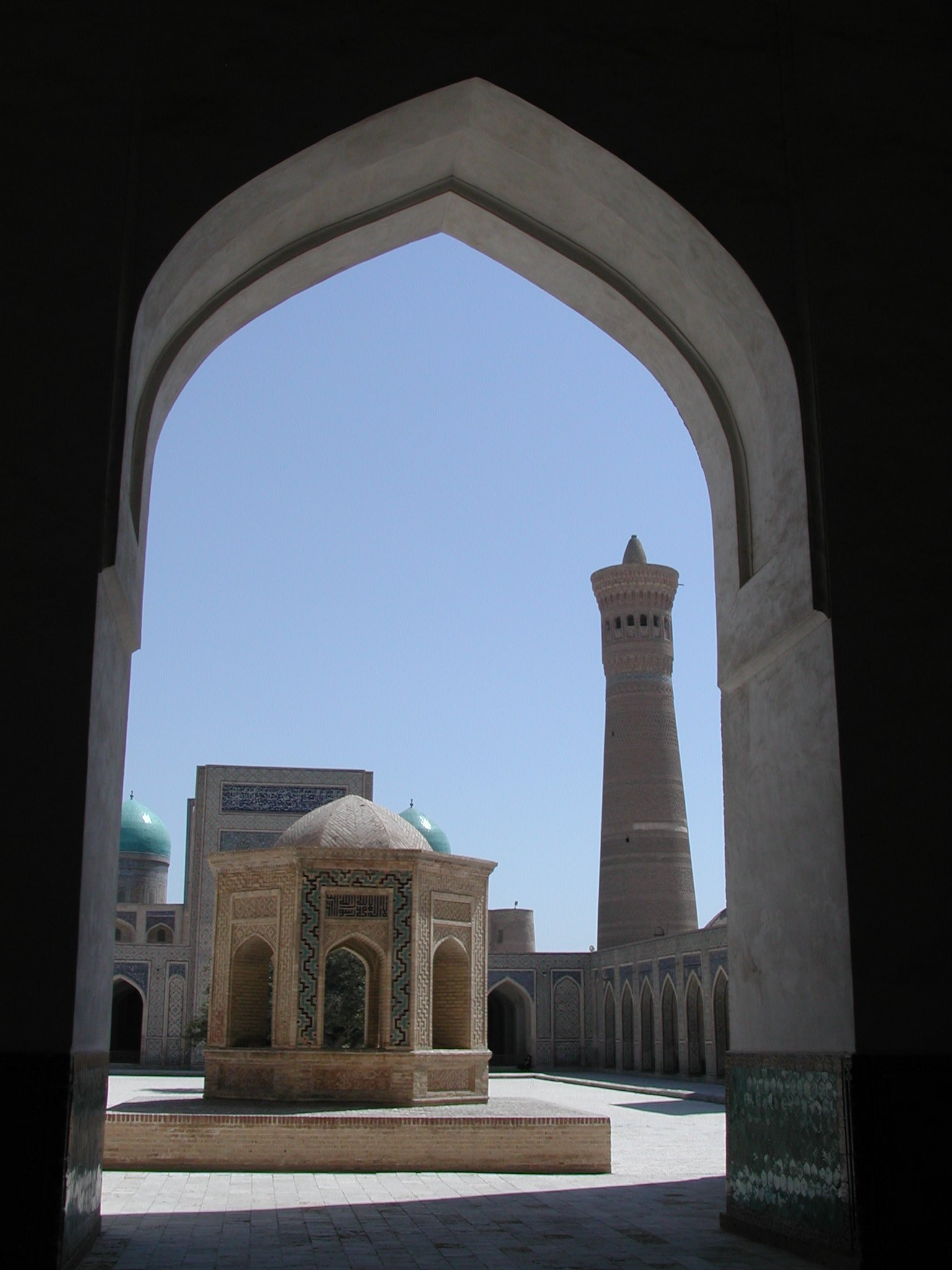
El minarete Kalon visto desde la mezquita Kalon.
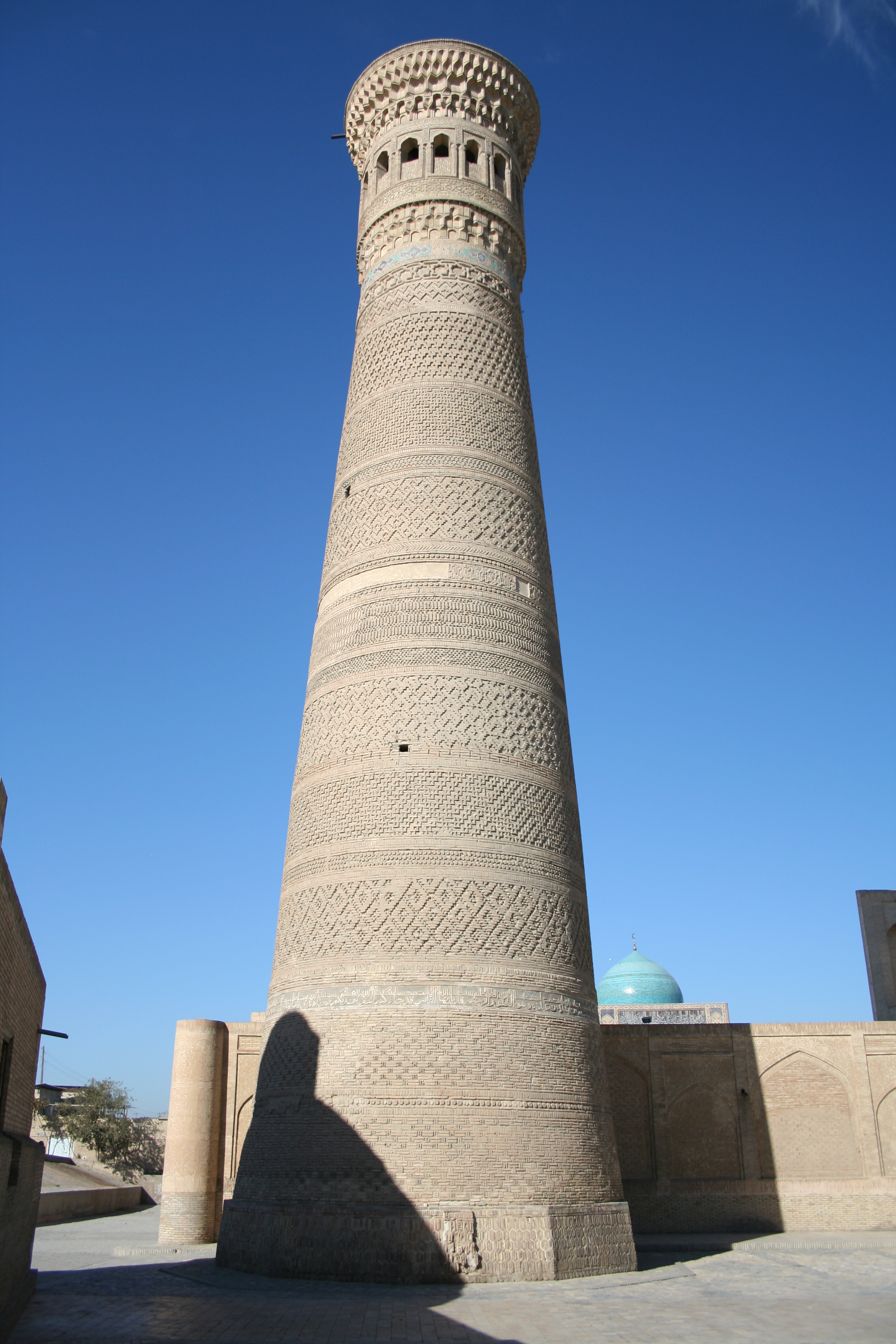
El minarete Kalon.
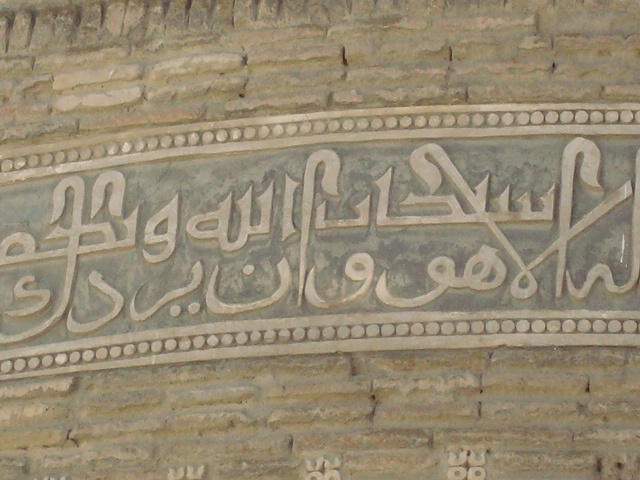
Detalle del minarete Kalon.
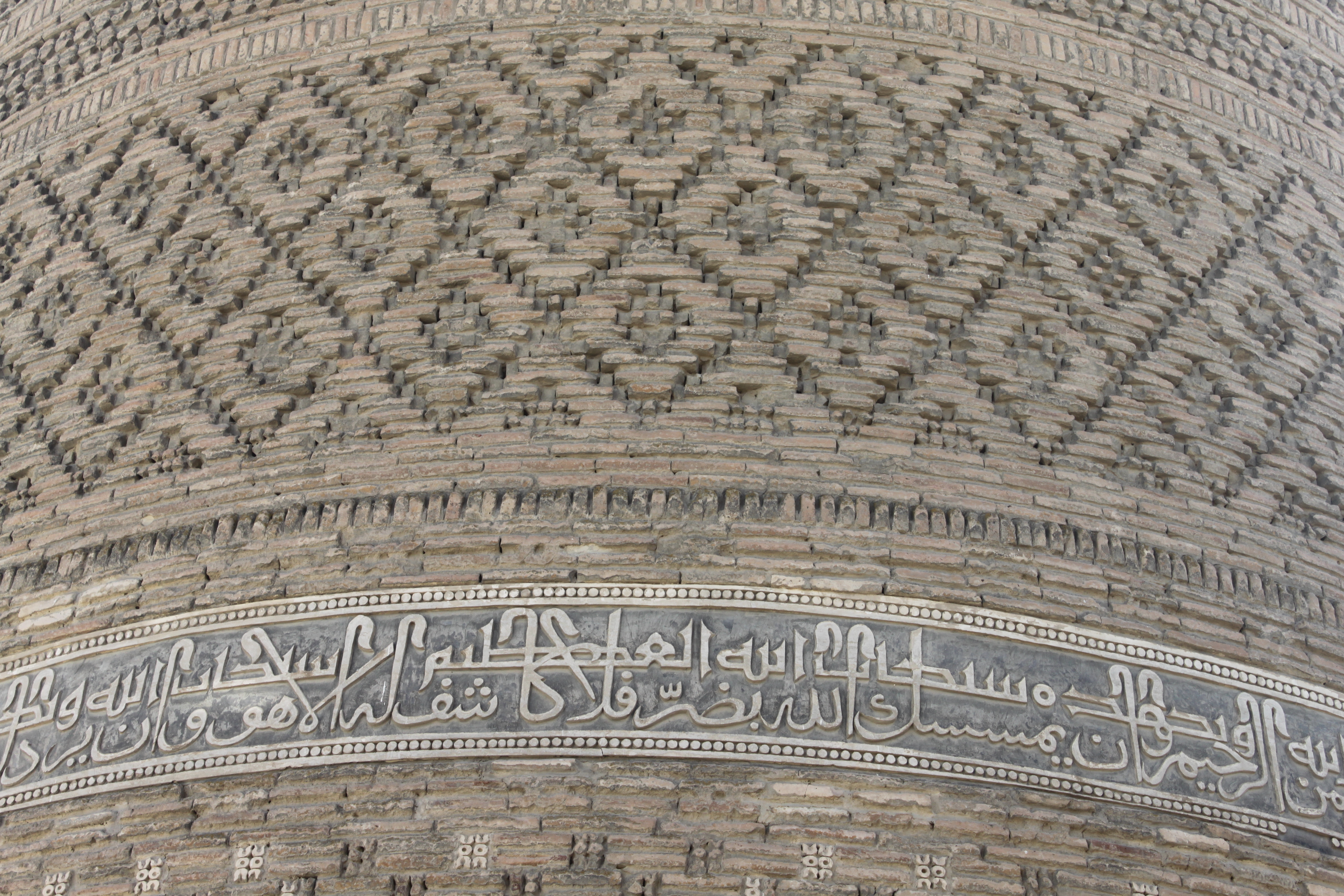
Otro detalle del minarete Kalon.
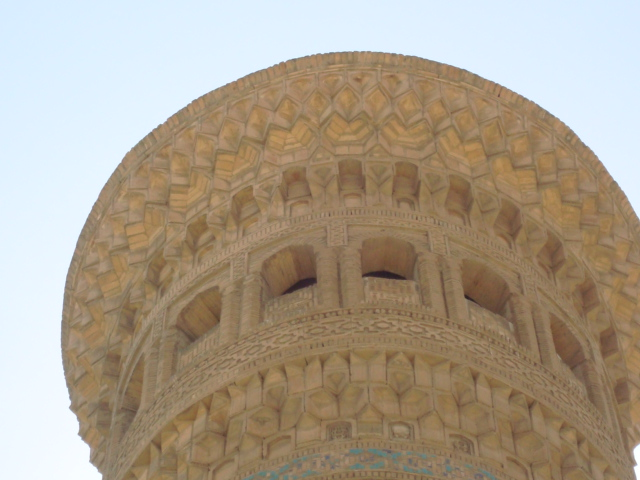
La linterna del minarete Kalon con sus 16 ventanas.

La mezquita de Kalân (Masjid-i Kalân), se discute si fue terminada en 1514, y es igual en tamaño a la mezquita de Bibi-Janím en Samarcanda. La mezquita tiene capacidad para acomodar a 12 000 personas. Aunque la mezquita de Kalyan y Bibi-Janím de Samarcanda son el mismo tipo de edificio, difieren en lo que se refiere a su arquitectura. Doscientos ochenta y ocho pilones monumentales srven como soporte al tejado con múltiples cúpulas de las galerías que rodean el patio de la mezquita de Kalyan. El eje longitudinal del patio termina con un portal a la cámara principal (macsura) con un salón cruciforme, rematado con una gran cúpula maciza azul sobre un tambor de mosaico. El edificio mantiene muchas curiosidades arquitectónicas, por ejemplo, un agujero en una de las cúpulas. A través de este agujero uno puede ver los cimientos del minarete de Kalyan. Volviento entonces hacia atrás paso a paso, puede contar todos los cinturones de ladrillo del minarete hasta la rotonda.

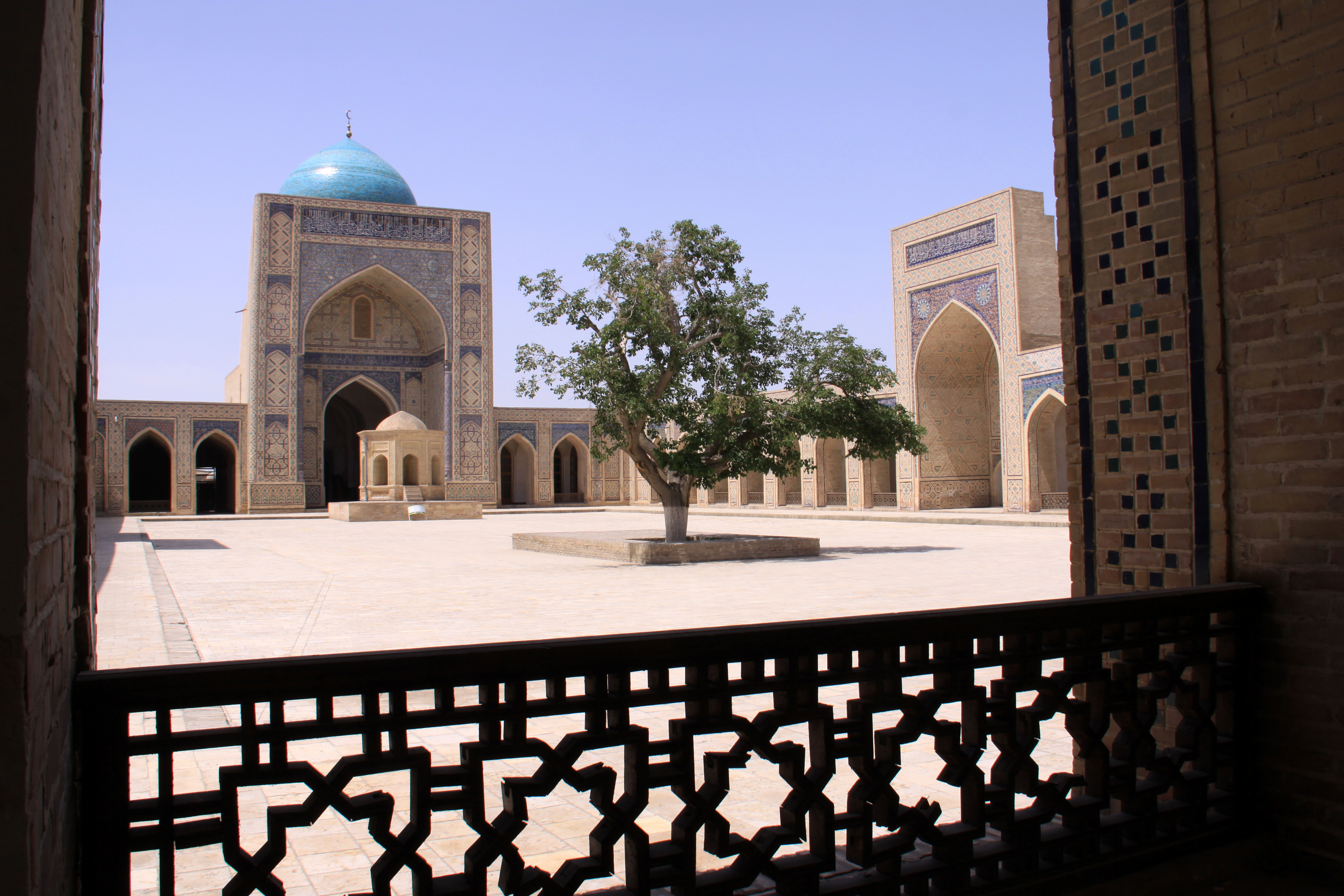
El patio de la mezquita Kalon.
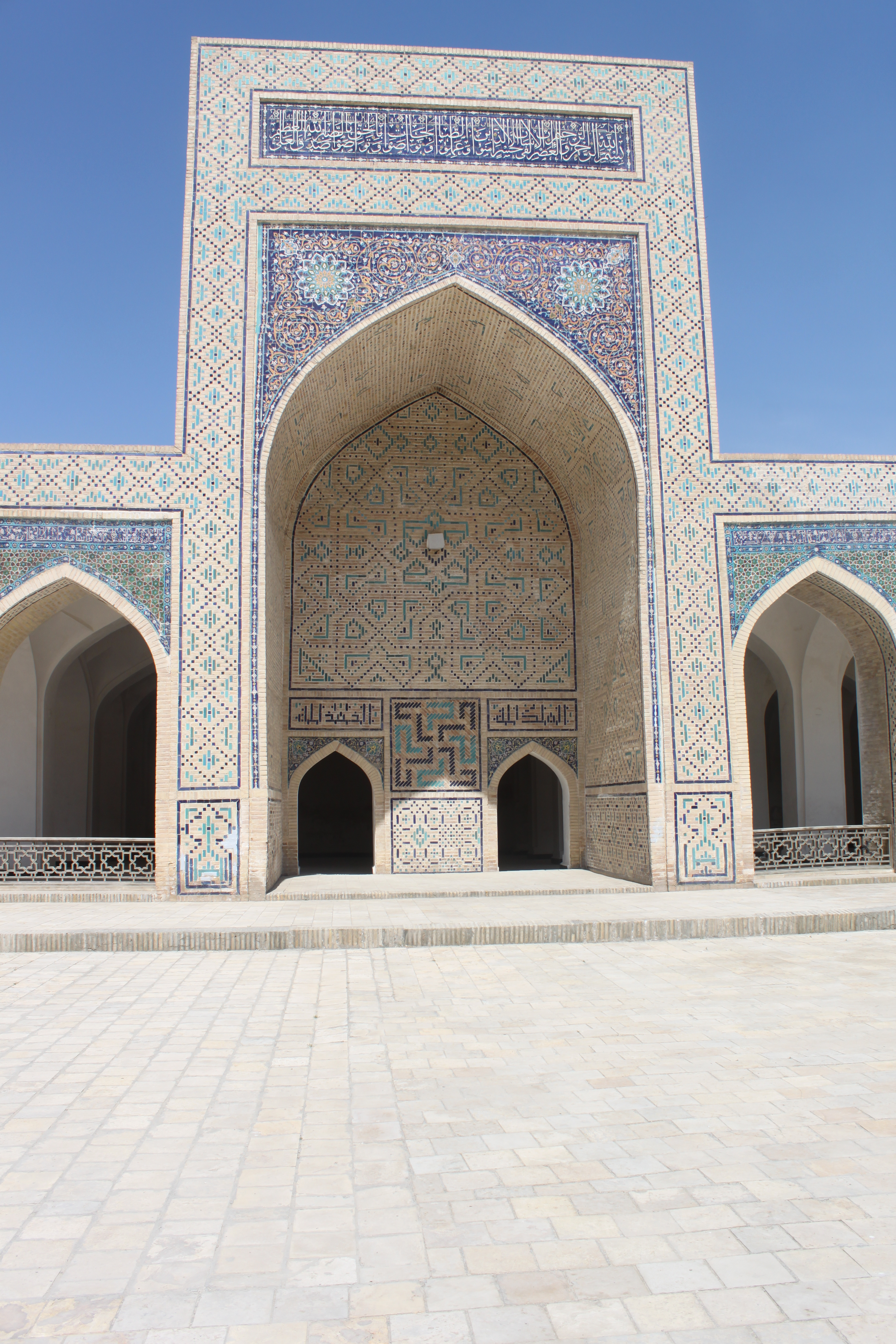
Uno de los iwanes dentro del patio de la mezquita Kalon.
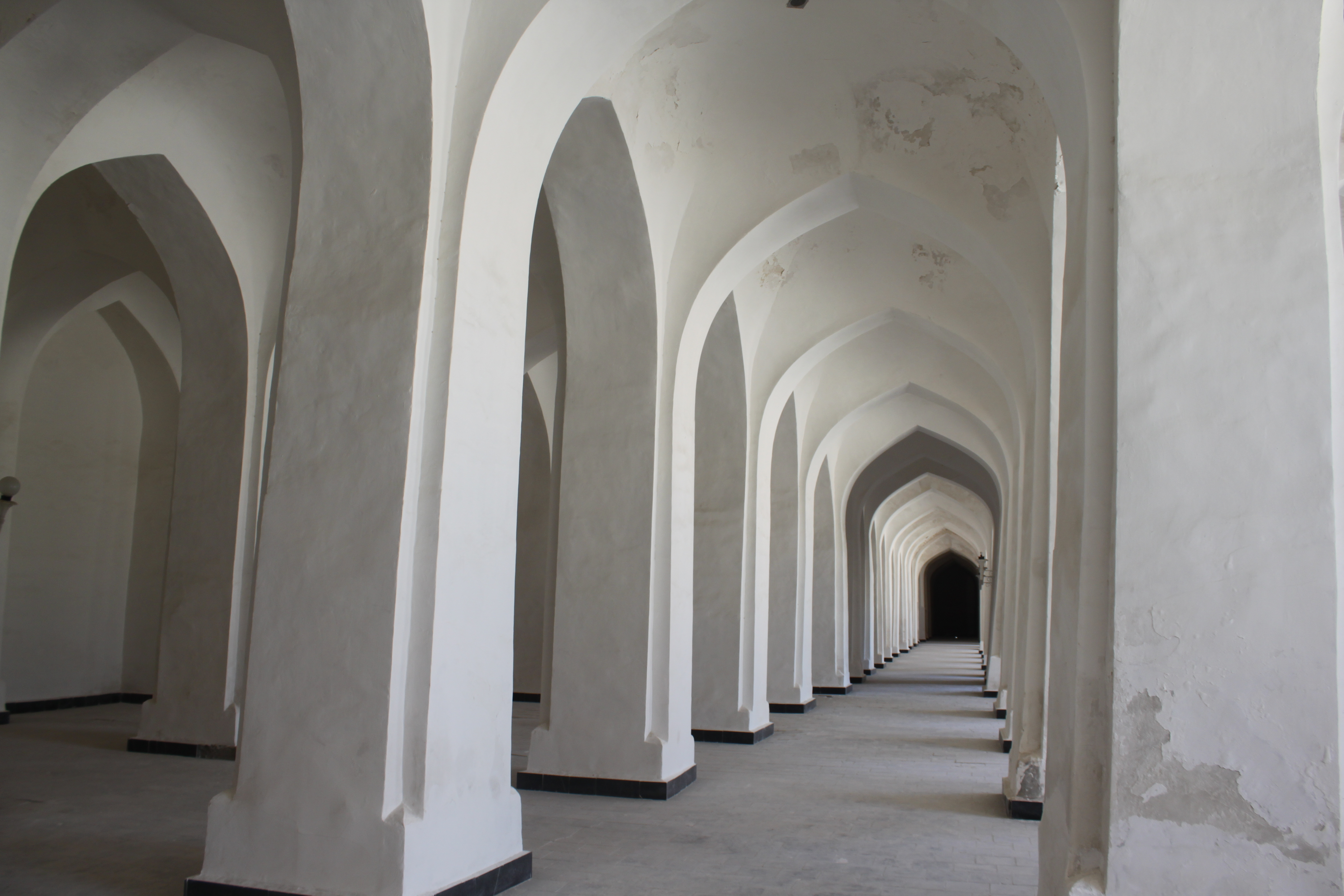
La galería en torno al patio de la mezquita Kalon.
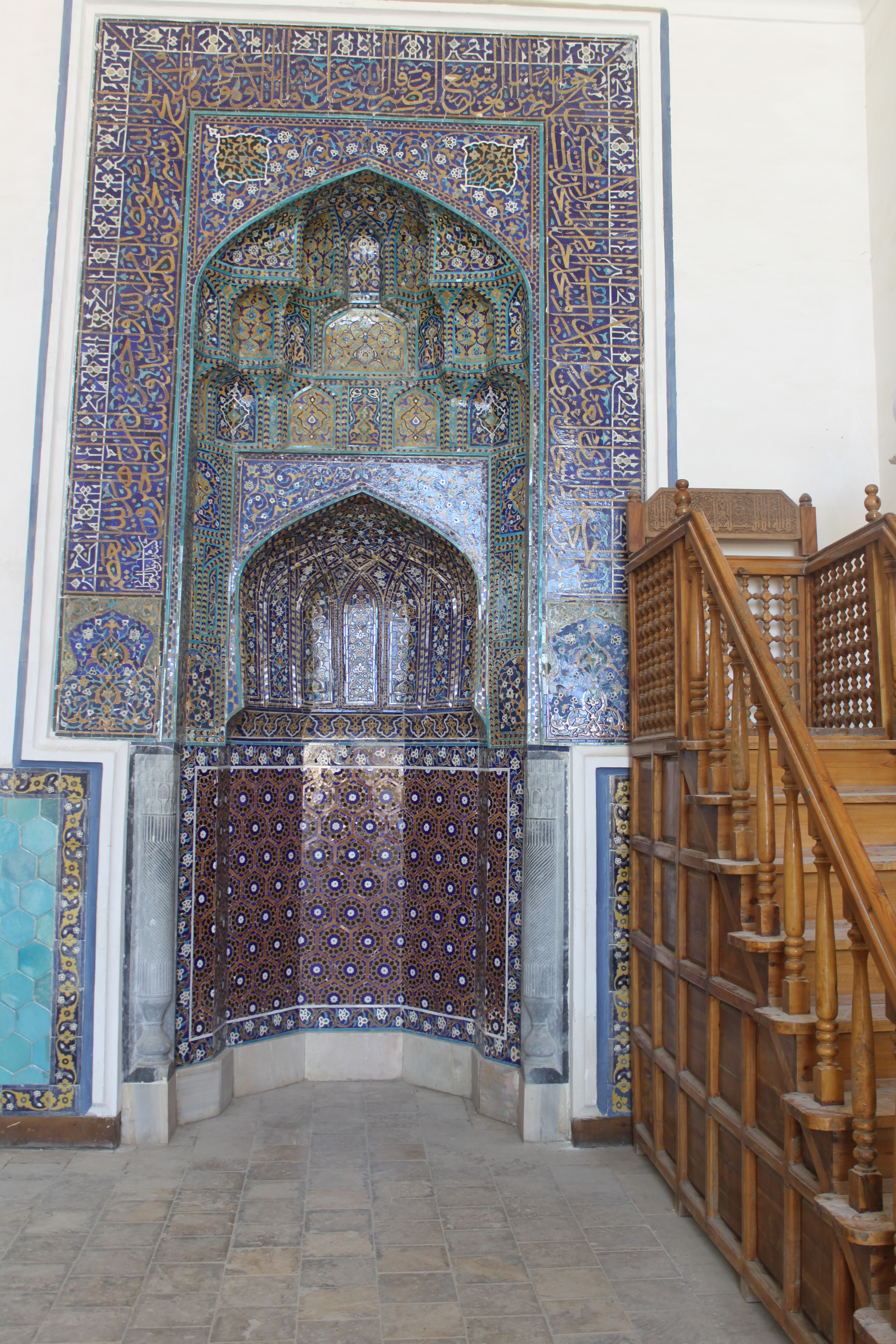
El mihrab y el minbar de la mezquita Kalon.
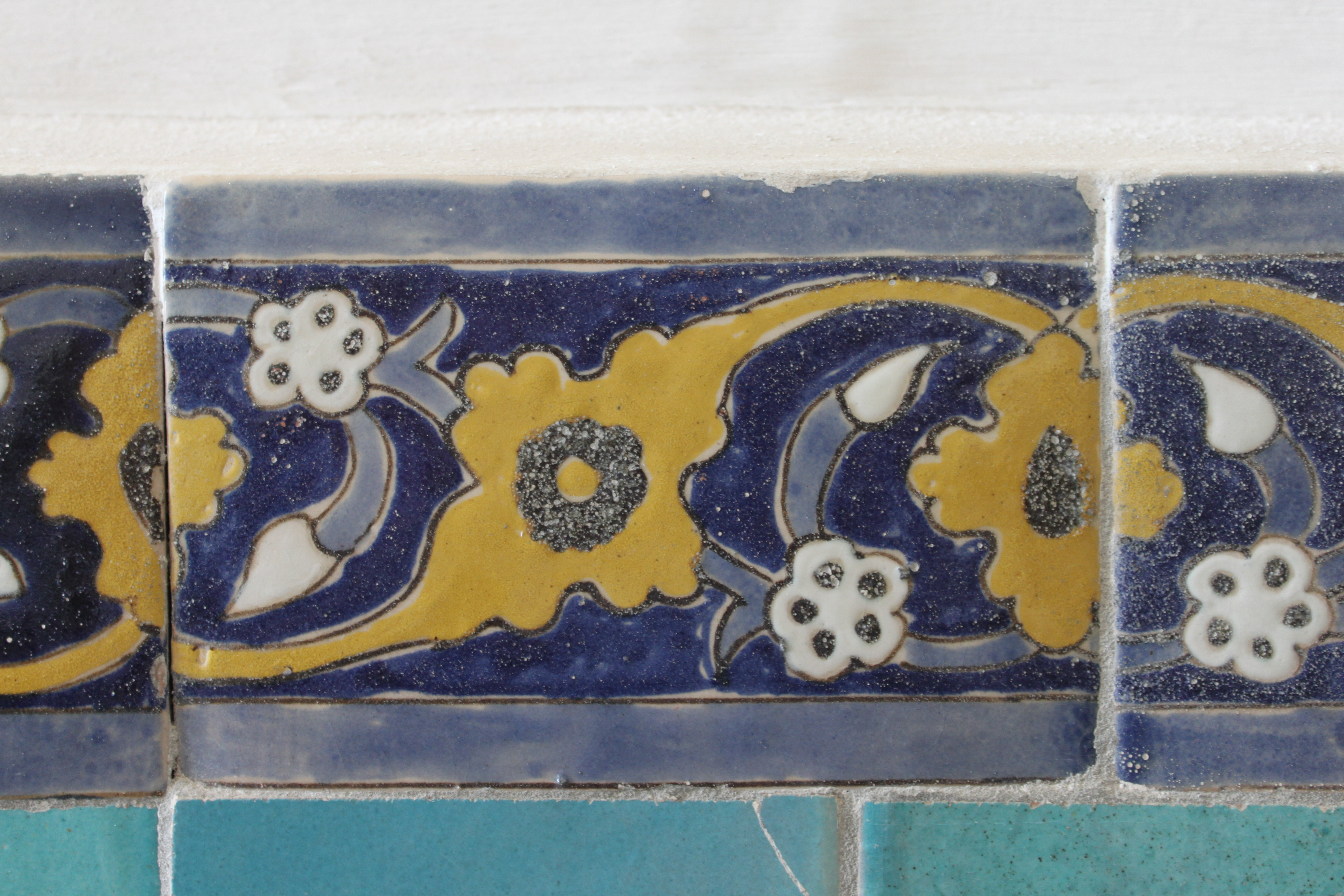
Detalle de la decoración de la mezquita Kalon.
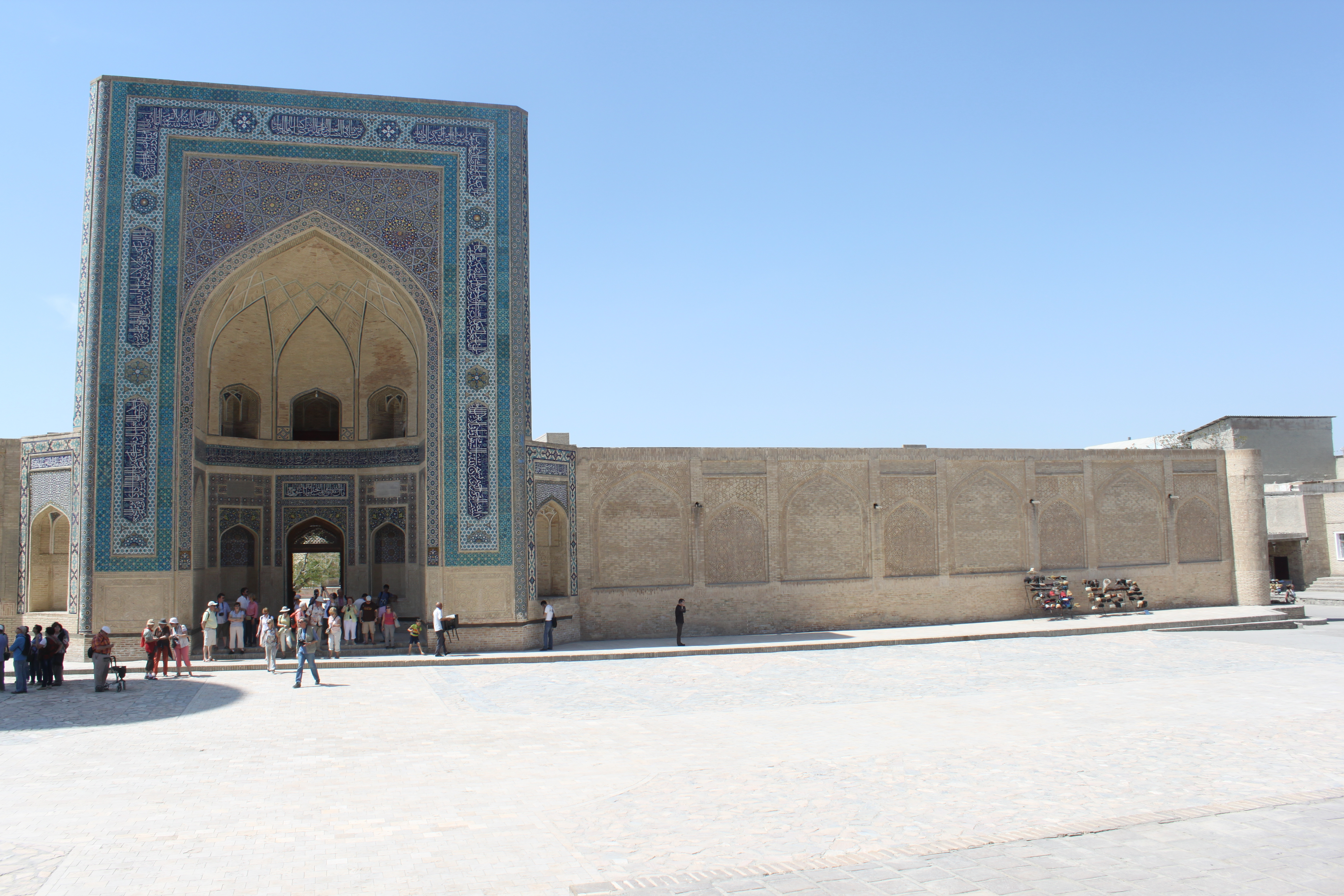
Vista exterior de la mezquita Kalon.

Madrasa Mir-i Arab (1535–1536). La construcción de la madrasa de Mir-i-Arab se atribuye al jeque Abdulá Yemení de Yemen —llamado Mir-i-Arab— el mentor espiritual de Ubaidulá-kan y su hijo Abdul-Aziz-kan. Ubaidulá-kan guerreó con éxito contra Irán. Al menos tres veces sus tropas tomaron Herat. Cada una de esas expediciones de saqueo sobre Irán se vio acompañada por la captura de muchos cautivos. Se dice que Ubaidulá-kan había invertido el dinero ganado de la redención de más de tres mil cautivos persas en la construcción de esta madrasa. En el medio de la bóveda (gurhana) se encuentra la tumba de madera de Ubaidulá-kan. Cerca está enterrado también el mudarrís (un profesor principal) Muhammad Kasim. El portal de la madrasa Miri Arab se encuentra en un eje con el portal de la mezquita de Kalyan. Sin embargo, debido a cierto descenso de la plaza al este fue necesario alzar un poco un edificio de la madrasa sobre una plataforma.

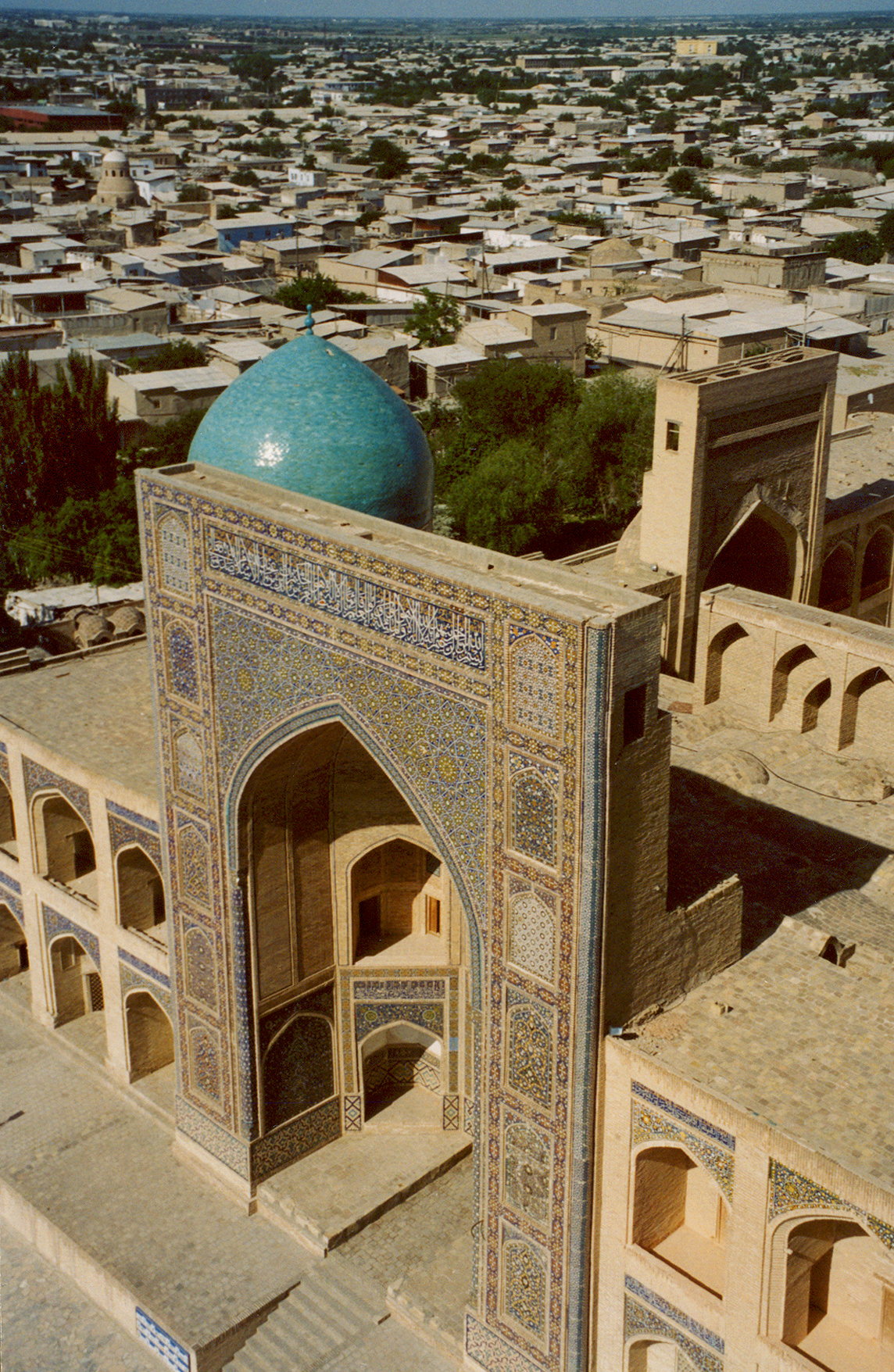
La madrasa Mir-i-Arab.
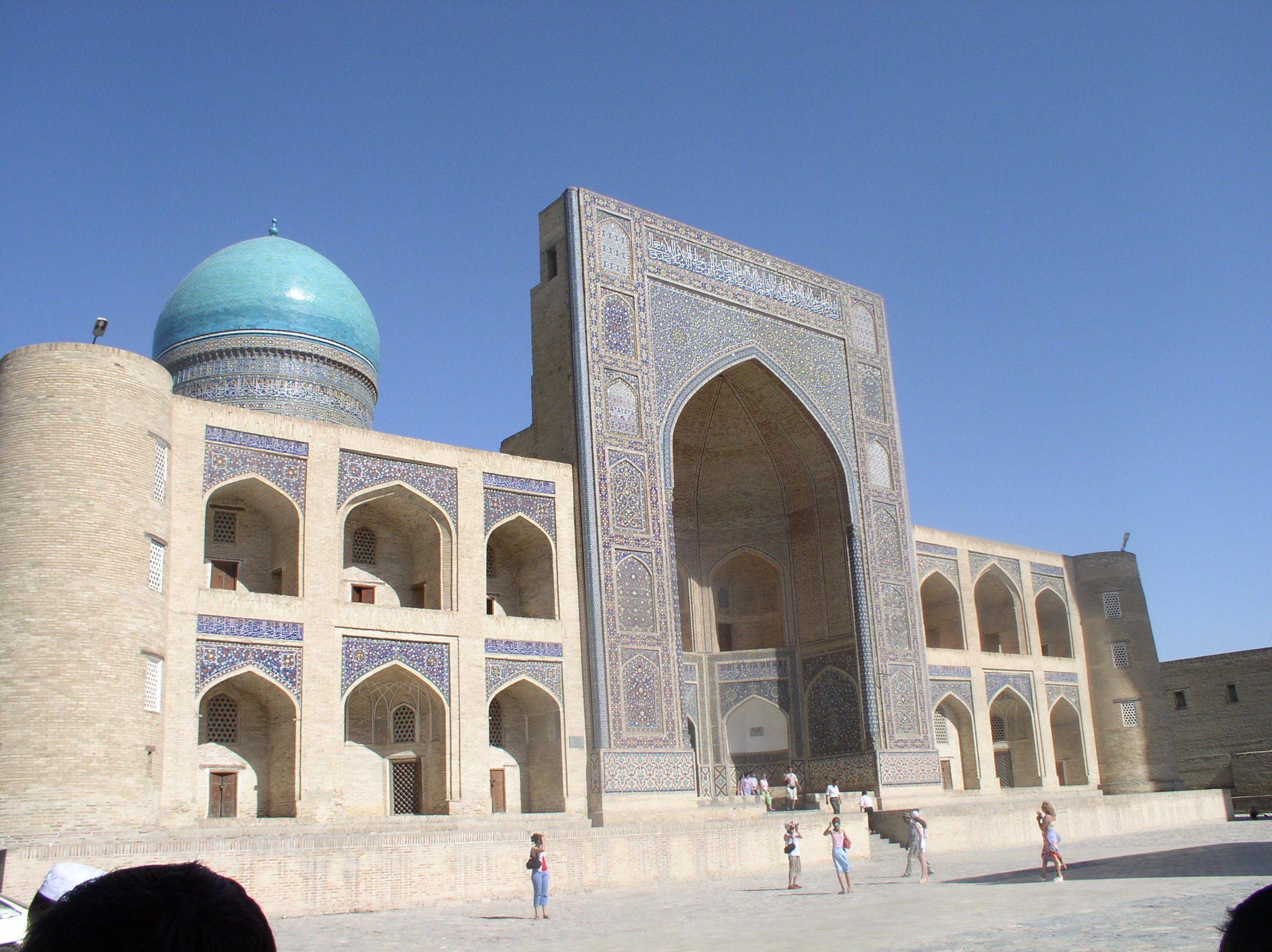
Vista general de la fachada de la madrasa Mir-i-Arab (con una torre de ángulo a la izquierda).
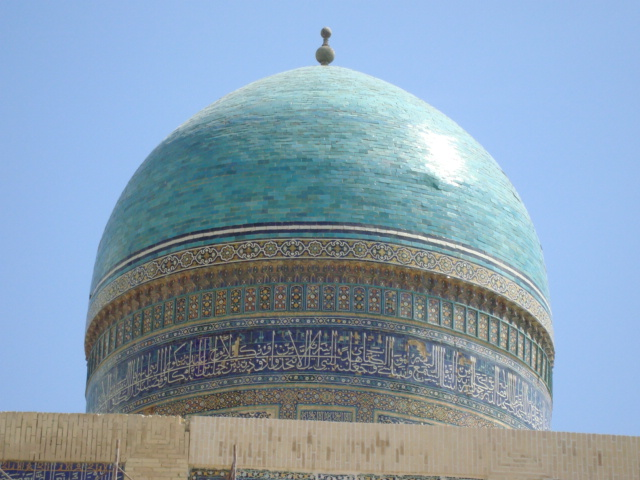
Una de las cúpulas de la la madrasa Mir-i-Arab .
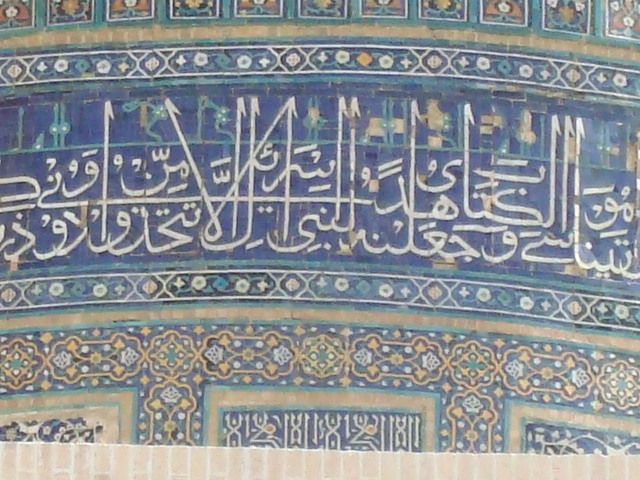
Detalle de una de las cúpulas de la la madrasa Mir-i-Arab.
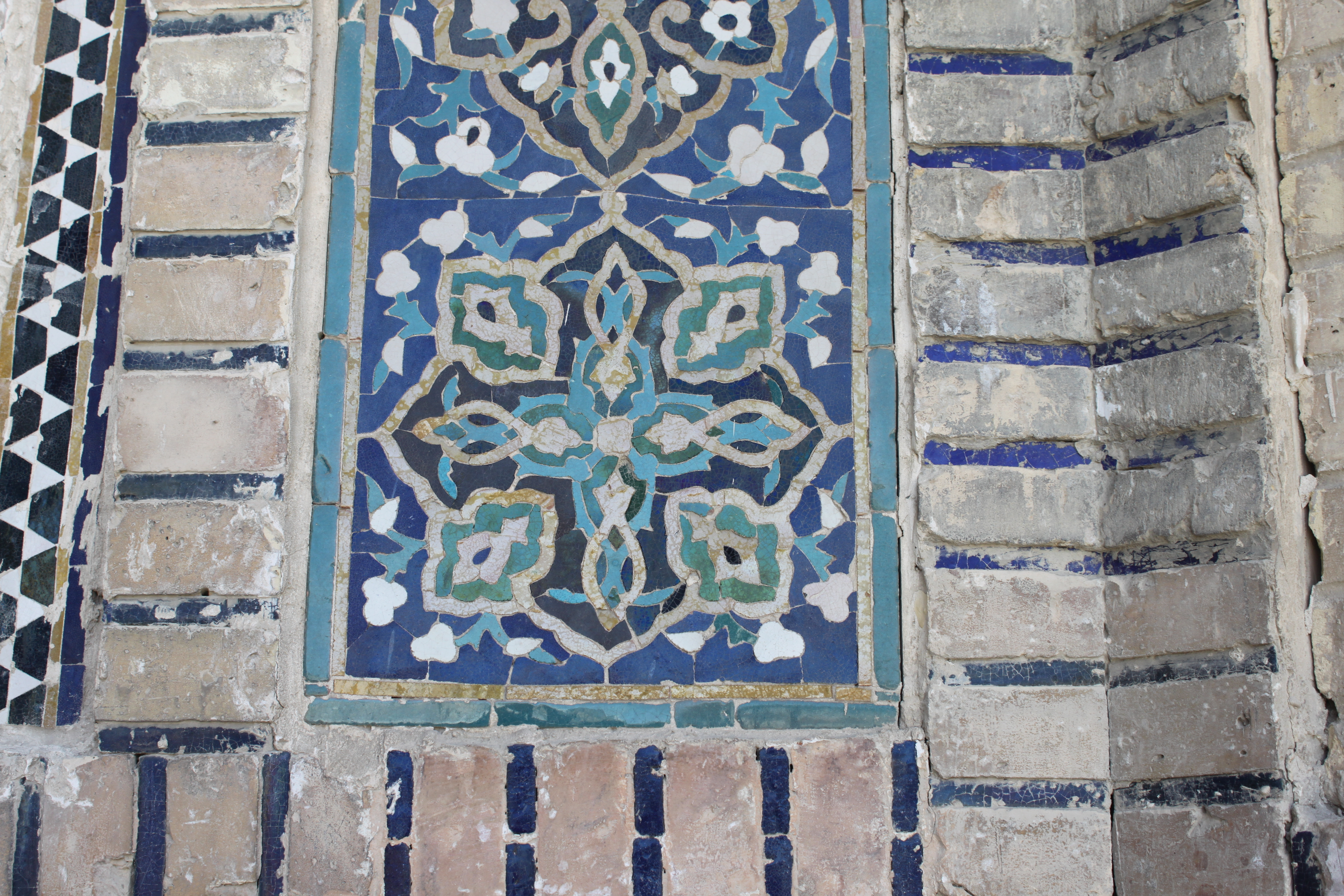
Detalle de la decoración exterior de la madrasa Mir-i-Arab.
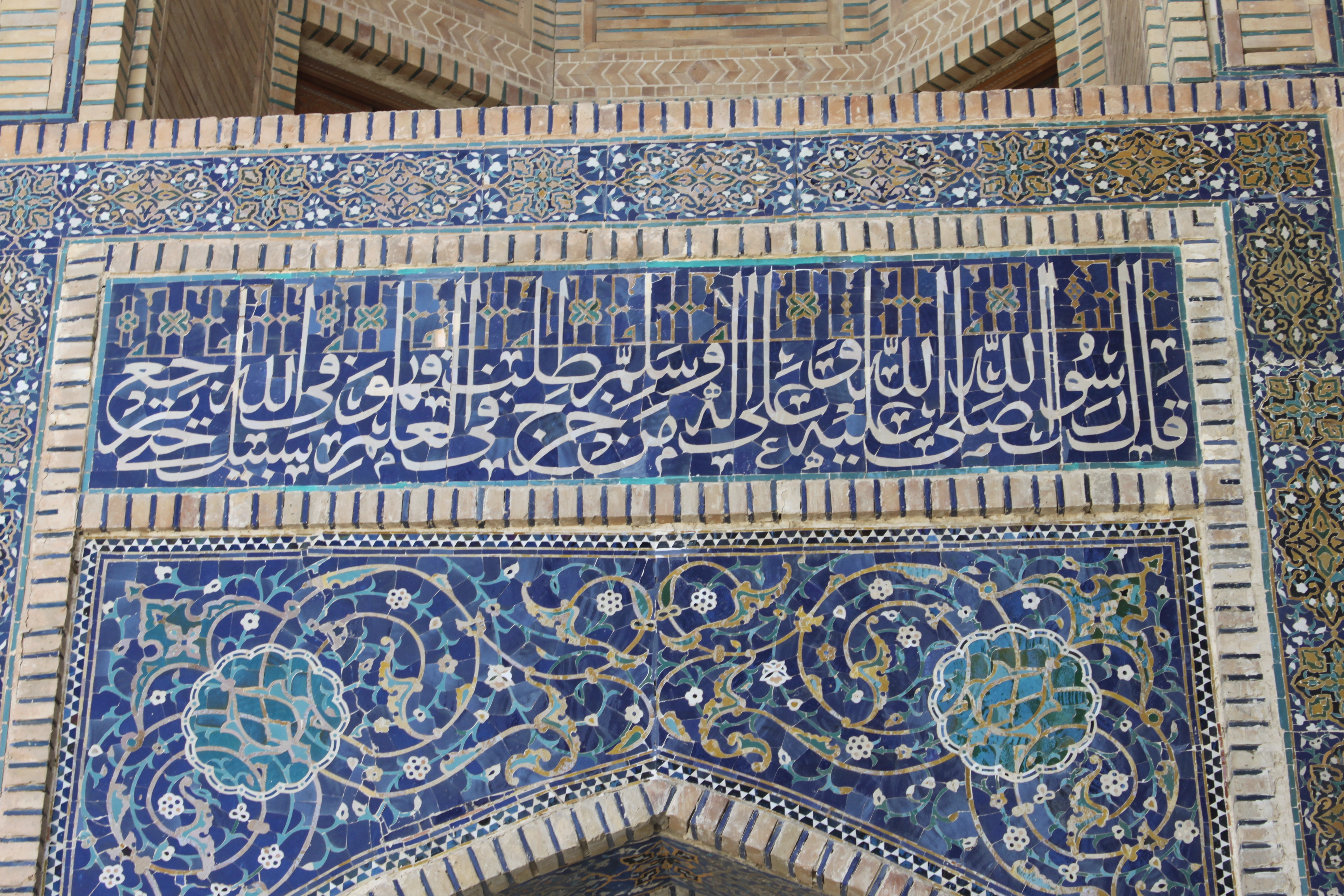
Detalle del pórtico de la madrasa Mir-i-Arab.

- Lab-i Hauz

El conjunto Lab-i Hauz (o Lab-e hauz, en persa: لب حوض, que significa junto al estanque) (1568–1622) es el nombre de una zona que rodea a uno de los pocos hauz, o estanques, que quedan en la ciudad de Bujará. Hubo varios estanques semejantes antes del gobierno soviético. Los estanques actuaron como la principal fuente de agua de la ciudad, pero también eran famosos por difundir enfermedades, y de por ello fueron en su mayor parte drenados en los años veinte y treinta por los soviéticos. El Lab-i Hauz sobrevivió debido a su papel como pieza central de un conjunto arquitectónico que se remonta a los siglos XVI y XVII. El conjunto Lab-i Hauz está formado por la madraza Kukeldash del siglo XVI, la mayor en la ciudad, a lo largo del lado norte del estanque. En los lados oriental y occidental de la laguna hay alojamientos del siglo XVII para sufíes itinerantes, y una madrasa del mismo siglo.
Hay también una escultura en metal de Nasrudín Hodja, el hombre ingenioso y de buen corazón, que forma el personaje central de muchas historias folklóricas en Asia central, Afganistán y Pakistán, sentado en lo alto de su mula con una mano en su corazón y la otra con un signo de «todo correcto» en su cabeza.

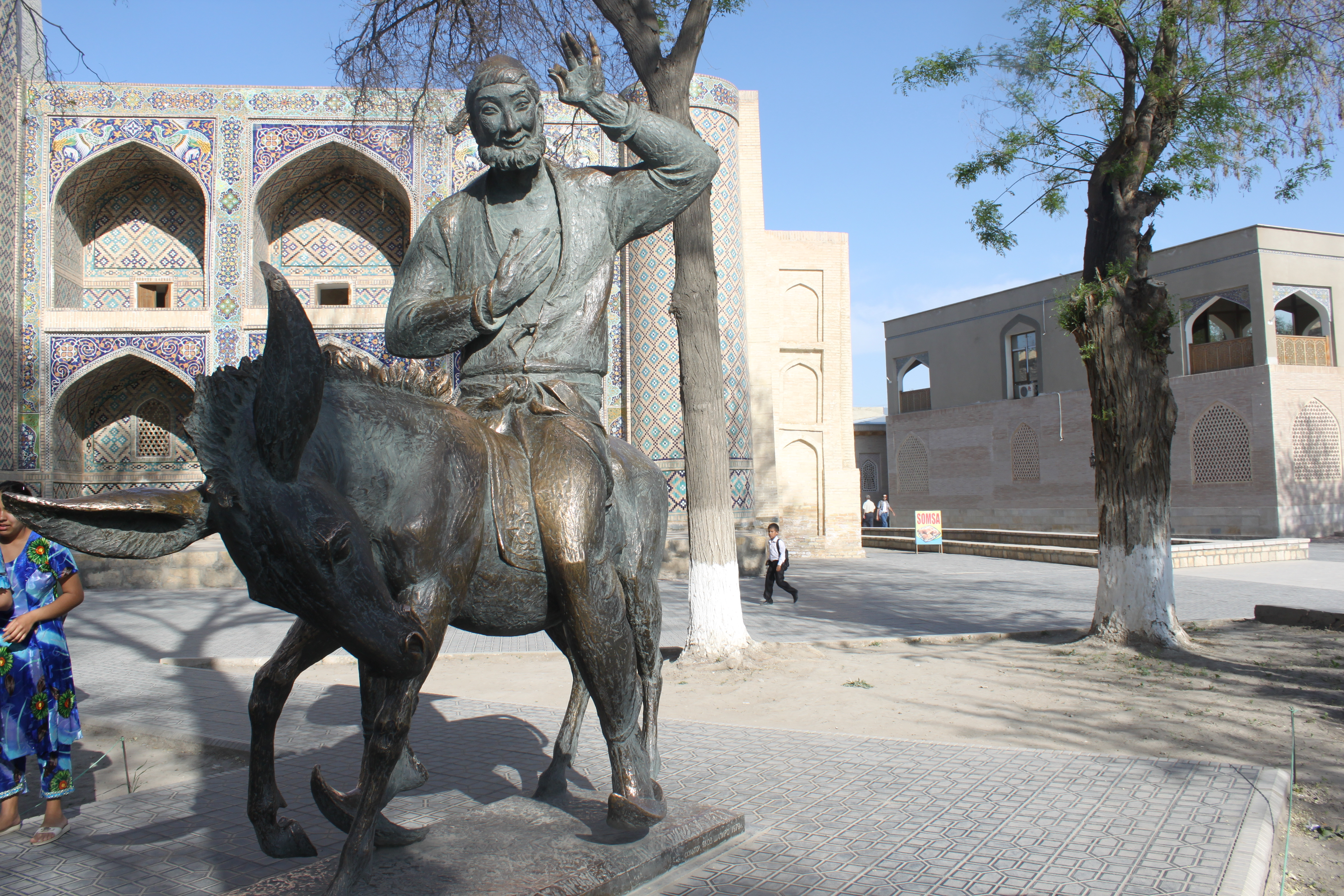
Nasrudín en su asno (en la parte trasera, la madrasa Nadir Divan-Begui).
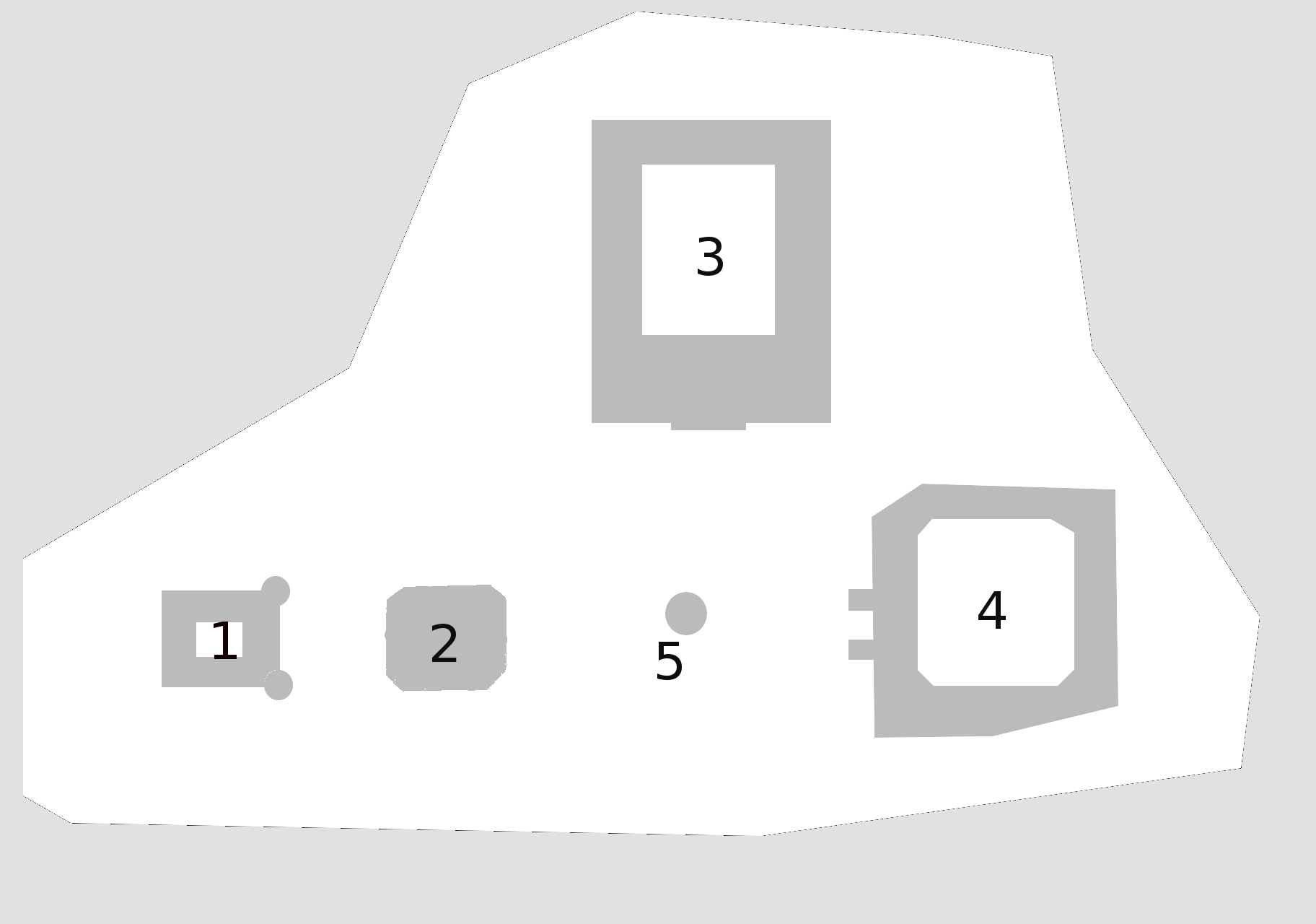
Plano de Liab-i Haouz : 1— Khanqah Divan-Beghi ; 2— Estanque ; 3— Madrasa Koukeldach ; 4— Madrasa Divan-Beghi ; 5— Estatua de Nasrudín.
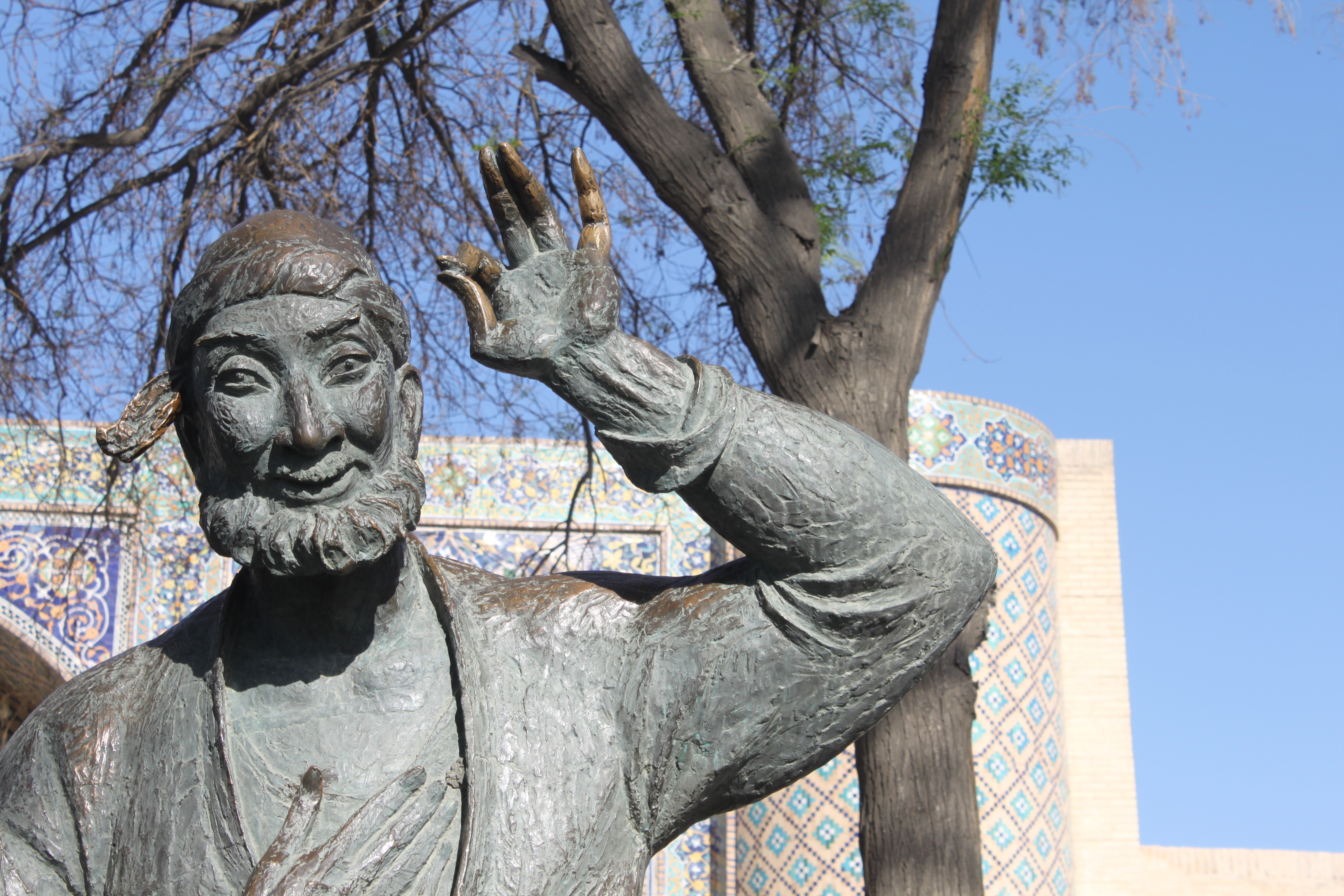
Detalle de la estatua de Nasrudín.

- Complejo arquitectónico de Bahoutdin

El Complejo arquitectónico de Bahoutdin es una necrópolis que conmemora a Shaykh Baha-ud-Din o Bohoutdin, el fundador de la orden Naqshbandi. El complejo incluye el dahma (tumba) de Bahoutdin, la mezquita de Jakim Kushbegi, la de Muzaffarkan y el khanqah de Abdul-Lazizjan. El lugar está incluido en la lista provisional de la UNESCO de Patrimonio de la Humanidad el 18 de enero de 2008.

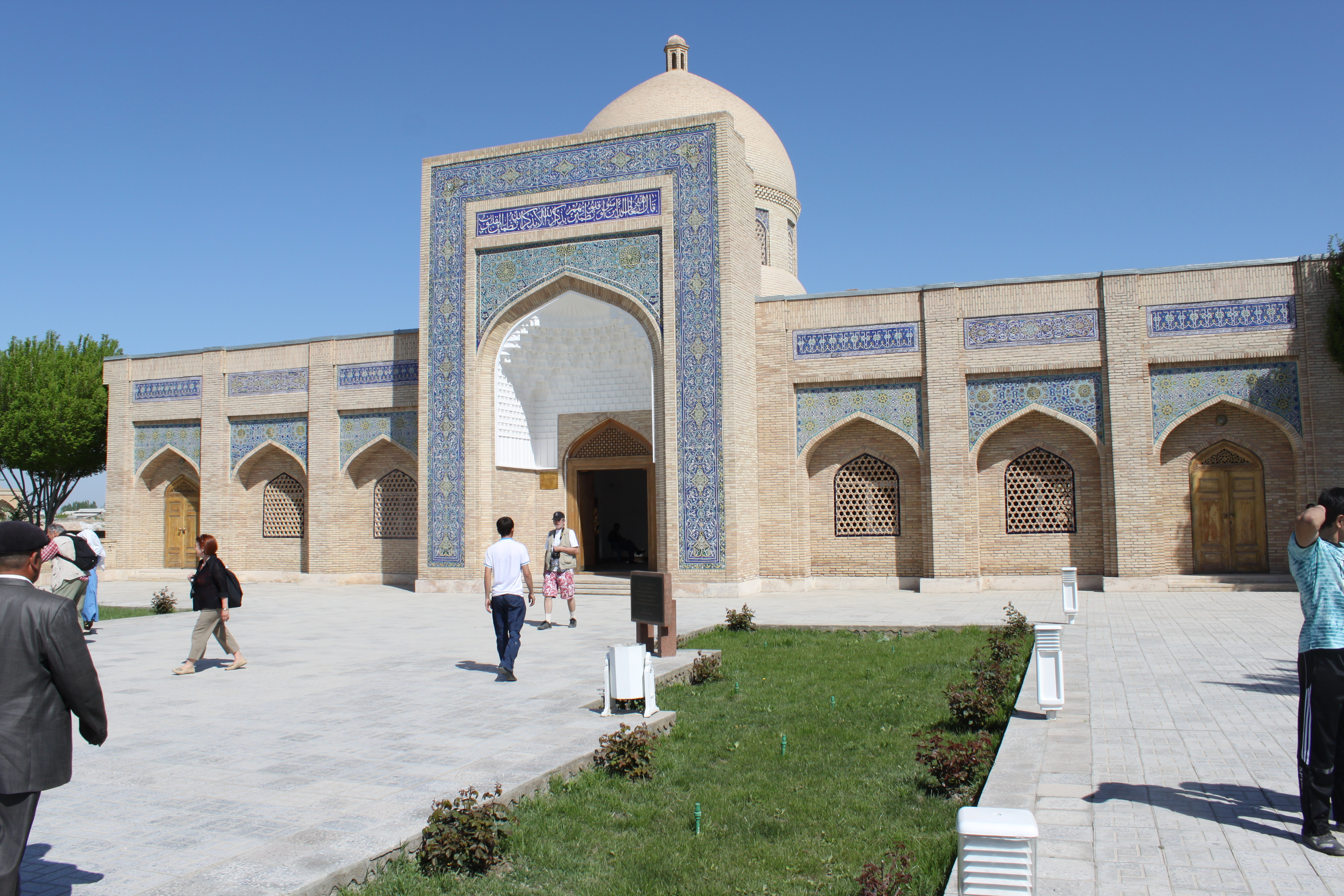
Entrada al sitio del mausoleo Bahoutdin.
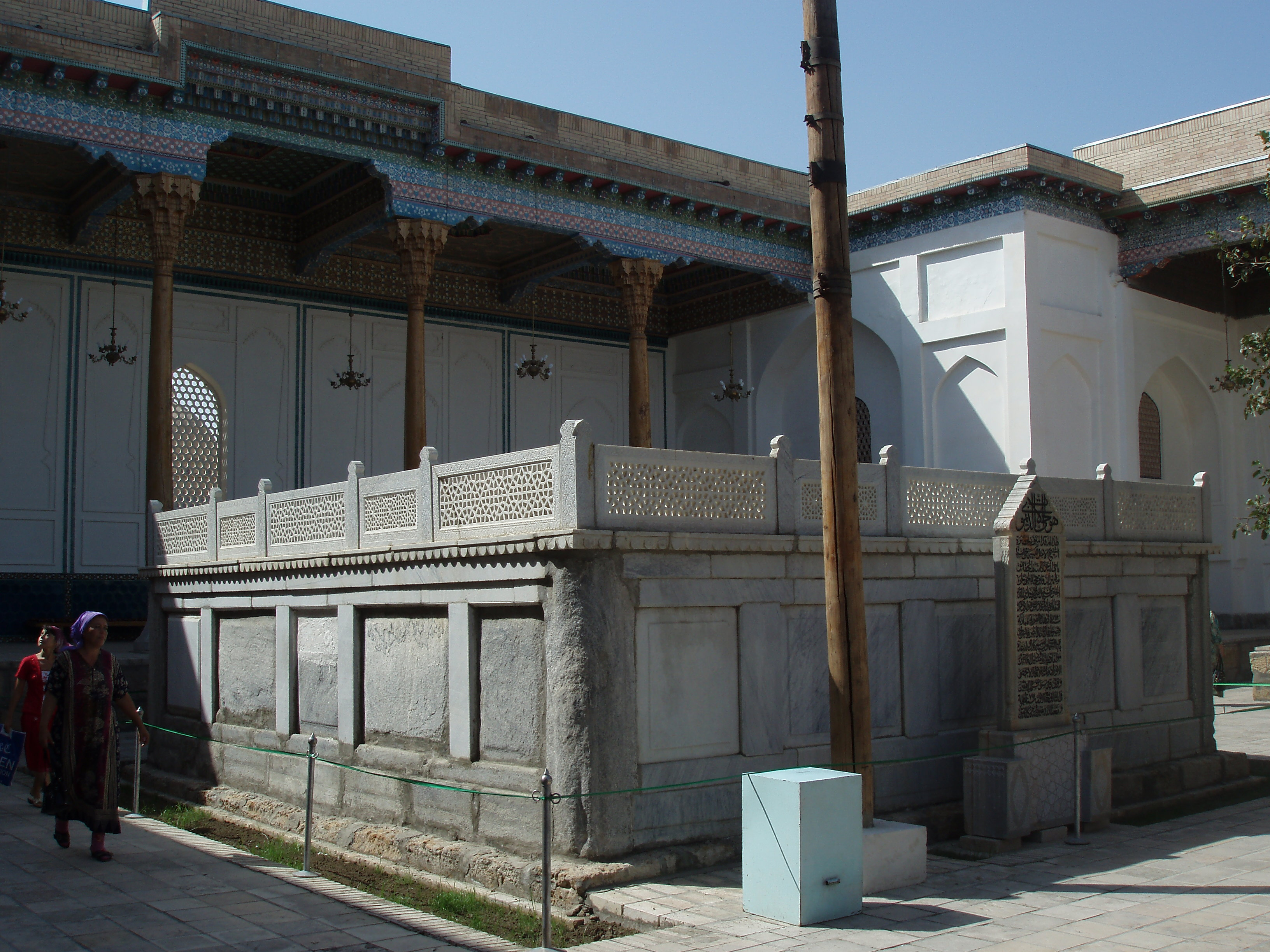
El mausoleo de Bahoutdin Naqshbandi.
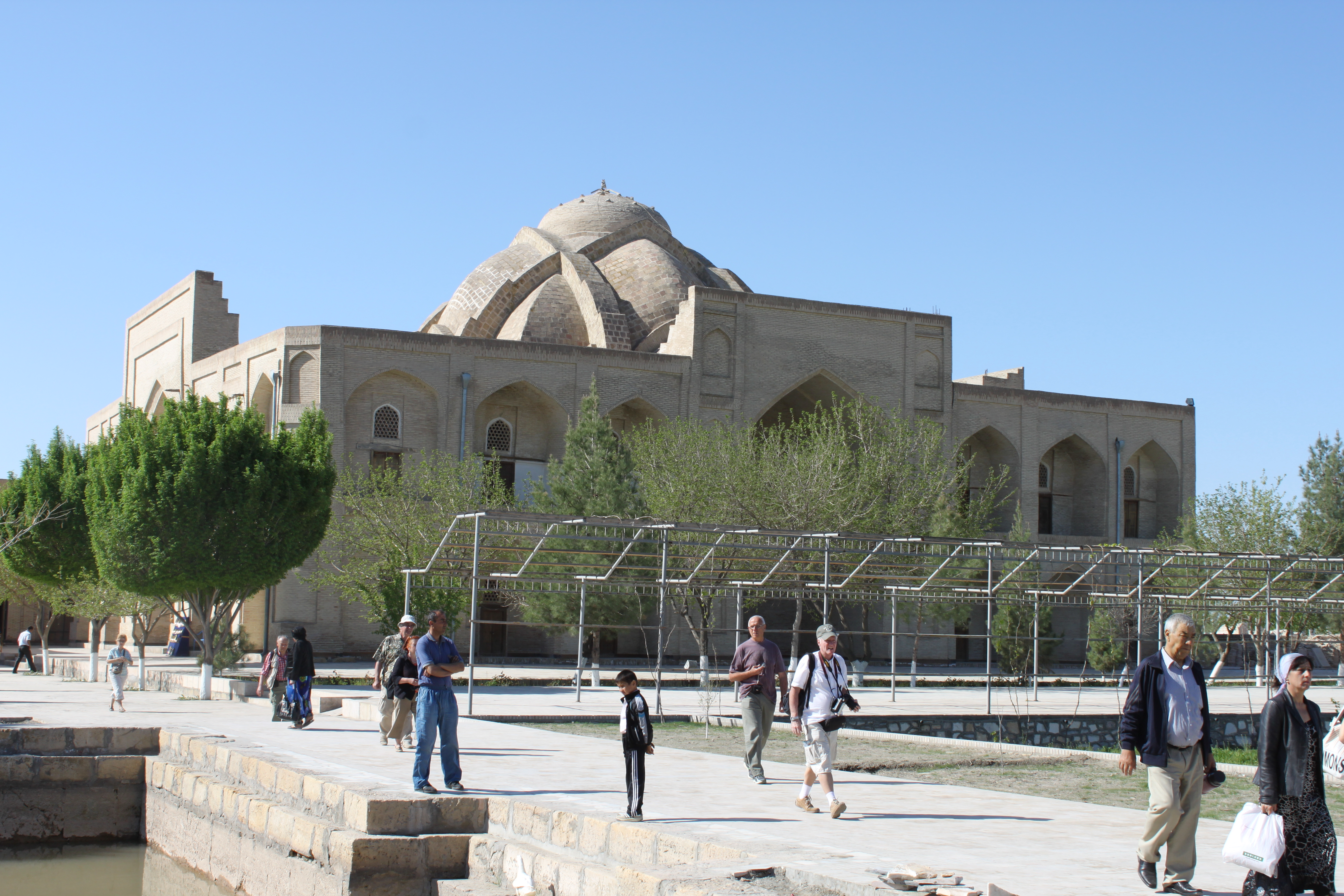
El khanqah del sitio del mausoleo de Bahoutdin Naqshbandi.
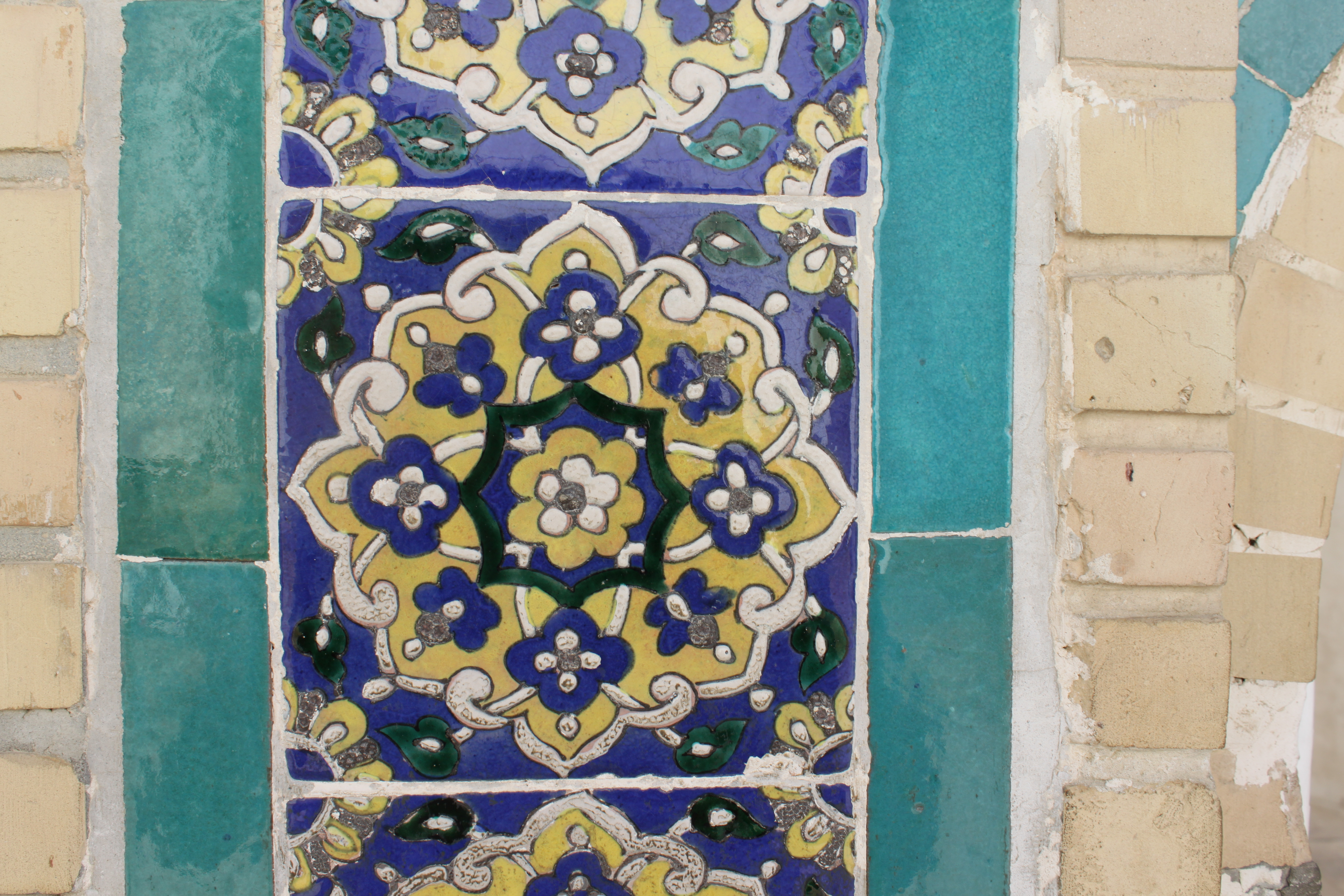
Detalle del patio principal donde se encuentra la tumba de Bahoutdin Naqshbandi.
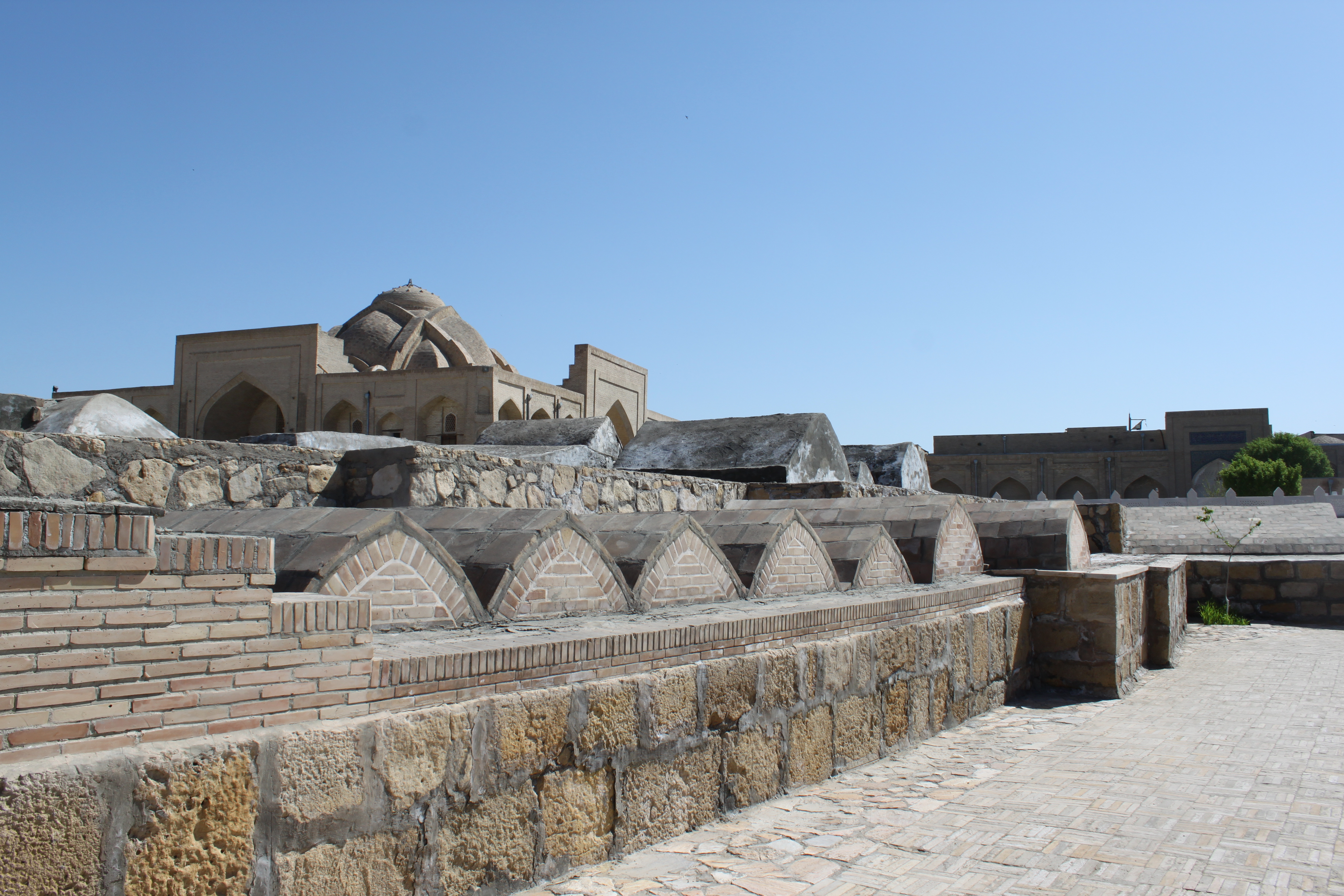
Tumbas del mausoleo de Bahoutdin Naqshbandi.
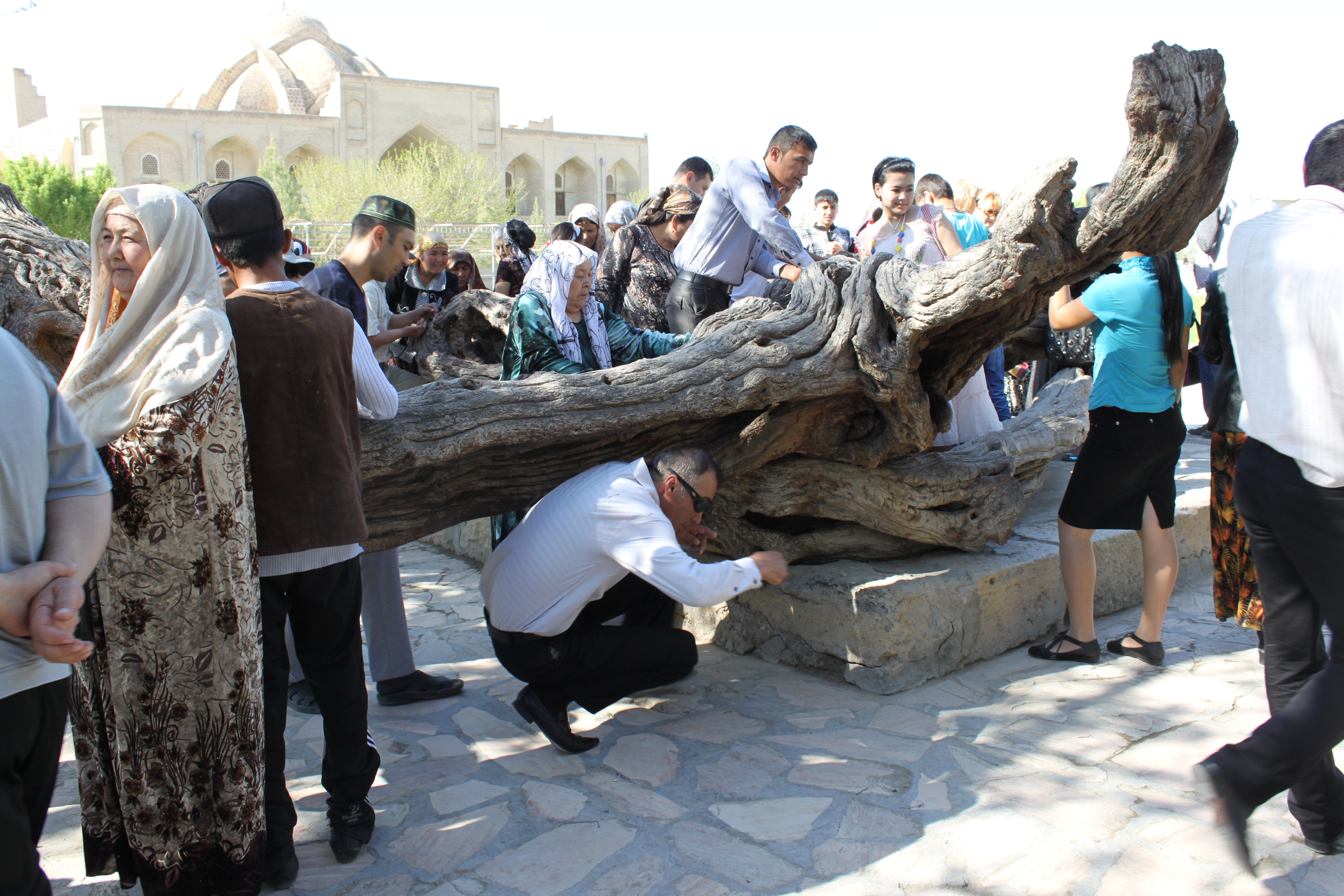
El árbol sagrado del sitio del mausoleo de Bahoutdin Naqshbandi

### Fortaleza
- Fortaleza de Bujará, el Arq

El Arq de Bujará es una fortaleza inicialmente construida y ocupada alrededor del siglo V. Además de ser una estructura militar, el Arq contenía lo que era esencialmente una ciudad que fue habitada por las diversas cortes reales que gobernaban la región circundante de Bujará. Se usó como fortaleza hasta que llegó el gobierno ruso en 1920. Actualmente, es una atracción turística y alberga museos que exhiben su historia.

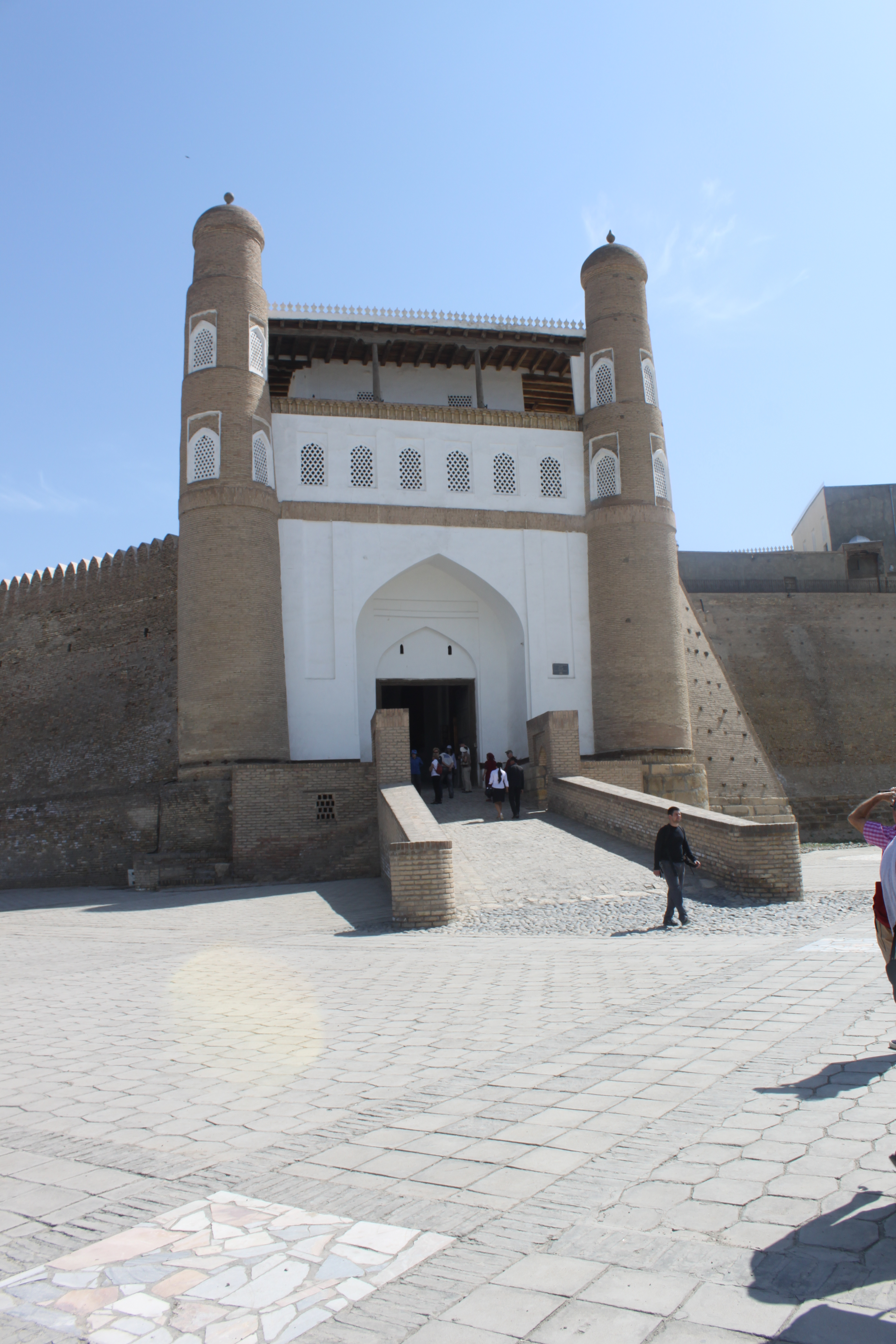
La entrada a la ciudadela de Arq.
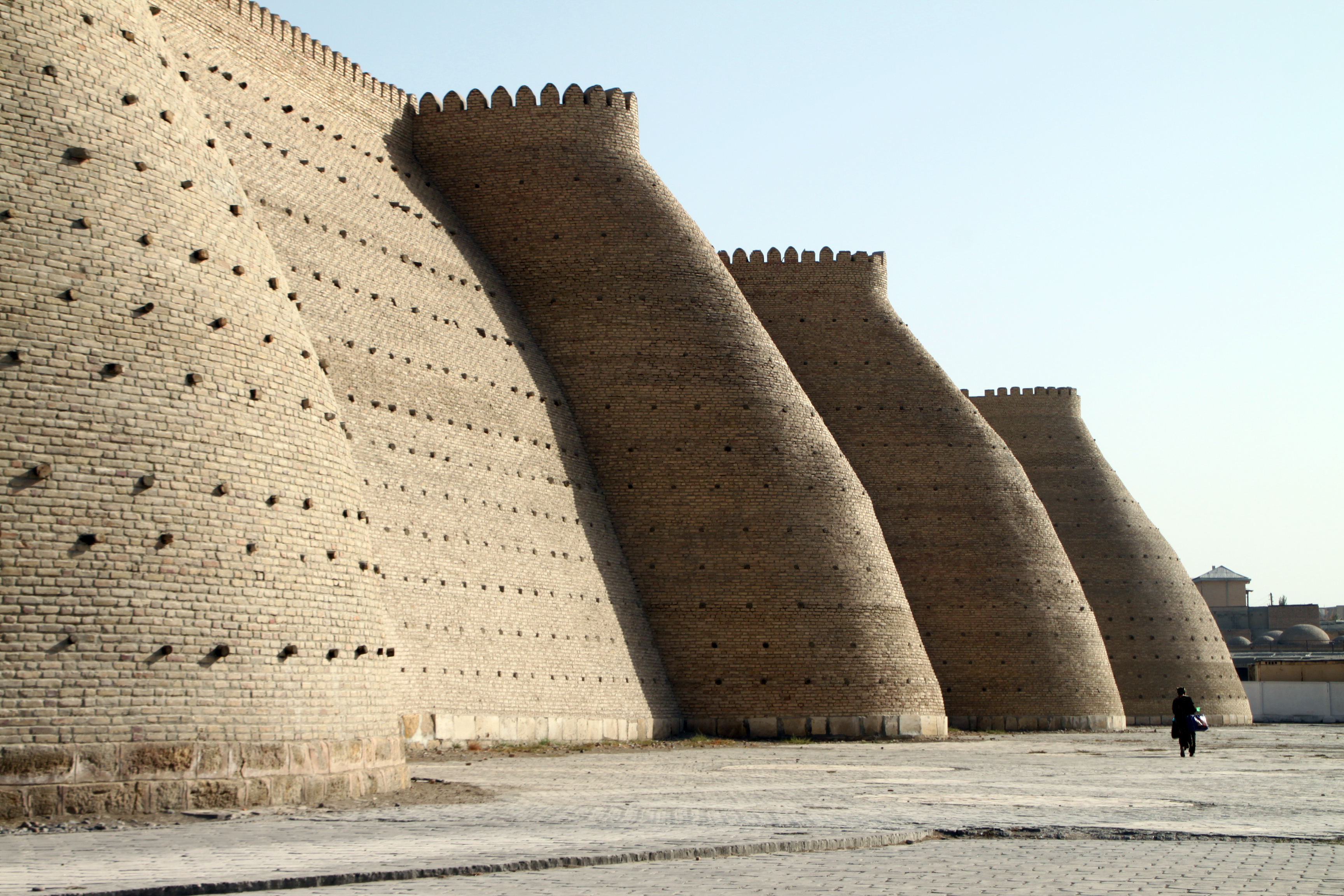
El muro perimetral de la ciudadela de Arq..
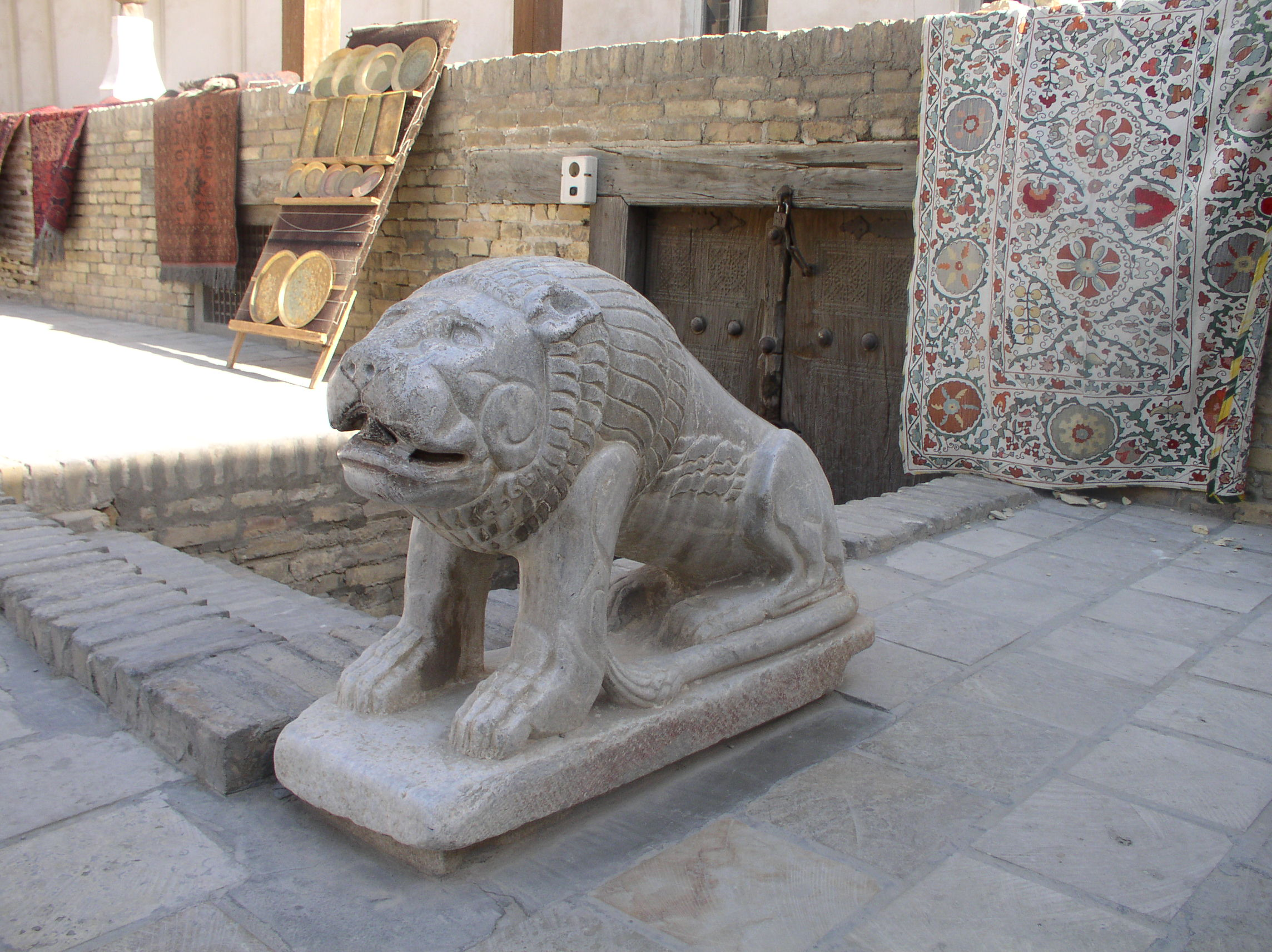
Estatua de un león en el Arq.
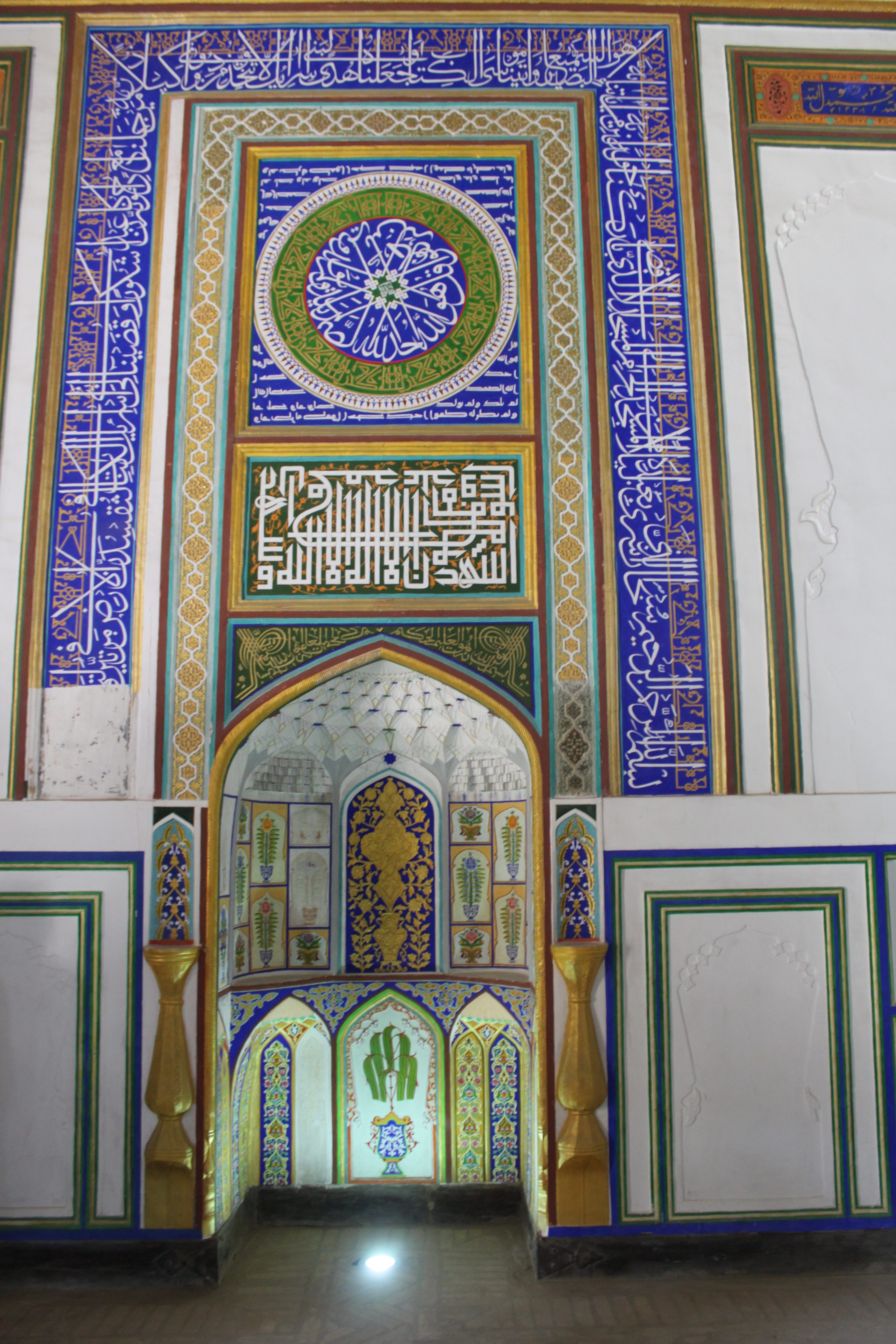
Mihrab de la mezquita de la ciudadela.
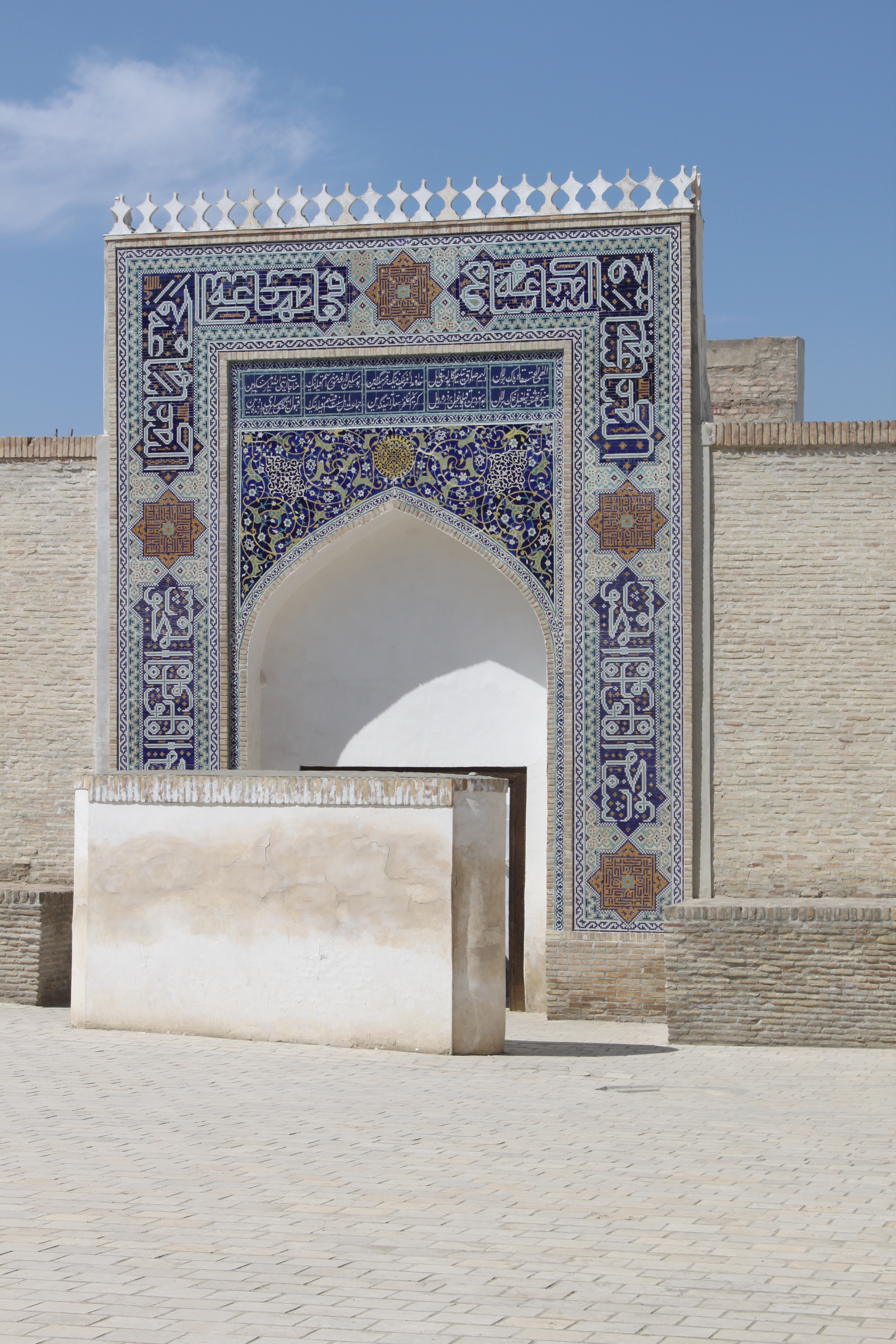
Portal visto del interior de la sala de recepción del Arq.
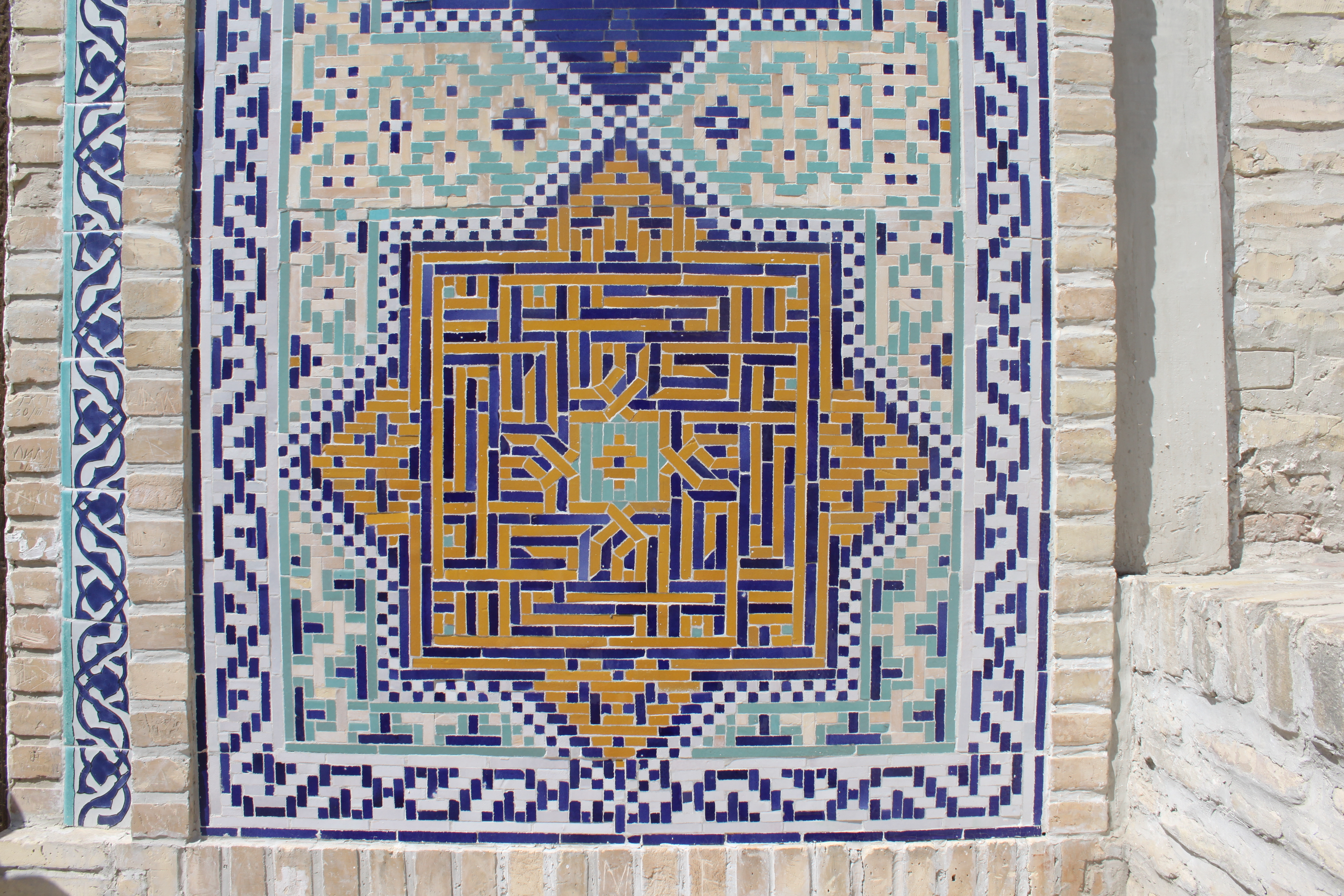
Detalle del portal en el interior de la sala de recepción del Arq.

### Mausoleo
- Mausoleo de Chashma-Ayub

Chashma-Ayub, o Manantial de Job, se encuentra cerca del mausoleo de Samani. Se dice que su nombre refleja una leyenda según la cual el profeta Job («Ayub» en el Corán) visitó este lugar y sacó a la luz un manantial de agua golpeando con su bastón el suelo. El agua de este pozo se dice que es excepcionalmente pura y es apreciada por sus supuestas «cualidades sanadoras». El actual edificio fue construido durante el reinado de Tamerlán y presenta una cúpula cónica al estilo khwarazm que es infrecuente en la región.

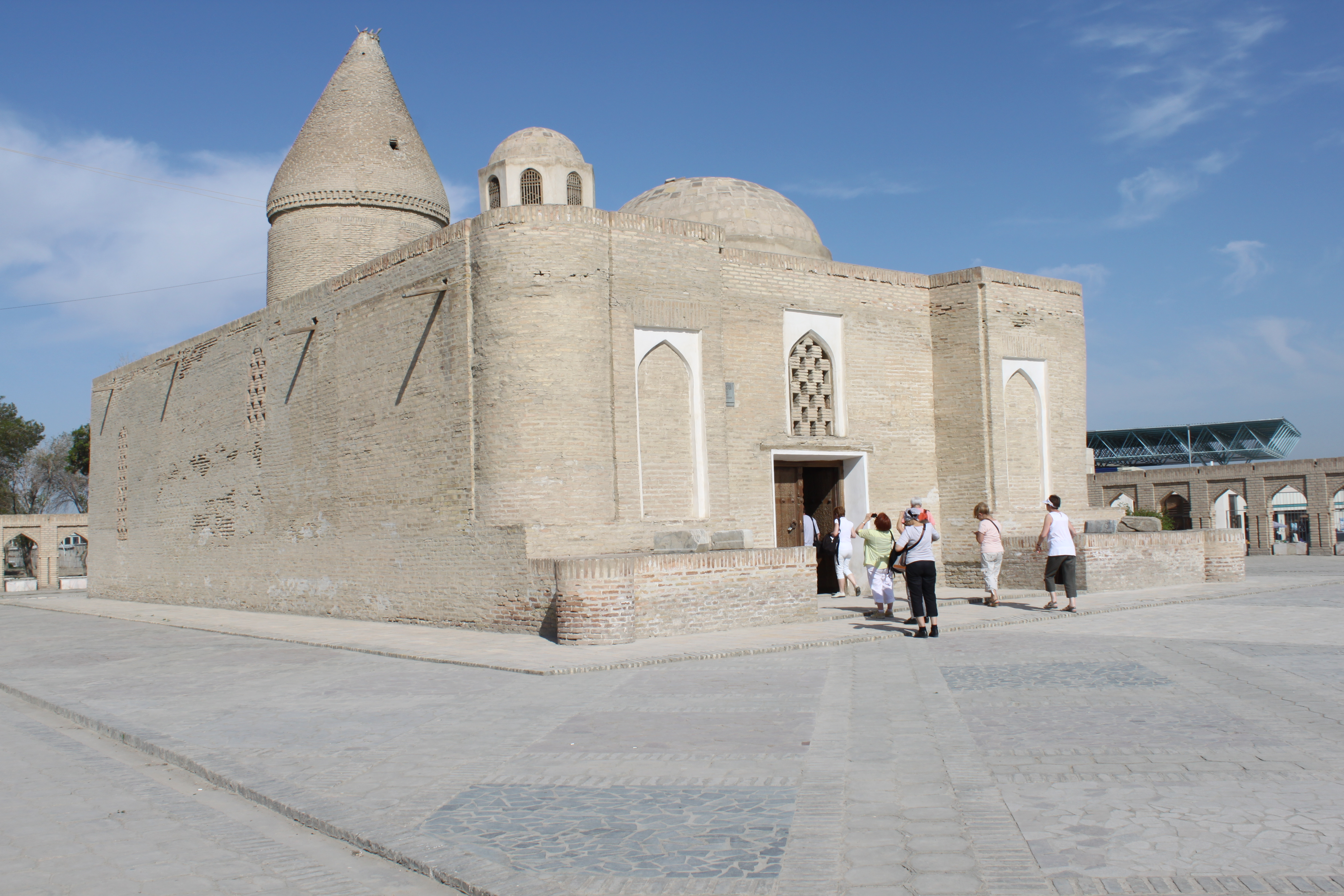
El mausoleo de Chashma-Ayub (vista exterior)).
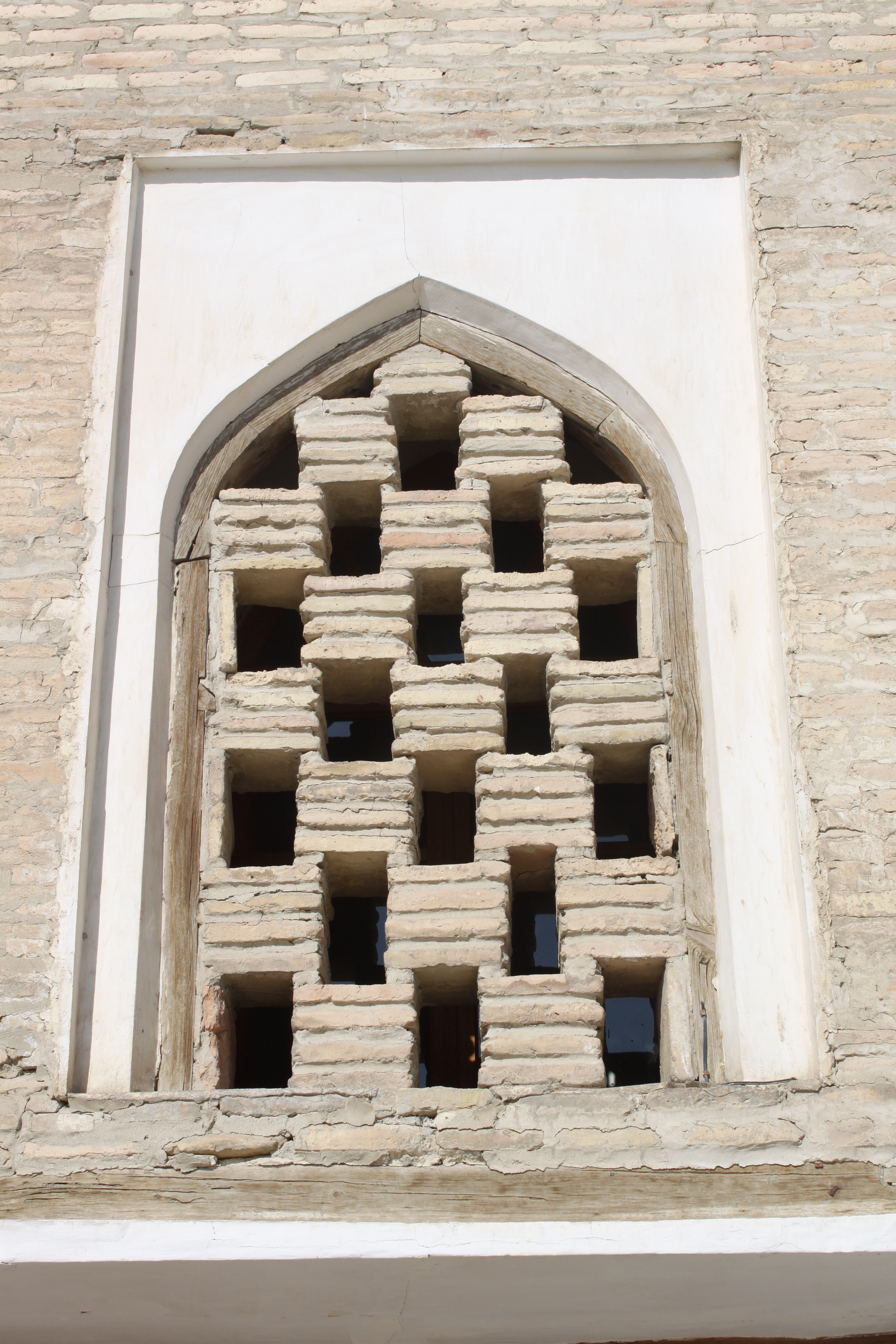
Detalle del exterior del mausoleo de Chashma-Ayub.
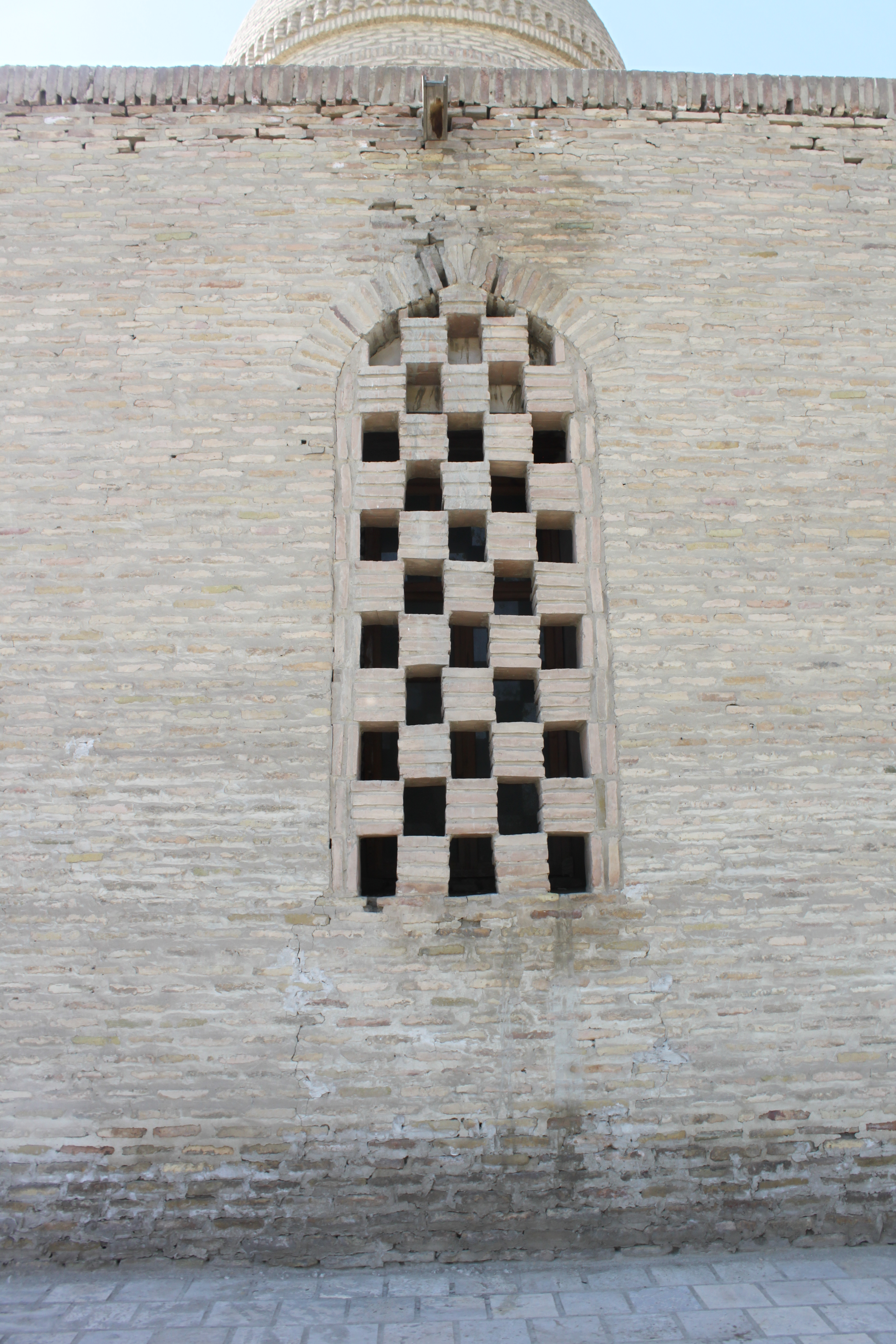
Otro detalle del exterior del mausoleo de Chashma-Ayub.
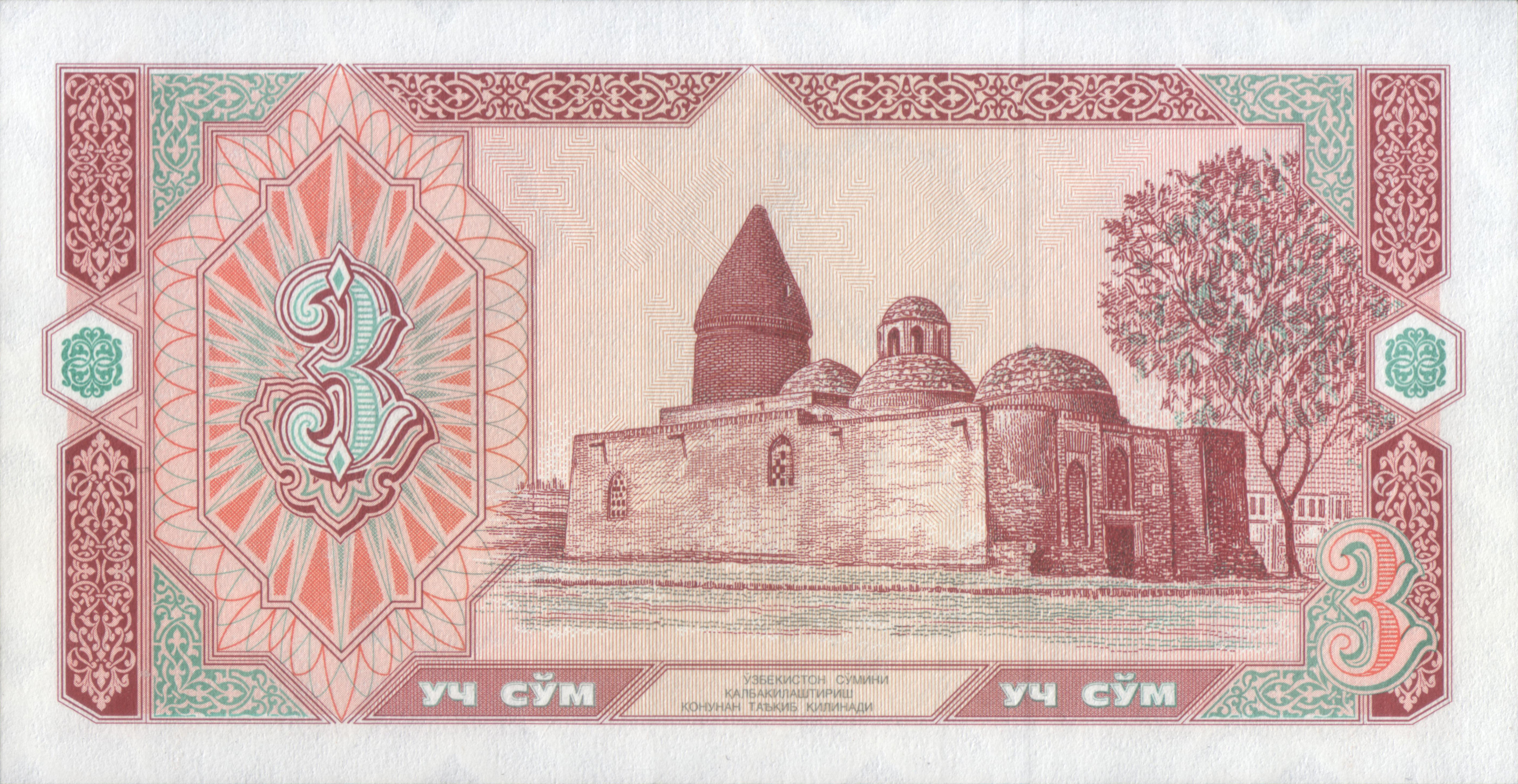
El mausoleo de Chashma-Ayuben un billete de banco.
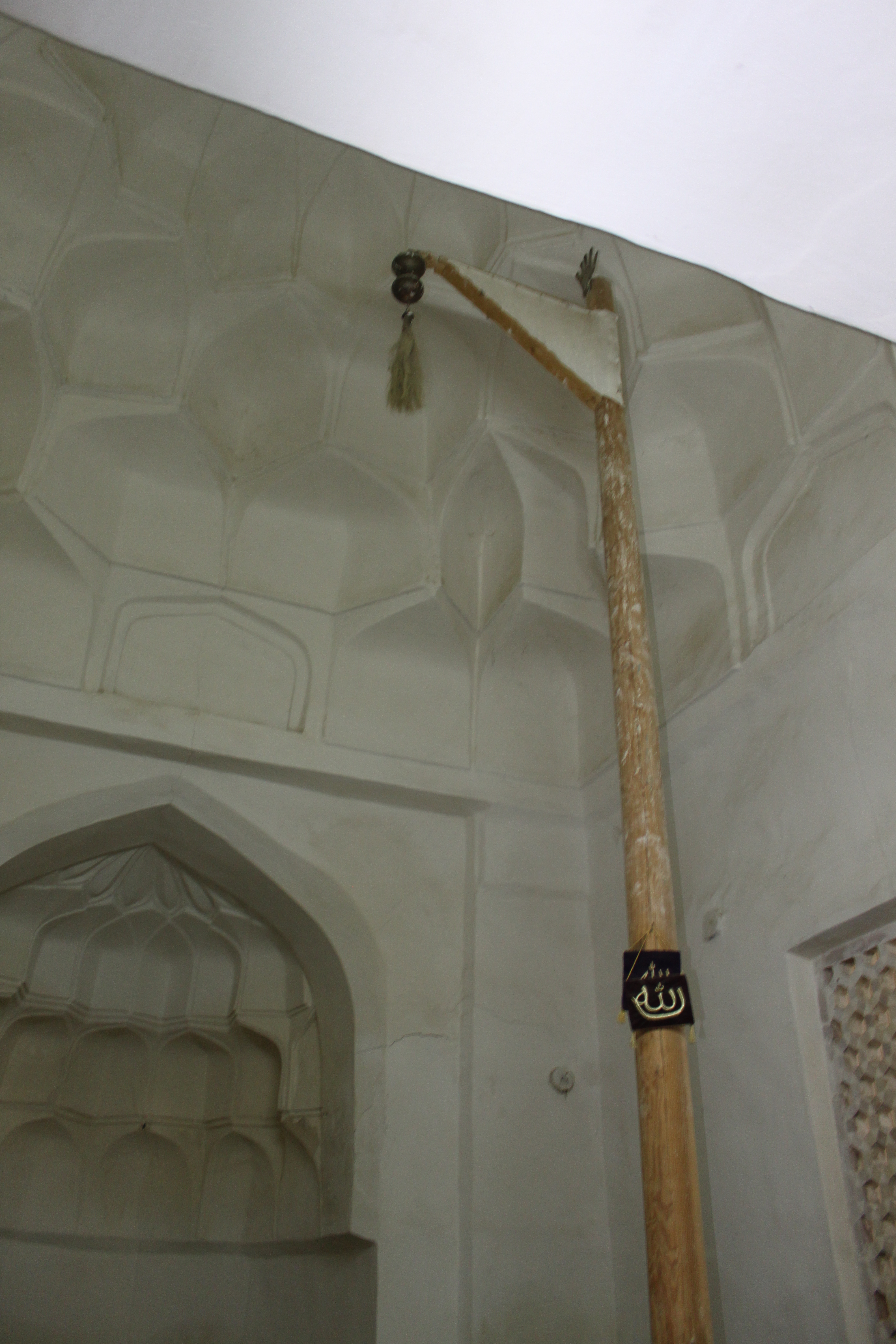
Vara con cola de caballo simbolizando el emplazamiento de una personalidad religiosa, real o mítica, en el mausoleo de Chashma-Ayub.
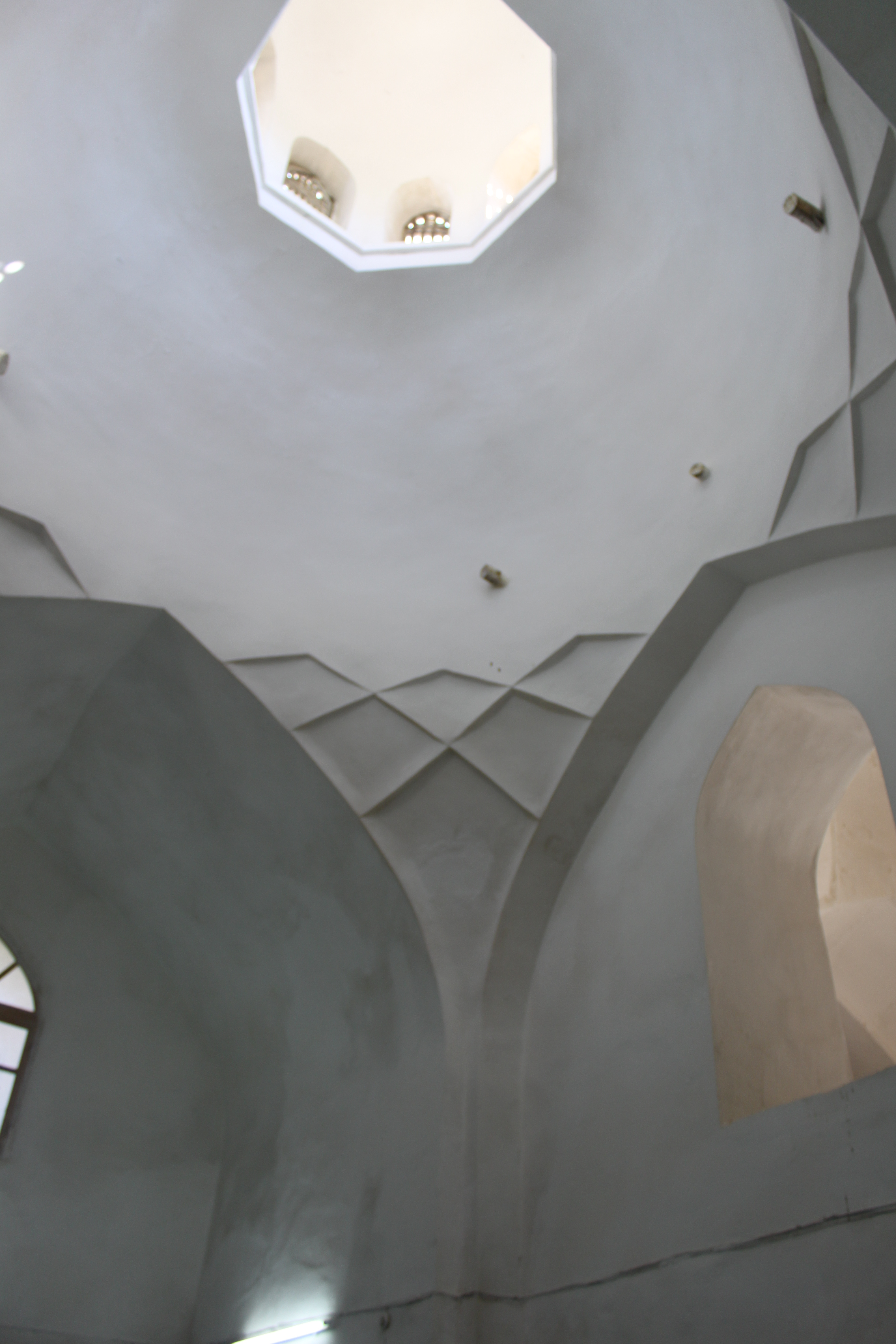
Uno de los techos del mausoleo de Chashma-Ayub.

- Mausoleo de Ismail Samani

El Mausoleo de Ismaíl Samaní (siglos IX-X) es una de las obras más estimadas de la arquitectura de Asia central. Fue construido en el siglo IX (entre 892 y 943) como lugar de descanso de Ismail Samani, el fundador de la dinastía samánida, que fue la última dinastía persa nativa que gobernó en la región en los siglos IX y X, después de que los samánidas lograran una independencia virtual del califato abasí de Bagdad.
El sitio es único por su estilo arquitectónico que combina motivos tanto zoroastrianos como islámicos. La fachada del edificio está intrincadamente decorada con ladrillo, que presenta motivos circulares que recuerdan al sol, una imagen habitual en el arte zoroastriano de la región en aquella época, que recordaba al dios zoroastriano, Ahura Mazda, a quien se representa típicamente mediante el fuego y la luz. La forma del edificio es cuboide, y recuerda a la Kaaba en La Meca, mientras que el tejado con cúpula es un rasgo típico de la arquitectura de mezquitas. El estilo sincrético del santuario es reflejo de los siglos IX-X, una época en que la región aún tenían grandes cantidades de población zoroastriana que había empezado a convertirse al islam por aquella época.
El santuario está también considerado como uno de los monumentos más antiguos en la región de Bujará. En la época de la invasión de Gengis Kan, se dice que el santuario ya había quedado enterrado en lodo por las inundaciones. Así, cuando las hordas mongolas alcanzaron Bujará, el santuario no fue destruido.
El mausoleo del fundador de Pakistán, Muhammad Ali Jinnah, conocido como el Mazar-e-Quaid en Karachi, imitó a este santuario.

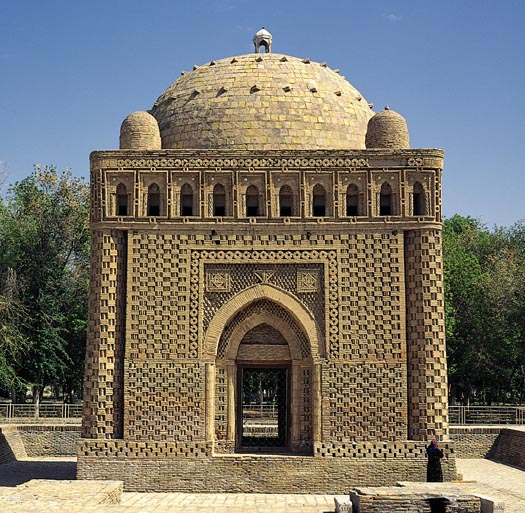
El mausoleo de los samánidas en Bujará.
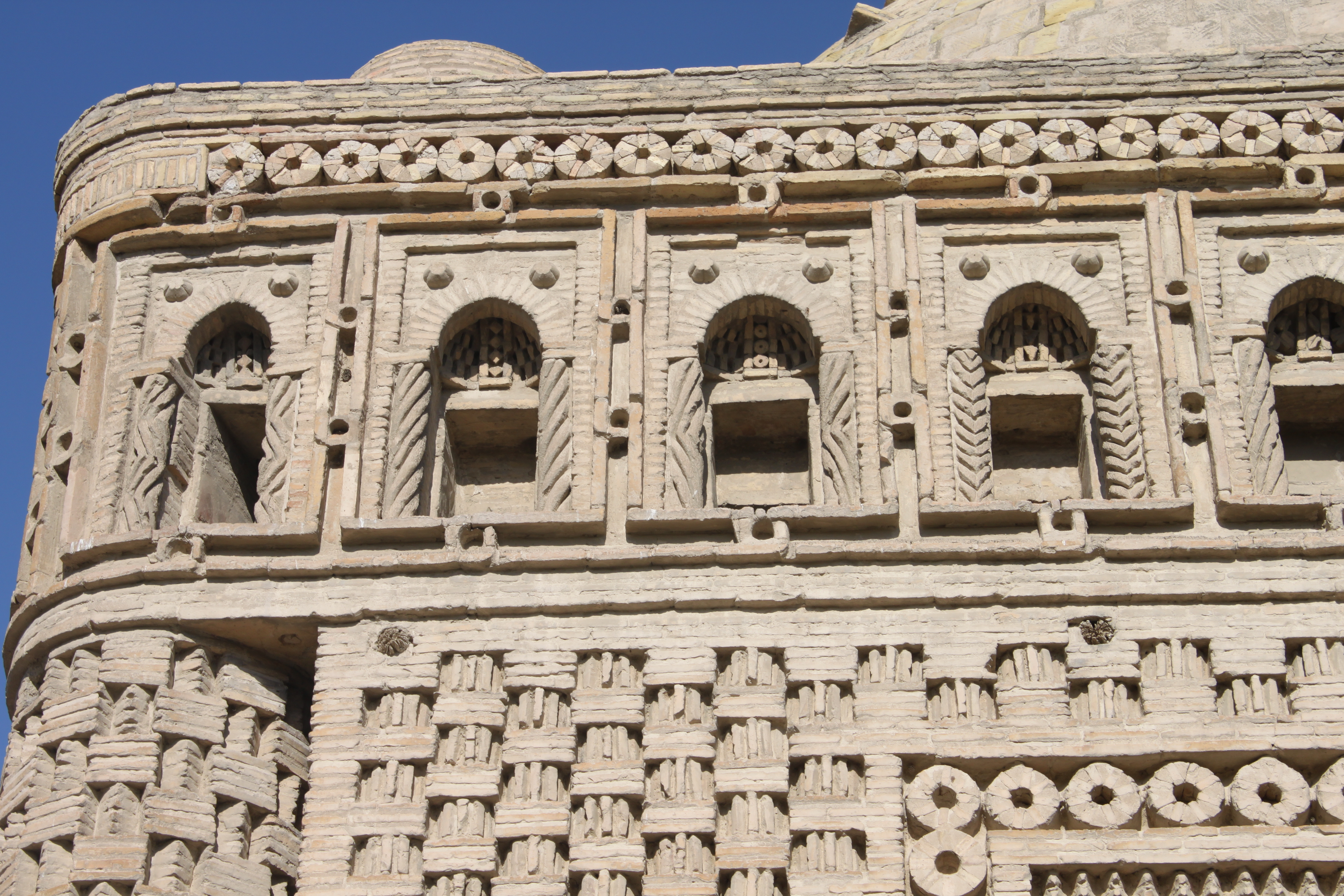
Vista parcial del mausoleo de los samánidas.
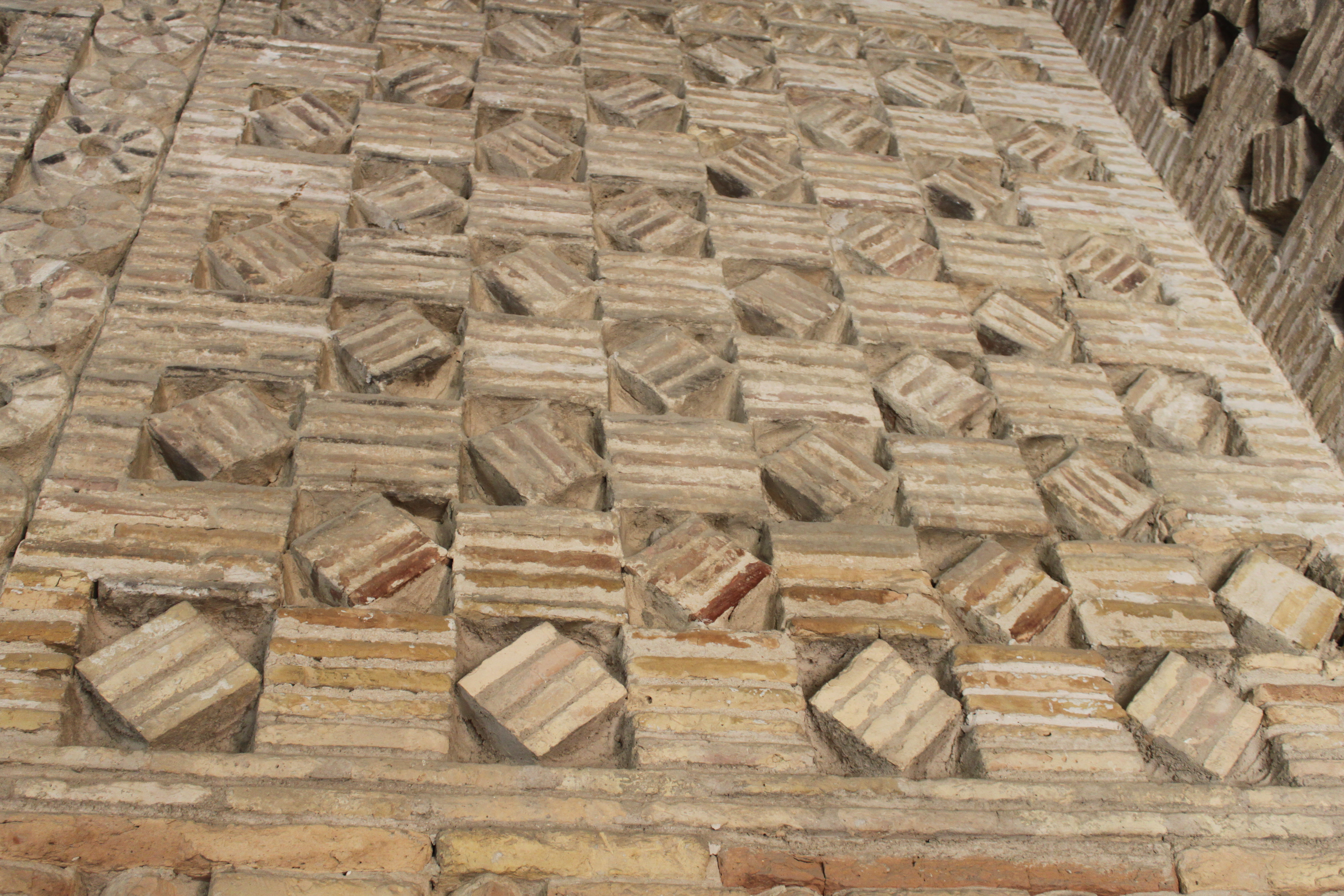
Detalle del revestimiento exterior del mausoleo de los samánidas.
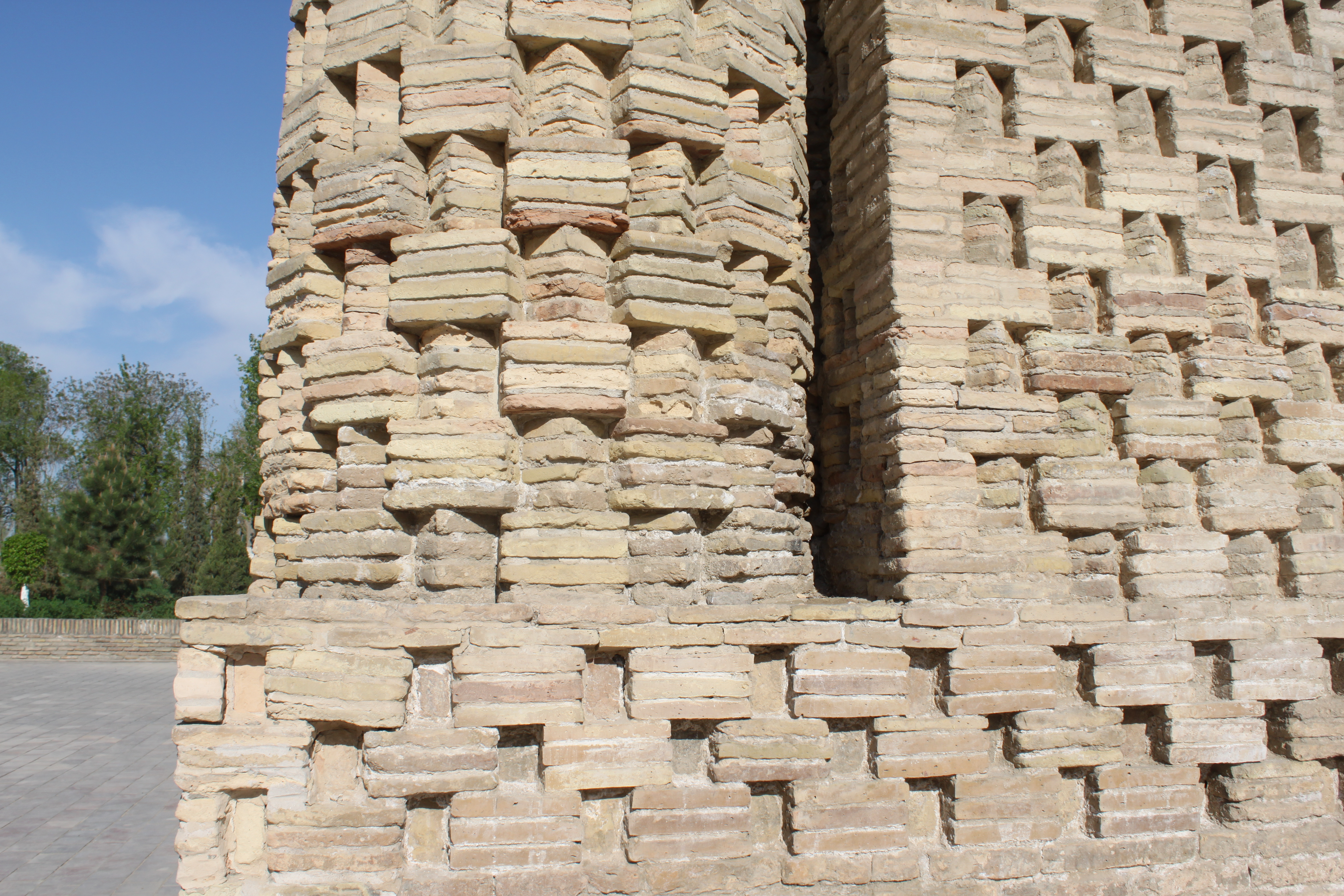
Otro detalle del revestimiento exterior del mausoleo de los samánidas.
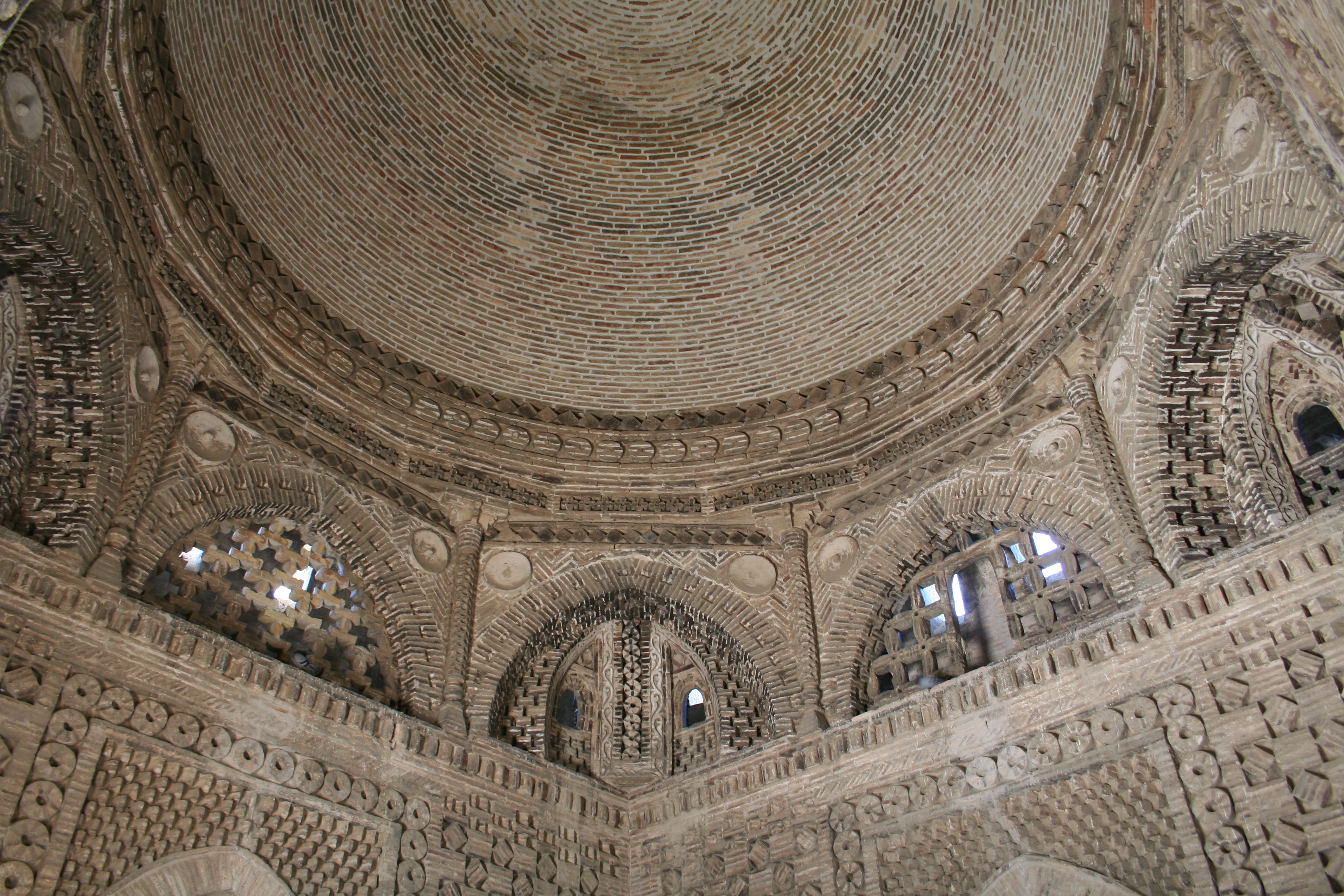
Interior del mausoleo de los samánidas.
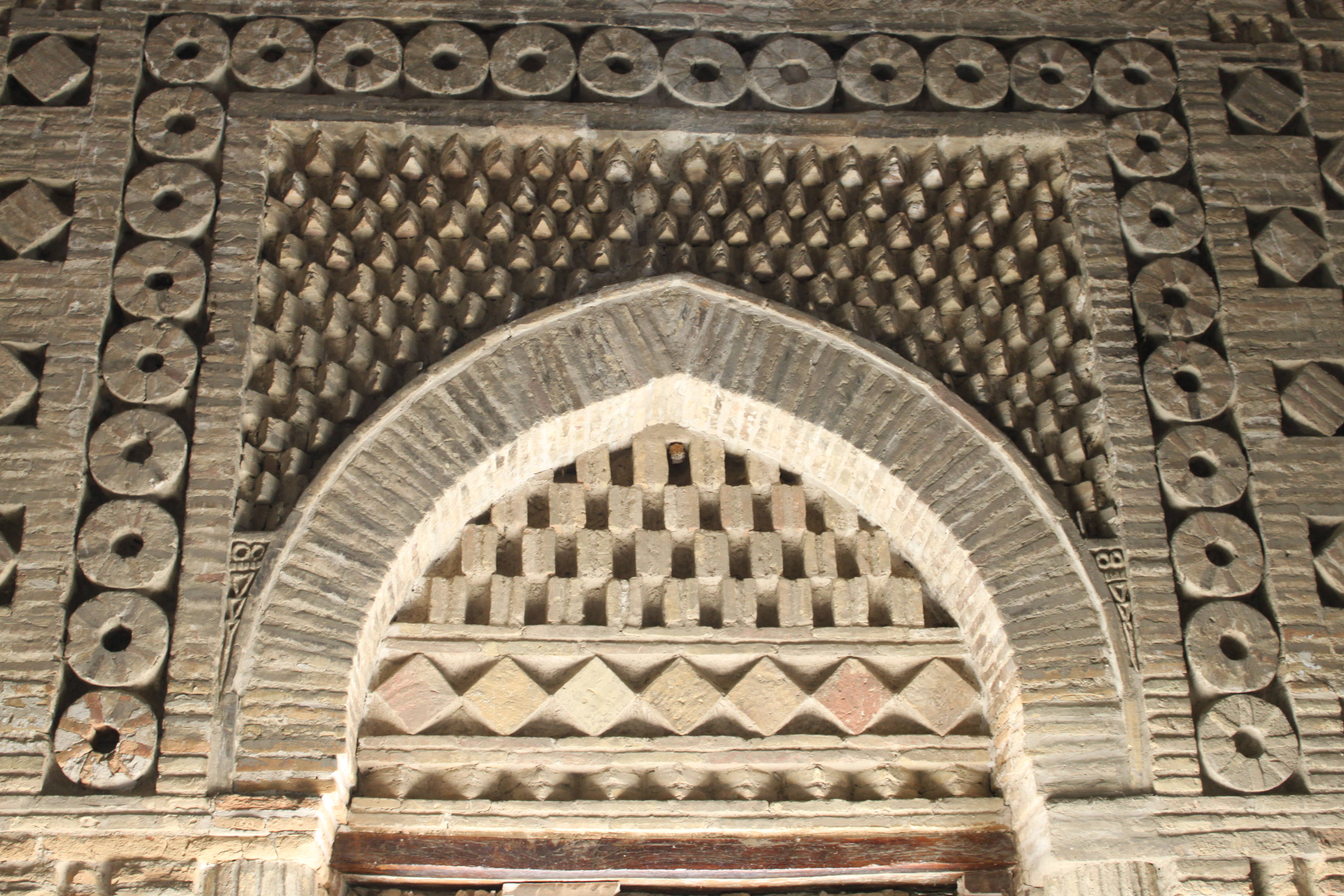
Detalle del revestimiento interior del mausoleo de los samánidas.

### Mezquita
- Mezquita de Bolo Haouz

Construida en 1712, en el lado opuesto de la ciudadela del Arca e el distrito de Registán, la mezquita de Bolo Haouz fue inscrita en el Patrimonio de la Humanidad de la UNESCO junto con otras partes de la ciudad histórica. Sirvió como una mezquita del viernes durante la época en la que el emir de Bujará estaba siendo sometido por el gobierno de la Rusia bolchevique en los años veinte.

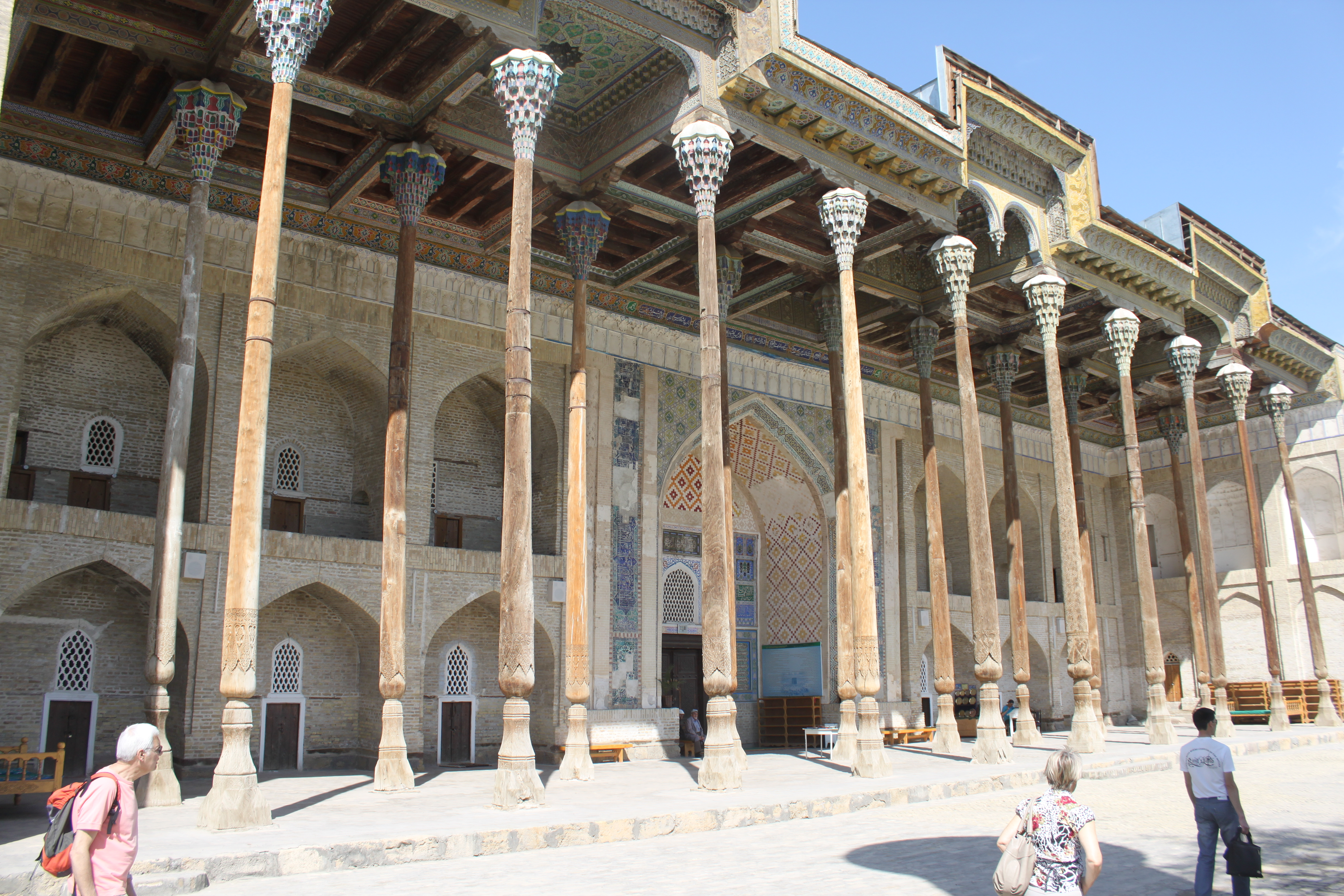
El iwán de la fachada.
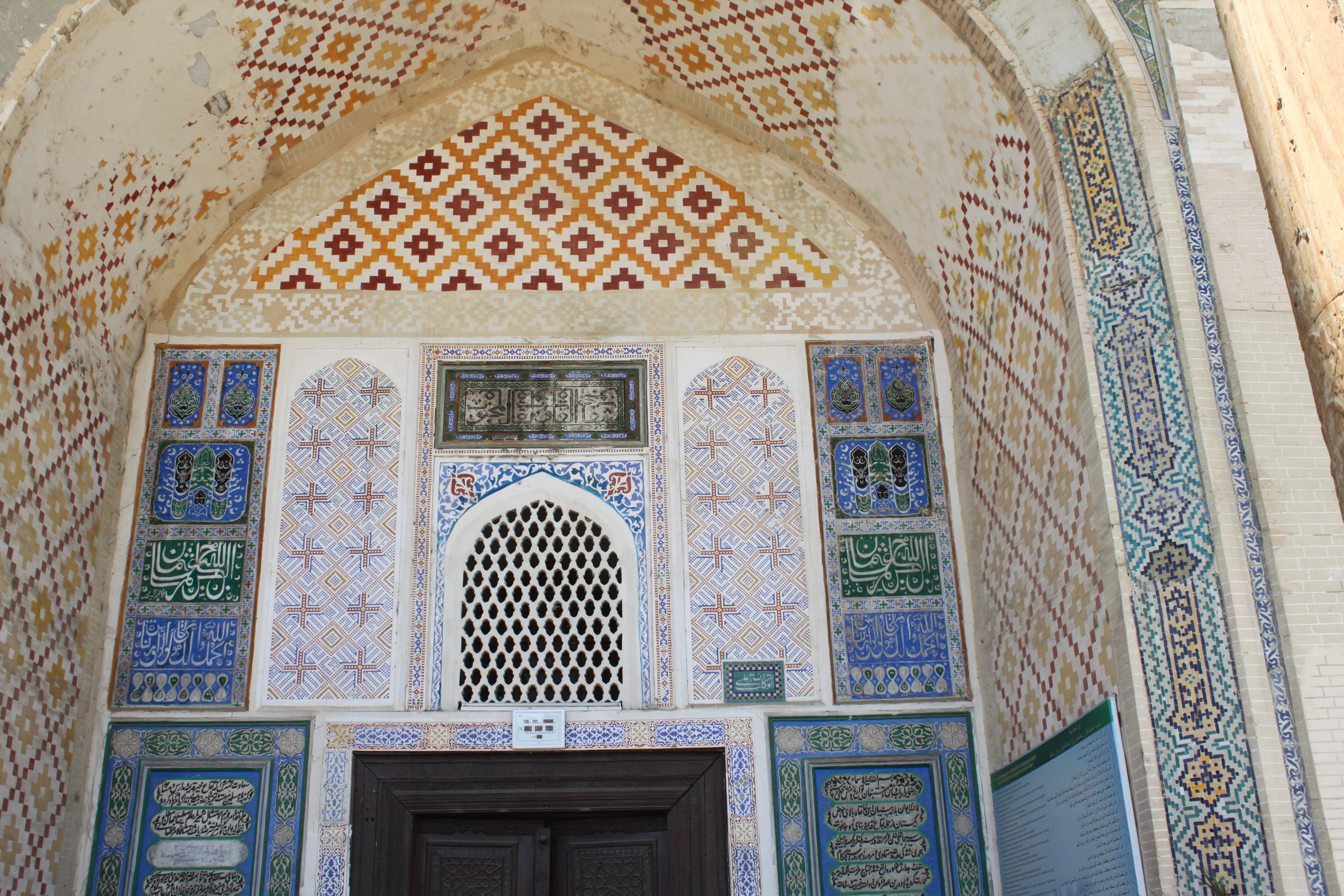
Vista parcial del porche.
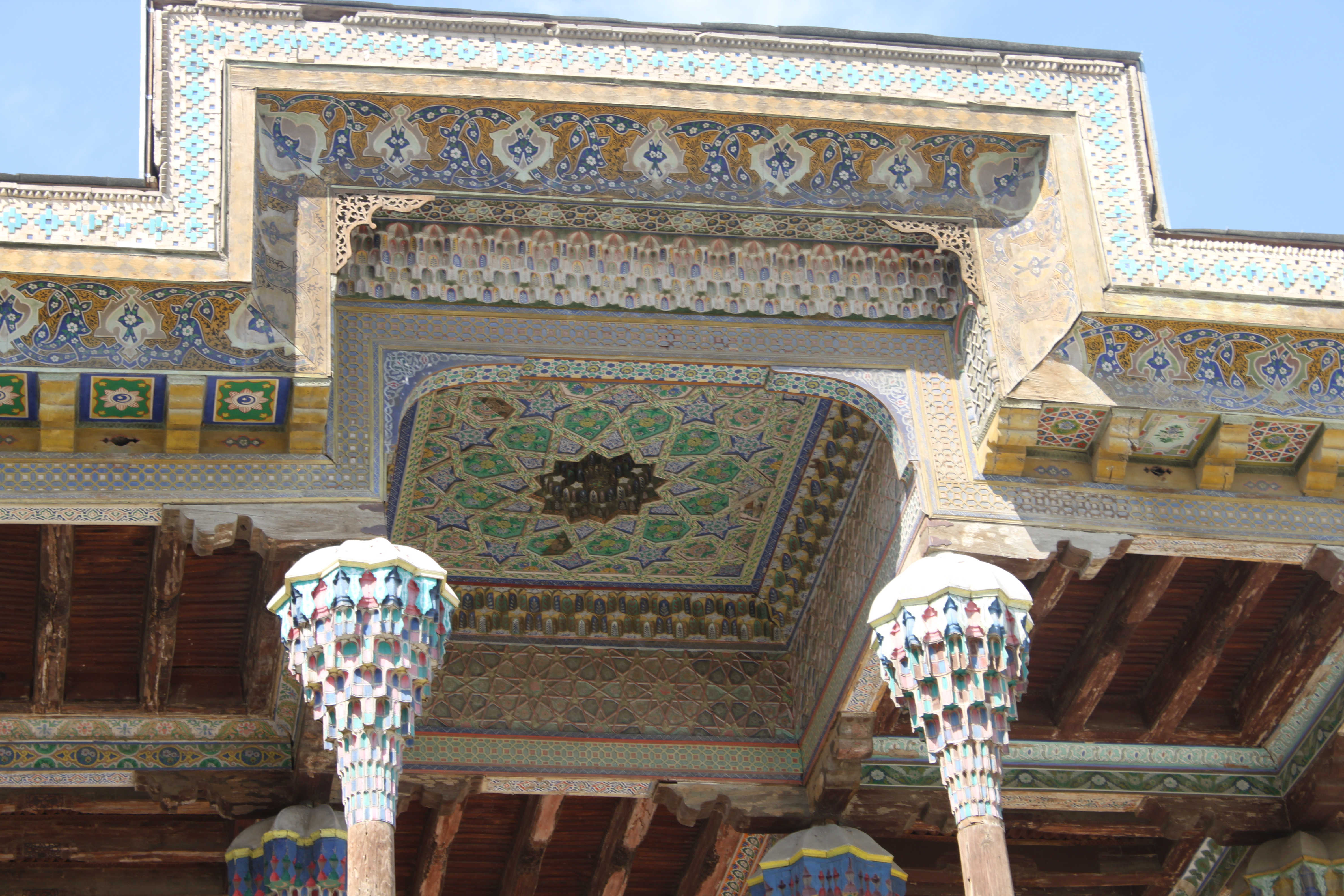
El techo del iwán de la fachada.
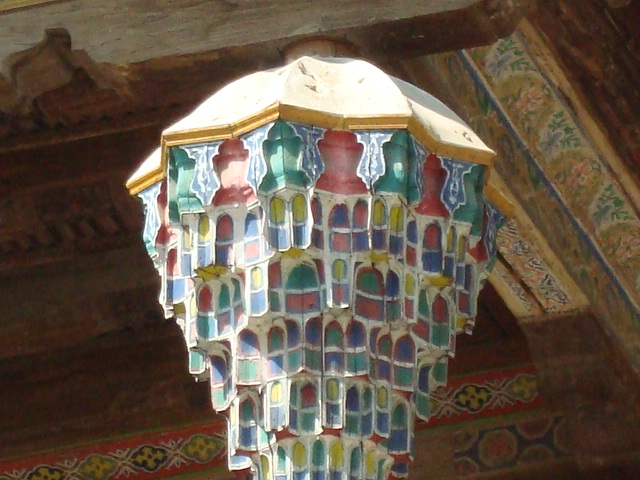
Detalle de un caitel del iwán de la fachada de la mezquita Bolo Haouz con sus muqarnas.
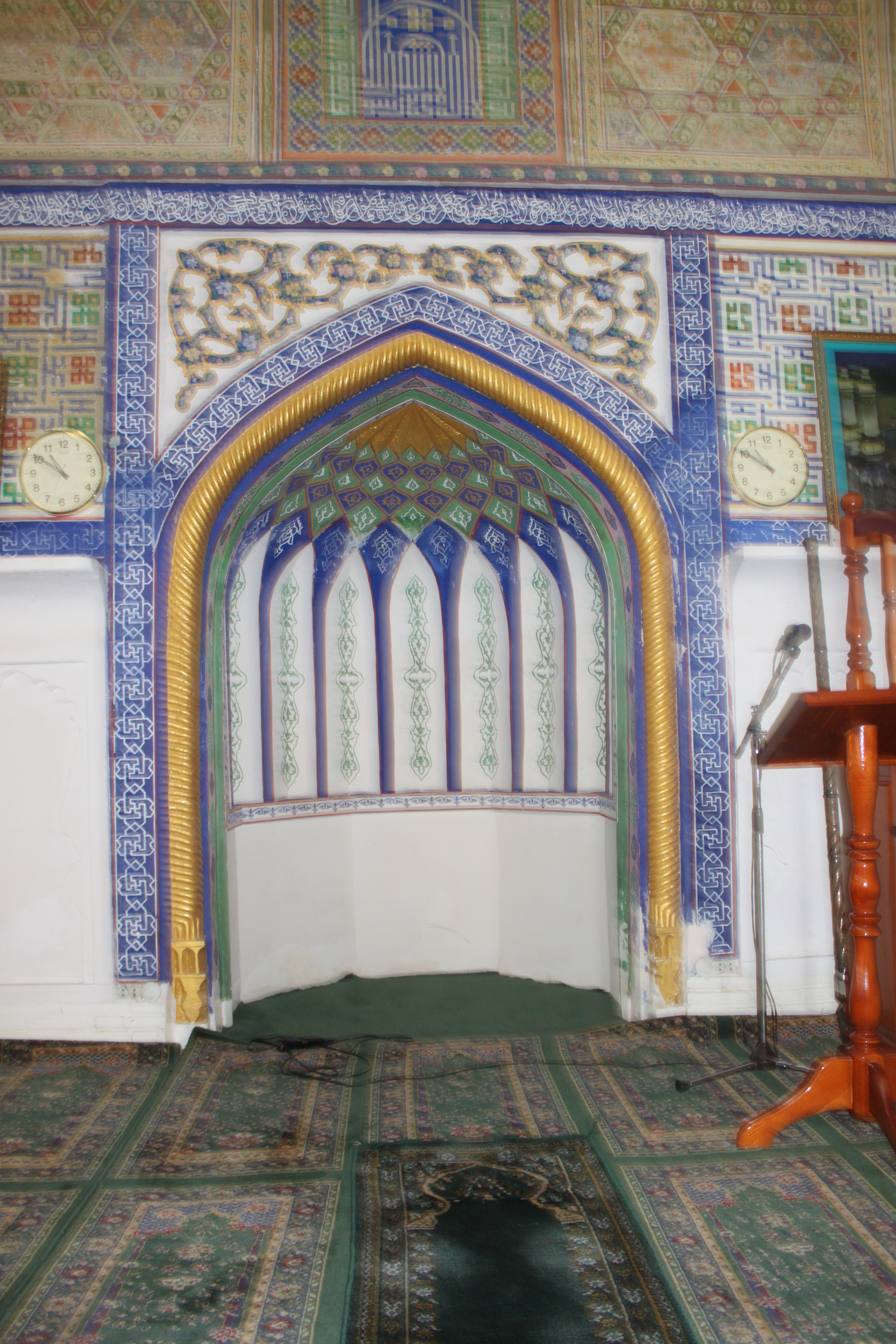
El mihrab.
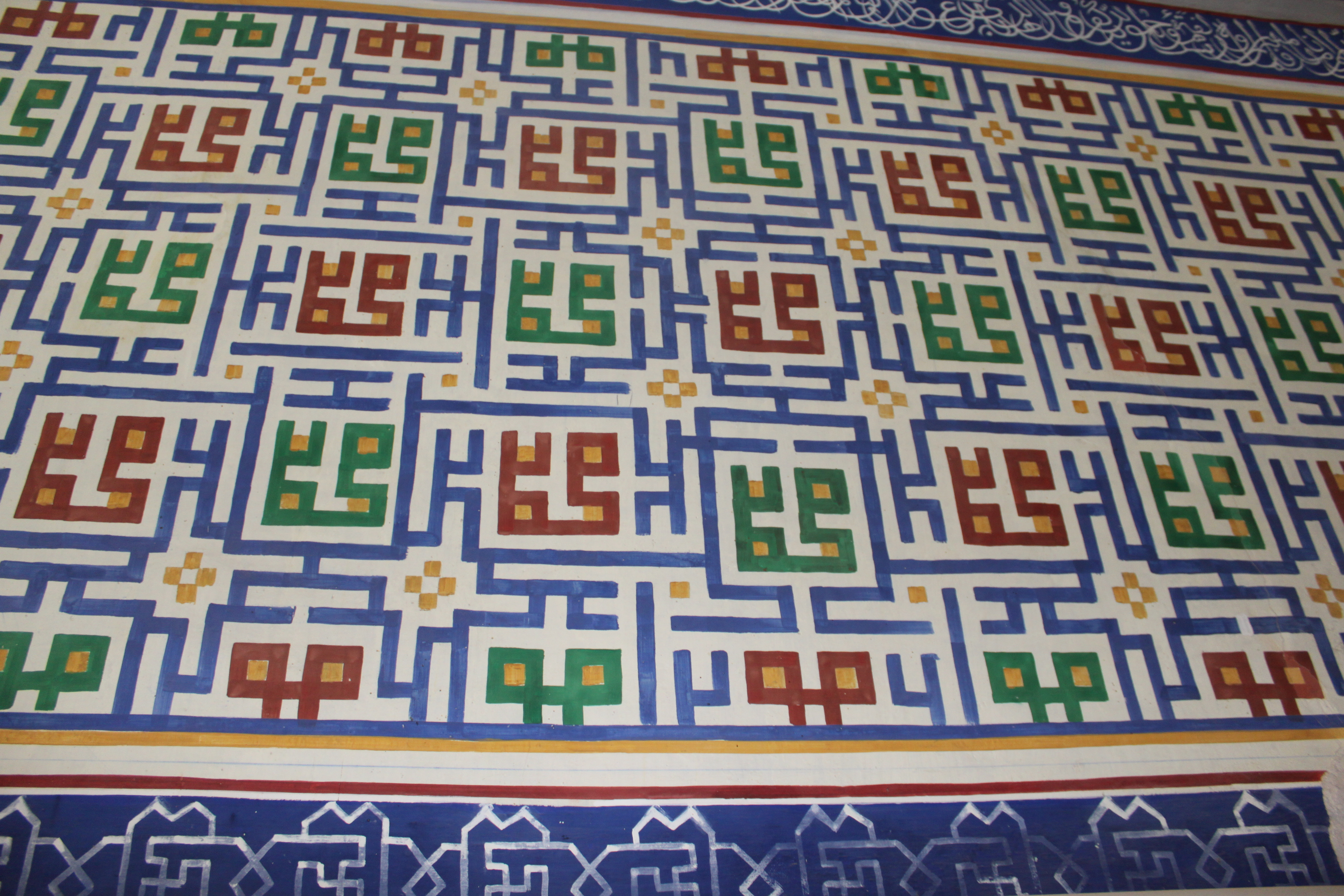
Detalle de la pared del iwán donde se encuentra el mihrab. En verde y rojo, el nombre de Mahoma se repite en letras de estilo cúfico cuadrado.

- Char Minar

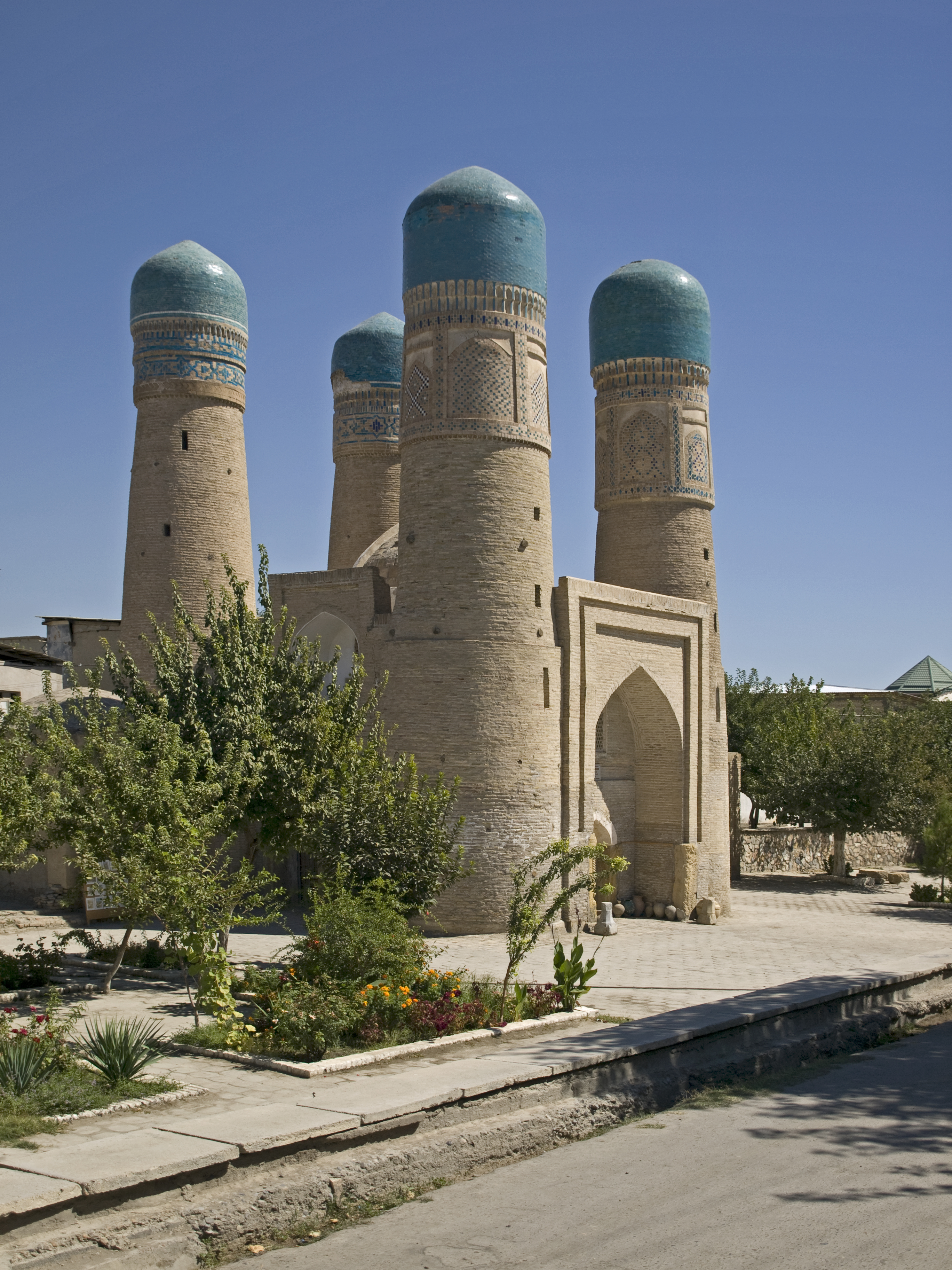
Char Minar

Char Minor (también escrito Chor Minor, y conocido igualmente como la Madrasa de Jalif Niyaz-kul) es un edificio apartado en una calle al noreste del complejo Lyabi Hauz. La estructura fue erigida por Jalif Niyaz-kul, un rico bujarí de origen turcmeno en el siglo XIX bajo el gobierno de dinastía jánida. La estructura, con cuatro torres a veces es confundida con una puerta a la madrasa que una vez existió detrás de la estructura; sin embargo, el Char-Minar es en realidad un complejo de edificios con dos funciones, ritual y refugio.
El principal edificio es una mezquita. A pesar de su inusual forma al exterior, el edificio tiene un interior típico para una mezquita de Asia central. Debido a la cúpula de los edificios, la sala tiene buenas propiedades acústicas y por lo tanto asume una significación especial de dhikr-hana, un lugar para las ceremonias dhikr rituales sufíes, cuya liturgia a menudo incluye la recitación, canto y música instrumental.
A ambos lados del edificio central se encuentran habitaciones, algunas de las cuales se han derrumbado, dejando solo visibles sus cimientos. Le faltarían para ser una madrasa plena, las aulas y los almacenes, aunque es verdad que algunas madrasas no tienen aulas o, incluso si las tienen, no se imparten clases en ellas. Estas madrasas se emplearon como albergues para estudiantes.
Cada una de las cuatro torres tiene diferentes motivos decorativos. Se dice que los elementos de decoración reflejan las cuatro religiones conocidas en Asia central. Pueden encontrarse elementos que recuerdan a una cruz, un motivo de pez cristiano, y una rueda de oraciones budista, además de motivos zoroastrianos e islámicos. En 1995, debido a un río subterráneo, una de las cuatro torres se derrumbó y la UNESCO proporcionó ayuda de emergencia a cargo del fondo del patrimonio mundial. Aunque el derrumbe desestabilizó toda la estructura, las autoridades estaban ansiosas de acallar la preocupación por el desastre. Sin explicación alguna, el edificio desapareció de la lista de visitas y después de una apresurada reconstrucción de la torre «usando material de construcción no tradicional, como cemento de pobre calidad y acero» Char Minar volvió a ser uno de los lugares más populares de la ciudad, y el acontecimiento se ha mantenido en secreto desde entonces. 
En la explanada a la derecha de Char-Minar hay una piscina, probablemente tan antigua como el resto de los edificios. Char Minar está hoy rodeada principalmente por pequeñas casas y tiendas a lo largo de su perímetro.

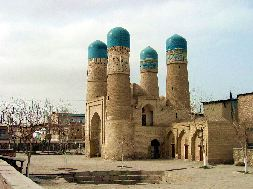
El Char-Minar: vista general.
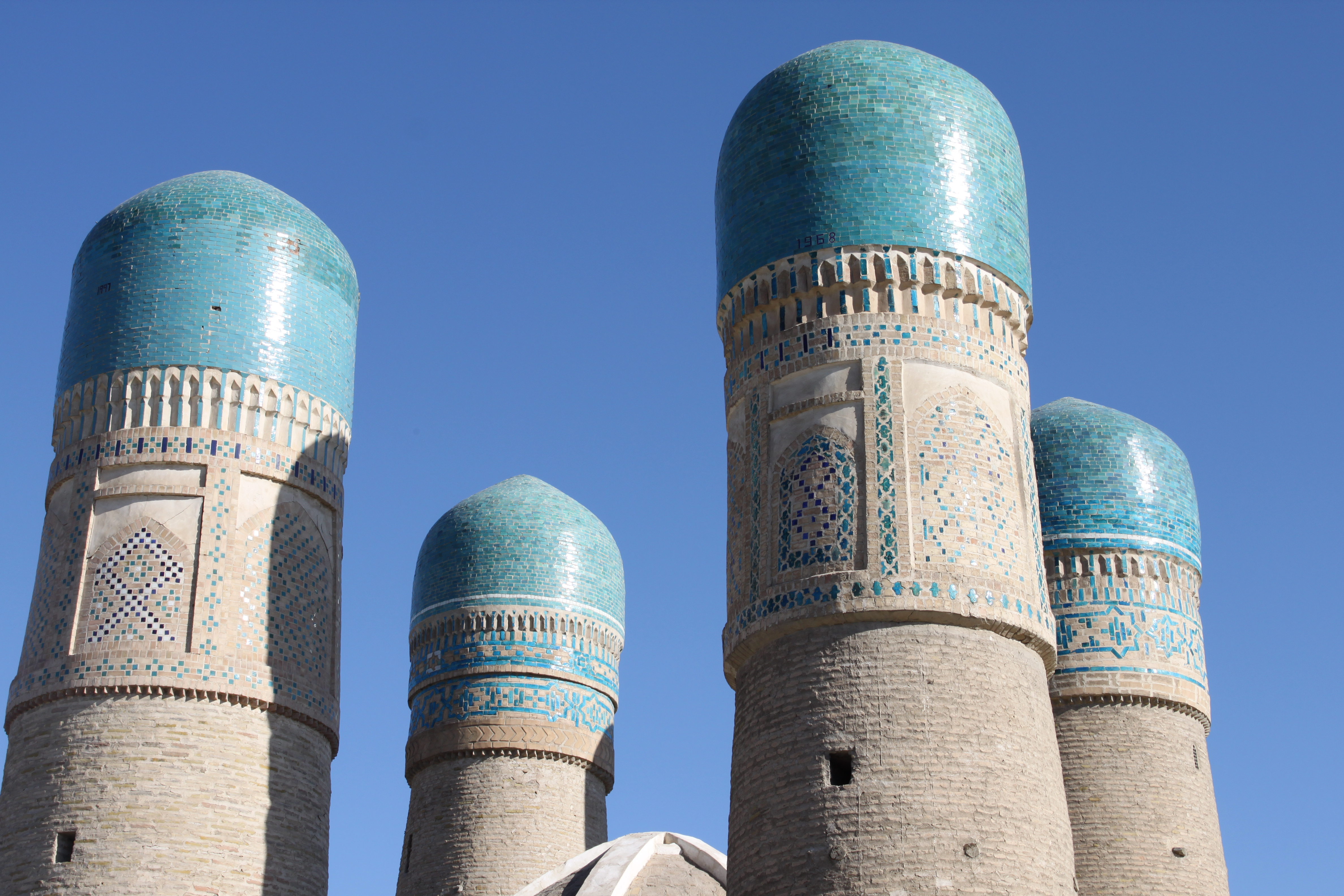
Las cuatro torres del Char-Minar.
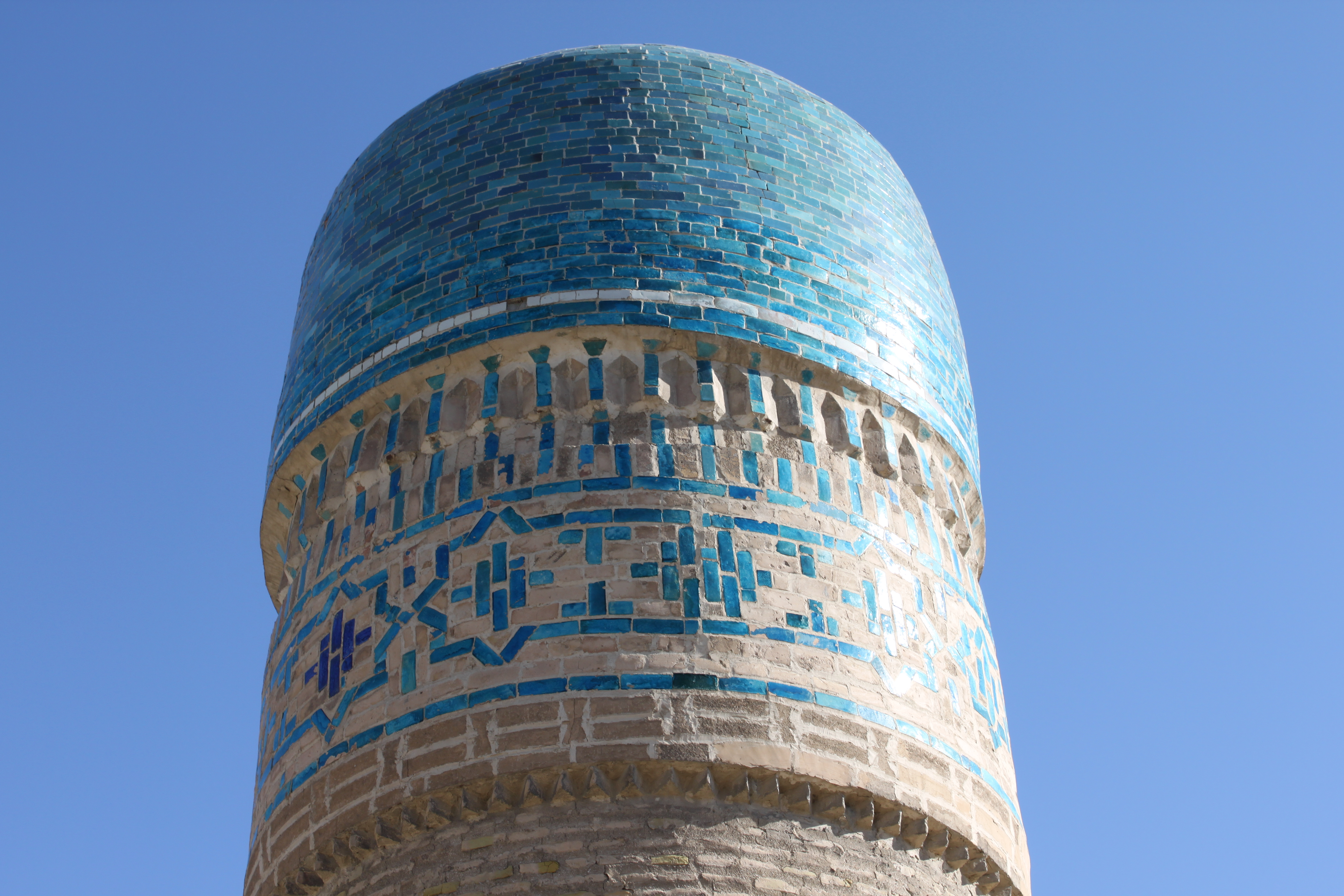
Detalle de una de las torres del Char-Minar.
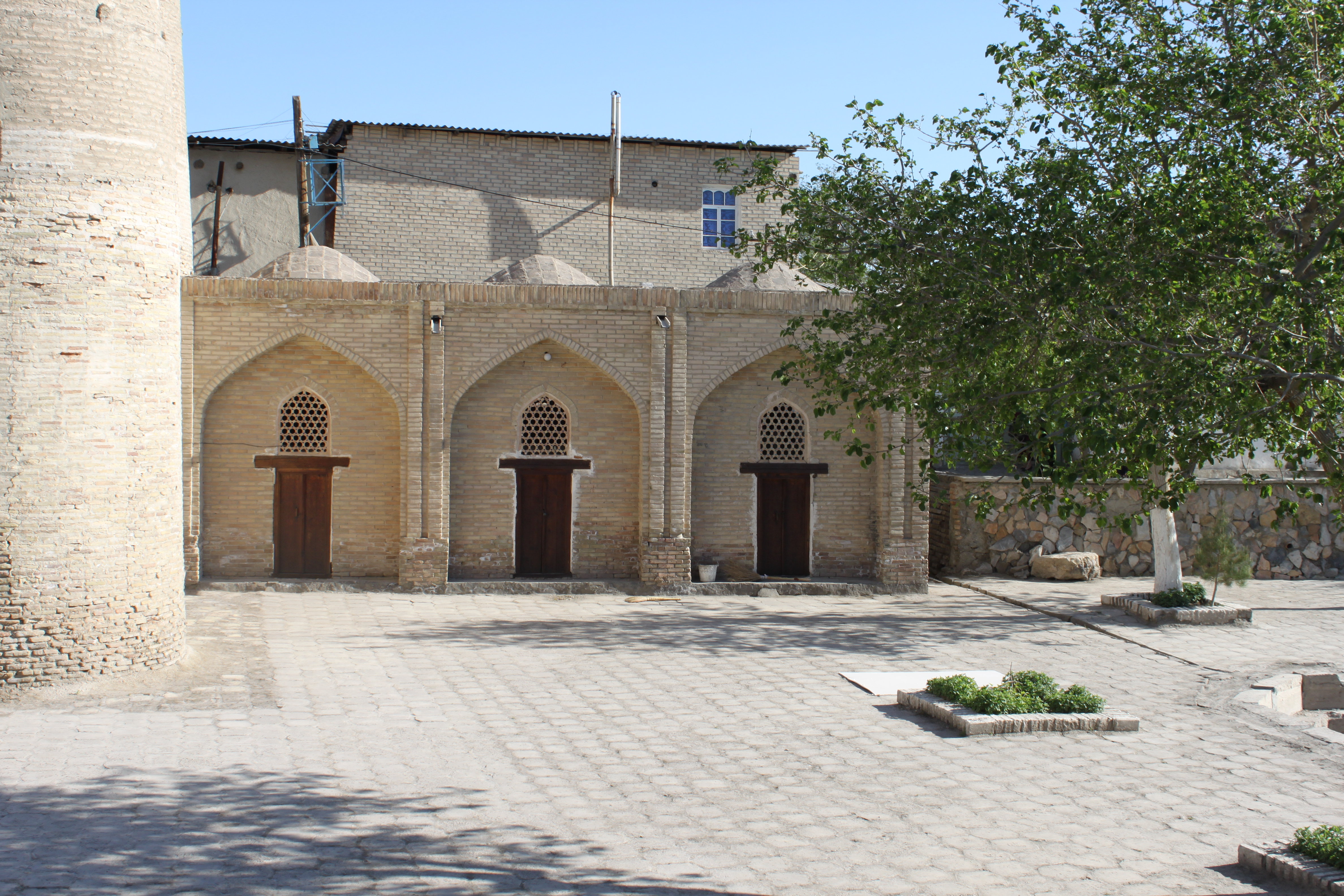
Tres celdas que quedan en el Char-Minar.
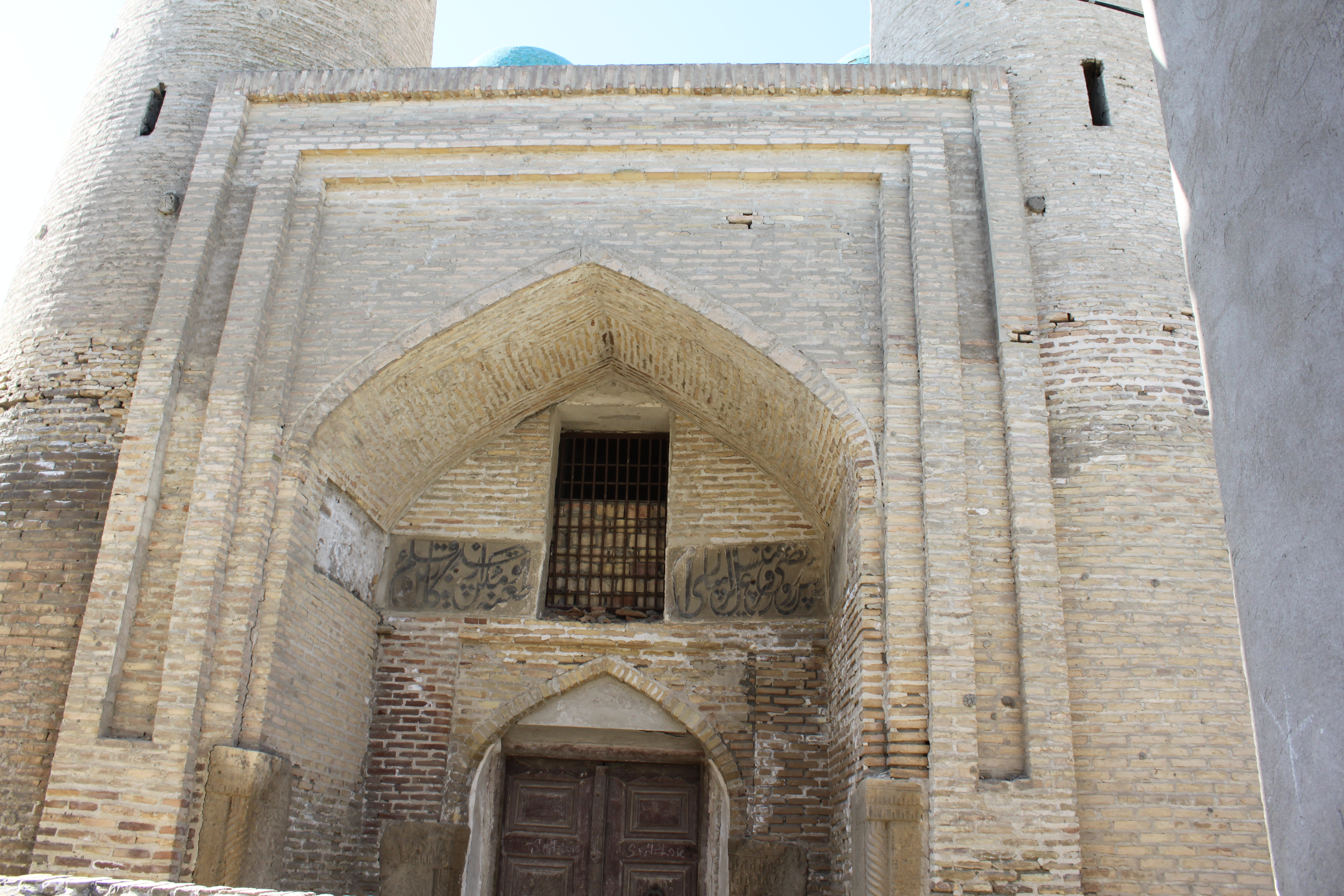
Lado opuesto a la vista principal del Char-Minar.
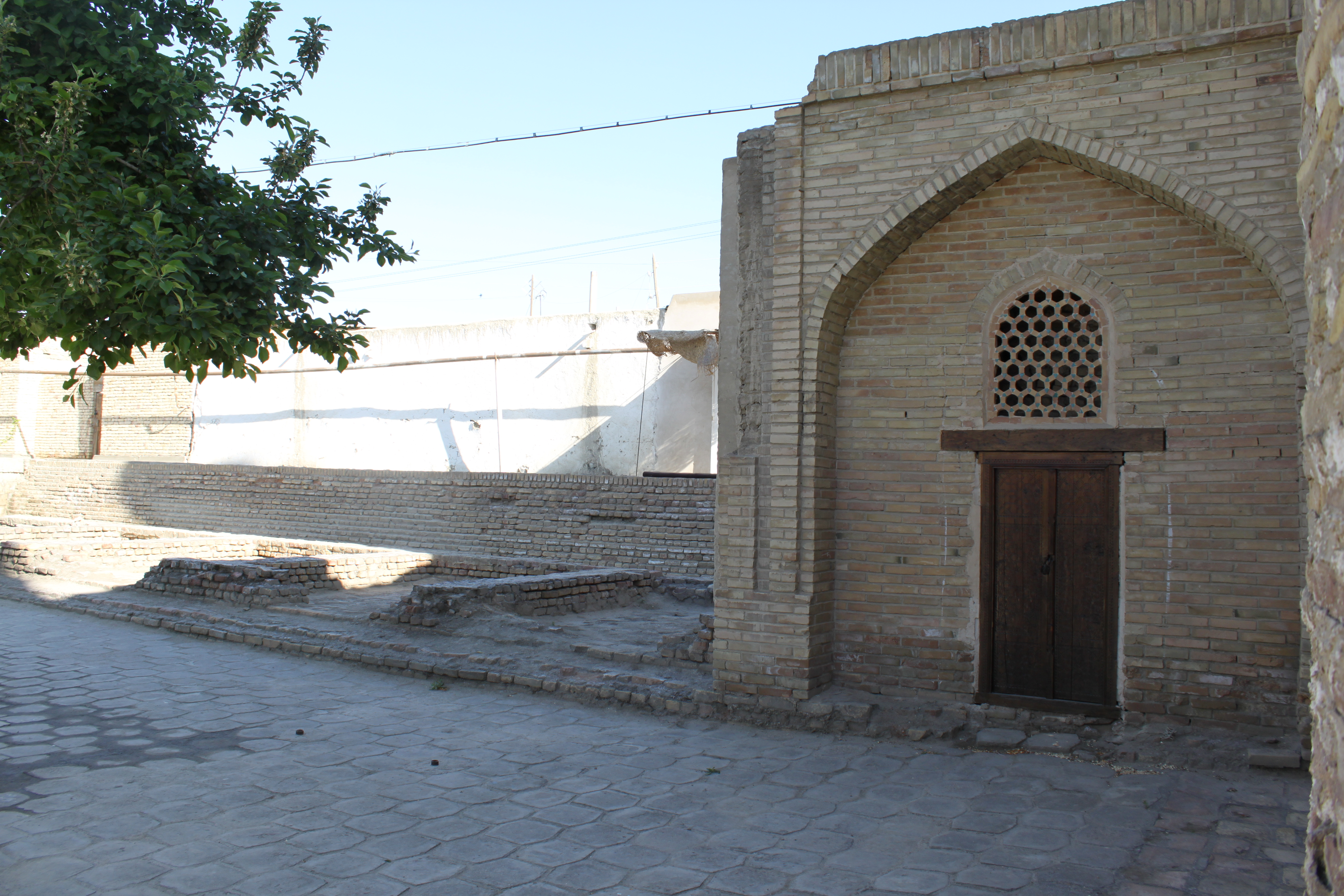
Una celda superviviente, y los restos de celdas destruidas, en Char-Minar.

- Mezquita de Magok-i-Attari

La antigua mezquita de Magoki Attori fue construida en el siglo IX sobre los restos de lo que pudo haber sido un templo zoroastriano antiguo. La mezquita fue destruida y reconstruida más de una vez, y la parte más antigua es actualmente la fachada meridional, que se remonta al siglo XII, lo que hace de esta una de las estructuras más antiguas que se conservan en Bujará, y una de las pocas que sobrevivió a la devastación de Gengis Kan. Por debajo del nivel del suelo que lo rodea, la mezquita fue excavada en 1935. Ya no funciona como mezquita sino que alberga un museo de alfombras.

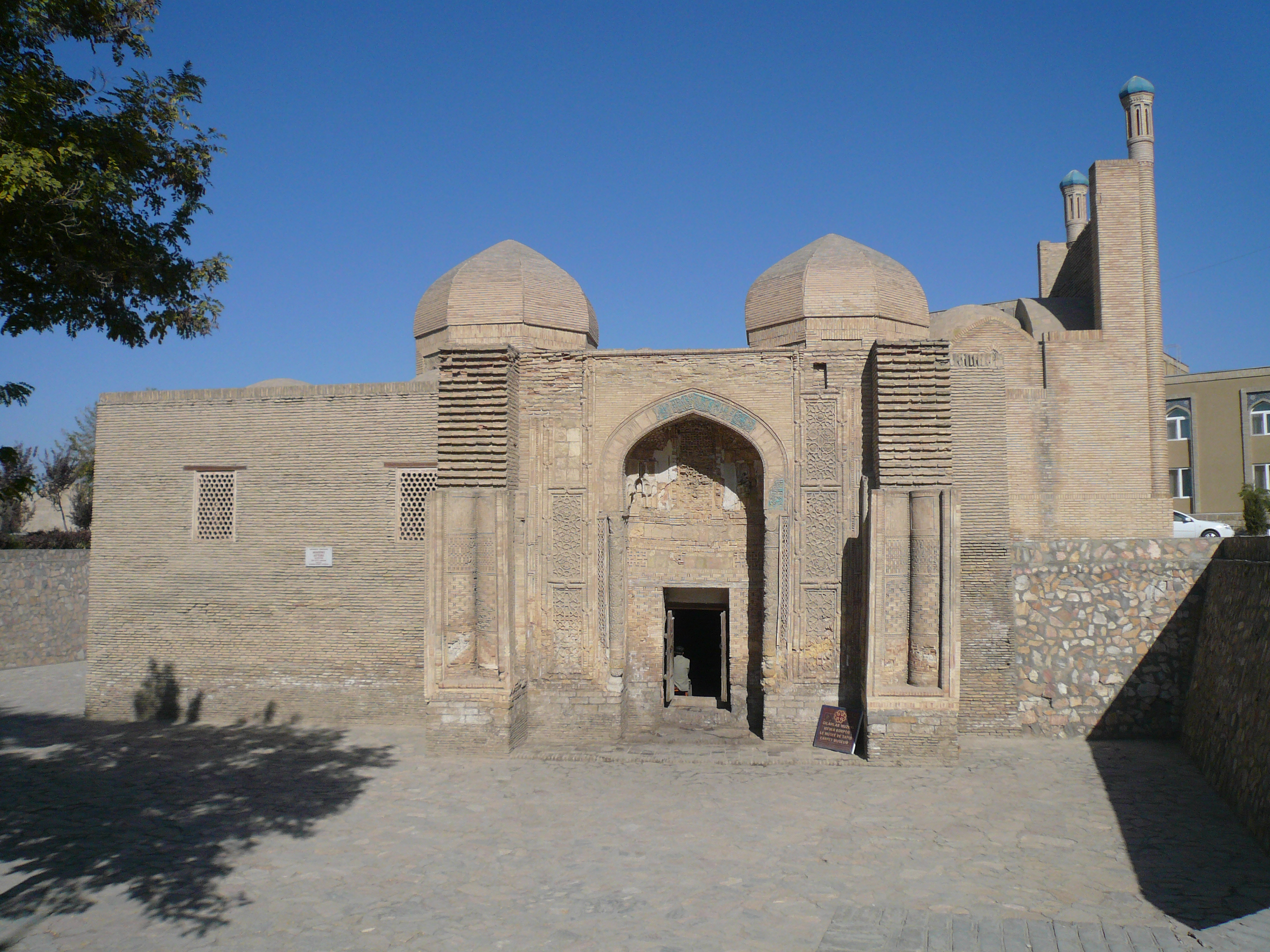
Fachada meridional de la mezquita Magok-i-Attari.
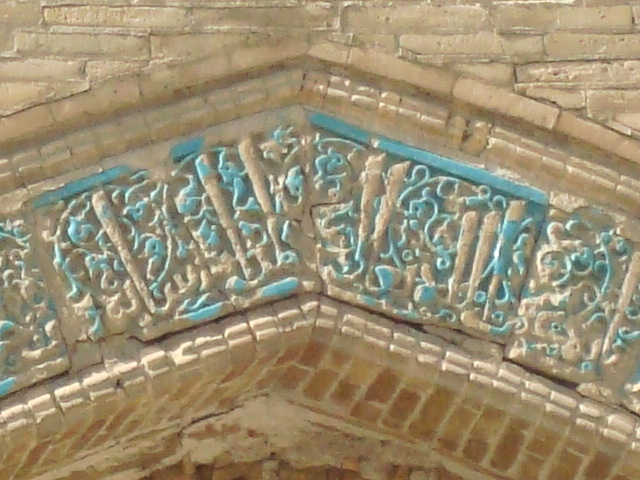
Banda epigráfica (detalle) en el arco del porche (fachada meridional).
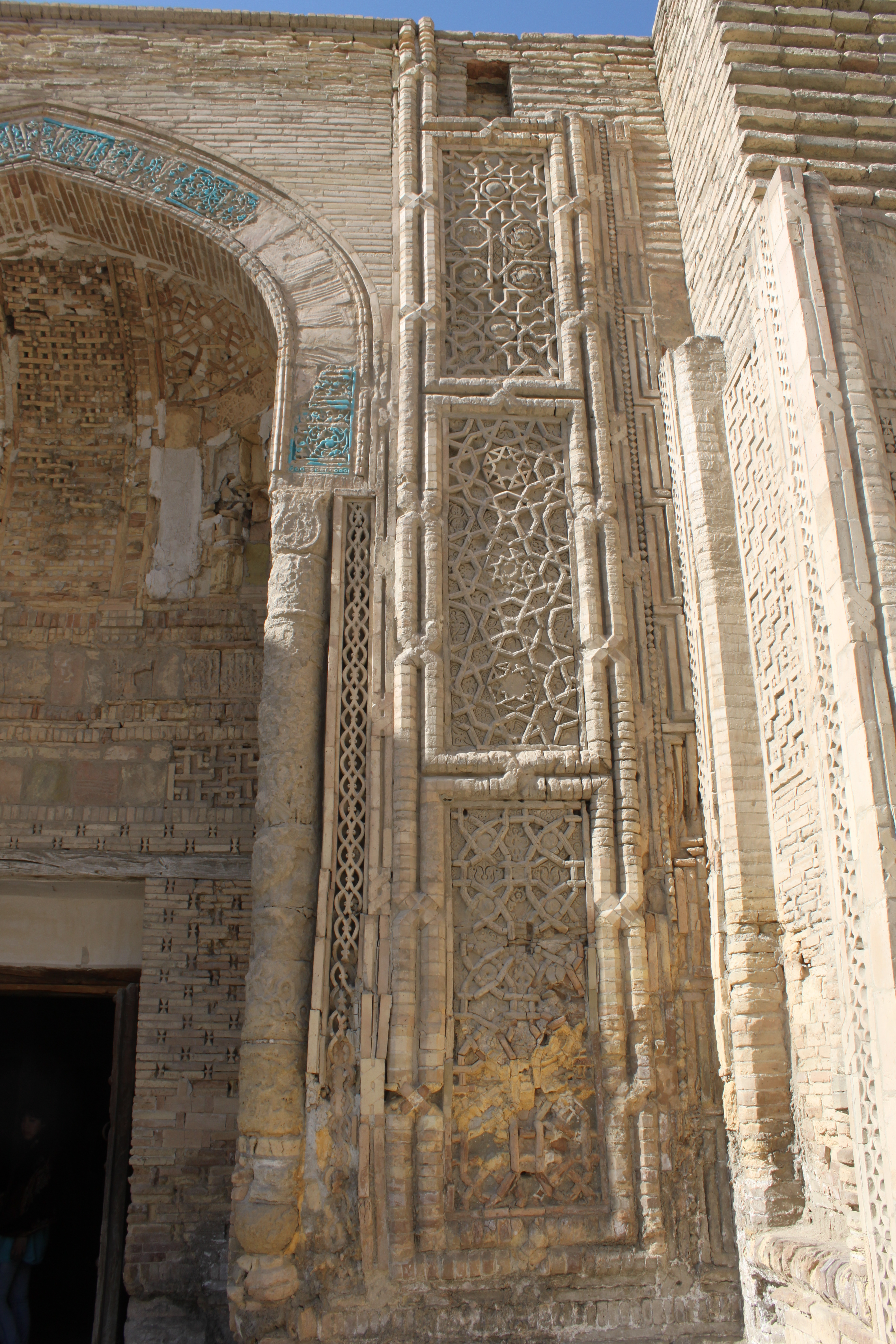
Detalle del porche de la fachada meridional.
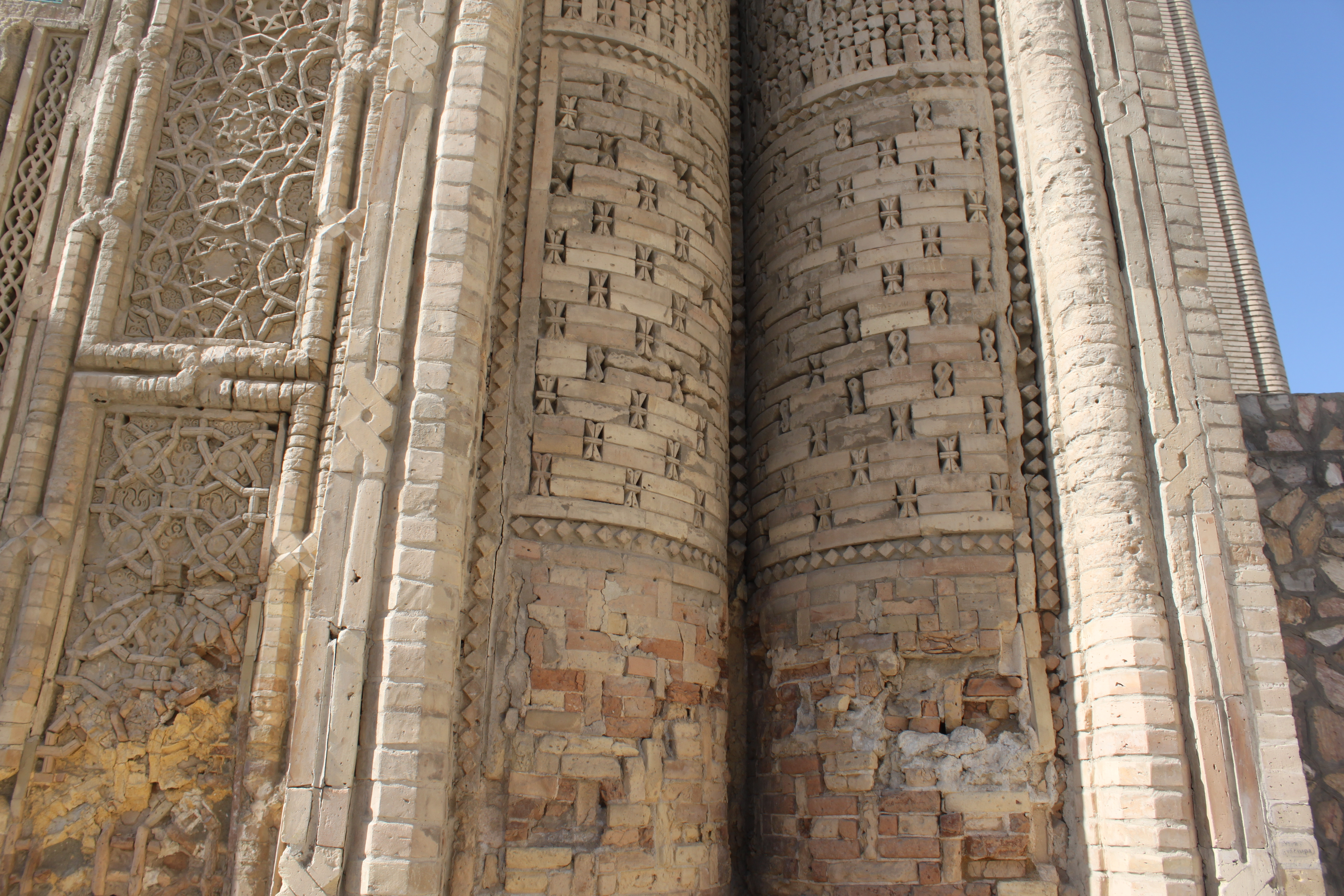
Detalle del porche de la fachada meridional.
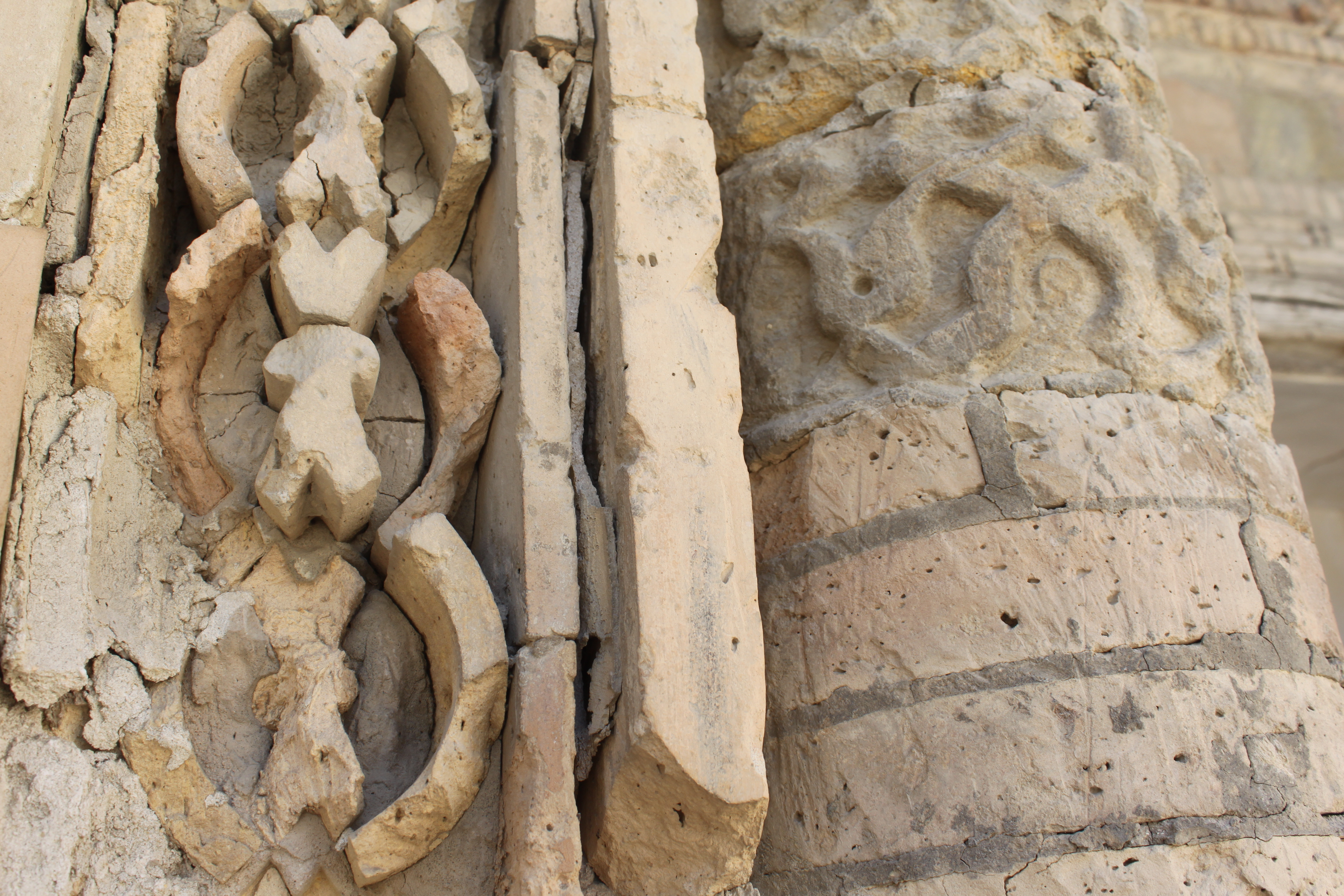
Detalle del porche de la fachada meridional.
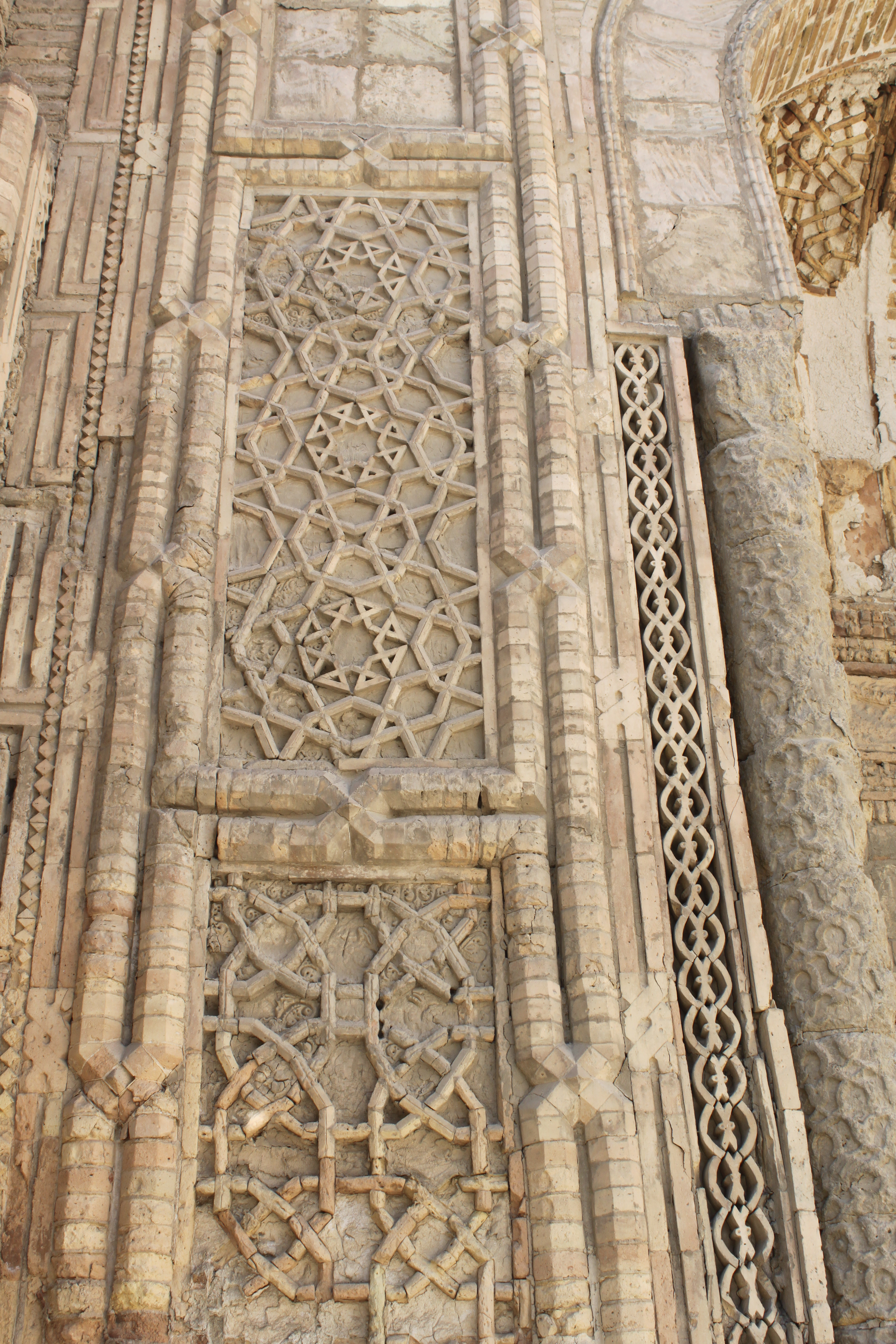
Otro detalle del porche de la fachada meridional.

- Mezquita de Mir Sayyid Ali Hamadani

Hay una mezquita en Bujará que se dice que es la de Mir Sayyid Ali Hamadani, el santo patrón de los musulmanes cachemires en el Valle de Cachemira.

### Murallas
Durante los siglos IX y X desarrolló murallas concéntricas y masivas que rodeaban a la qasaba, los qusur, las rábidas (fuertes), los jardines y las villas cercanas; según el historiador Richard Frye sumaban 250 km de largo. Múltiples fuentes del siglo X describen las defensas. El geógrafo Al-Istajri mencionaba que la ciudad, villas y tierras arables eran rodeadas por un muro de 10 farasij de largo.
Ibn al-Faqīh al-Hamadānī afirmaba que Bujará tenía defensas similares a las de Samarcanda. Una muralla exterior con 12 puertas de madera cada 12 farasij daba protección a 6000 parcelas arables, suburbios y tierras irrigadas. Luego, un muro intermedio que protegía 5000 parcelas y tenía 4 puertas. Por último, un muro interior rodeaba la ciudadela y el palacio del sultán. El historiador Al-Masudi decía que la muralla intermedia fue construida a 3 farasij de la urbe por reyes sogdianos y reparada extensamente por orden del califa Al-Mahdi. El libro Las regiones del mundo menciona que el territorio defendido era de 12 farasij por 12 farasij de extensión. Ahí se producían abundantes frutas, lana y salitre para la exportación y contaba con buenos arqueros para su defensa. Narshaji, un erudito sogdiano, afirmaba que el muro interior fue construido por los tahíridas y que el muro exterior era apodado kanpirak, «la vieja dama», y fue levantado por el gobernador Abu al'Abbas Fald ibn Sulayman al-Tusi (783-787), tardando cincuenta años en terminarse.

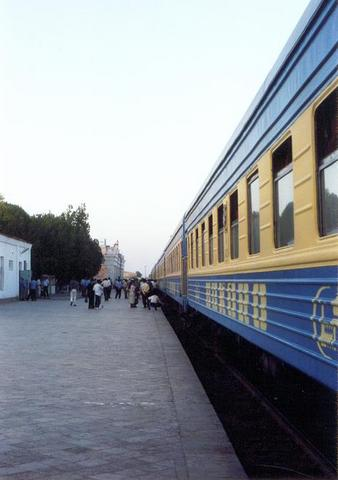
La estación de tren de Bujará.

Otro geógrafo, Al-Muqaddasi, estimaba en 12 farasij la longitud de la muralla externa y que en su interior había cinco ciudades y ningún terreno baldío. El intelectual uzbeko Ibrohim Mominov afirmaba que el rabat o rabad (suburbio) de Bujará estaba rodeado por dos murallas fuertes y el shahristán (centro de la ciudad) contaba con una muralla extra; estas fuertes defensas le permitieron resistir un asedio jorezmita en 1208. Según estudios arqueológicos, la ciudad tenía un rabat exterior que estaba afuera de la segunda muralla y otro interior ubicado entre la primera y segunda pared. En el rabat exterior se encontraban los cementerios, mientras que al este del rabat interior los mercados. También contaba con un shahristán cuadrado y dividido en partes cuadriculadas y al oeste de él estaba el ark o ciudadela. En el sudoeste del sharistán estaba la famosa mezquita Magok-i-Attari.

## Transporte
Del Aeropuerto de Bujará salen vuelos hacia otras ciudades de Uzbekistán y Rusia. La autopista M37 conecta la ciudad con Turkmenistán, incluida su capital Asjabad. También hay enlaces ferroviarios con el resto de Uzbekistán, y es un centro para las carreteras que conducen a las principales ciudades de Uzbekistán y más allá.

### Primaria
Los libros son citados en números romanos y capítulos y párrafos en números arábigos. Entre paréntesis se usaron los apellidos de los editores o traductores de las ediciones usadas para indicar las páginas. 
- Al-Istajri. "Rutas y reinos". Véase en Ouseley, William (1800). The oriental geography of Ebn Haukal, an Arabian traveller of the tenth century (en inglés). Londres: Printed by Wilson for T. Cadell, and W. Davies.
- Al-Masudi. Libro de advertencia y revisión. En De Goeje, Michael Jan (1893). «Kitāb al-Tanbīh wa-l-Išrāf». Bibliotheca geographorum Arabicorum (en árabe) VIII. Leiden: Brill.
- Al-Muqaddasi. Las mejores divisiones para el conocimiento de las regiones. En Collins, Basil Anthony (1994). The Best Division for Knowledge of the Regions: A Translation of Ahsan Al-taqasim Fi Maʻrifat Al-aqalim (en inglés). Reading: Garnet Publishing & Centre for Muslim Contribution to Civilization. ISBN 9781873938140. Véase también en Collins, Basil A. (1897). Al Muqaddasi The Best Divisions For Knowlegde Of The Region (en inglés). Calcuta: Asiatic Society of Bengal.
- Anónimo. Las regiones del mundo. Citado como Hudud al-'Alam. En Minorsky, Vladimir V.; C. E. Bosworth (1970). Hudud al-'Alam 'The Regions of the World'. A Persian Geography 372 A.H. (982 AD) (en inglés). Londres: Messrs, Luzac & Company.
- Ibn al-Faqīh al-Hamadānī. Compendio Libro de los Países. En De Goeje, Michael Jan (1870). «Compendium libri Kitâb Al-Boldän auctore Ibn al-Fakih al-Hamadhänî». Bibliotheca geographorum Arabicorum (en árabe y latín) V. Leiden: Brill.
- Narshaji. La historia de Bujará. En Frye, Richard Nelson (1954). The history of Bukhara; translated from a Persian abridgement of the Arabic original by Narshakhī (en inglés). Cambridge: Medieval Academy of America.

### Secundaria
- Ahmad, S. Maqbul (2000). «8: Geodesy, geology and mineralogy. Geography and cartography. The Silk Route across Central Asia. Part One».  En Bosworth, C.E.; Asimov, M.S., ed. History of Civilizations of Central Asia. The age of achievement: A.D. 750 to the end of the fifteenth century. Part Two: The achievements (en inglés) IV. París: Unesco. pp. 205-220. ISBN 9231034677.
- Arzhantseva, Irina A.; Härke, Heinrich; Armarchuk, Ekaterina A. (2023). «Beyond the Gate of the Turks: Archaeology around the Aral Sea».  En Jonathan Shepard, Luke Treadwell, ed. Muslims on the Volga in the Viking Age: In the Footsteps of Ibn Fadlan (en inglés). Londrees: Bloomsbury Publishing. pp. 149-176. ISBN 9780755618187.
- Barisitz, Stephan (2017). Central Asia and the Silk Road: Economic Rise and Decline Over Several Millennia (en inlgés). Ginebra: Springer International Publishing. ISBN 9783319512136.
- Barthold, W.; Frye, R. N. (2007). «Bukhara».  En Clifford Edmund Bosworth, ed. Historic Cities of the Islamic World (en inglés). Brill. pp. 58-62. ISBN 9789047423836.
- Bolshakov, Oleg G.; Belenitsky, Aleksandr M.; Bentovich , I. B. (1973). «Глава V: численности населения». Средневековый город Средней Азии (en ruso). Moscú: Наука. pp. 256-268.
- Bulliet, Richard W. (2015). «The Era of Asian Discovery: Trade and the Contact of Cultures».  En Ainslie Thomas Embree; Carol Gluck, ed. Asia in Western and World History: A Guide for Teaching (en inglés). Taylor & Francis. pp. 316-329. ISBN 9781317476481.
- Burlot, Joseph (1995). La civilisation islamique (en francés). París: Hachette Livre.
- Chandler, Tertius (1987). Four Thousand Years of Urban Growth: An Historical Census (en inglés). Lewiston: St. David's University Press.
- Chandler, Tertius; Fox, Gerald (2013). 3000 Years of Urban Growth (en inglés). Ámsterdam: Elsevier. ISBN 9781483271255.
- Davidovich, Elena A. (1979). «Дискуссионные вопросы в книге А.М. Беленицкого, И.Б. Бентович и О.Г. Большакова «Средневековый город Средней Азии»». Древность и средневековье народов Средней Азии: История и культура [Сб. статей] (en ruso). Moscú: Наука. pp. 102-116.
- De la Vaissière, Étienne (2017). «Early Medieval Central Asian Population Estimates». Journal of the Economic and Social History of the Orient (en inglés) XL (6): 788-817.
- Frye, Richard Nelson (1996). Bukhara: The Medieval Achievement (en inglés) (2ª edición). Costa Mesa: Mazda Publishers. ISBN 9781568590486.
- Haug, Robert (2019). The Eastern Frontier: Limits of Empire in Late Antique and Early Medieval Central Asia (en inglés). Nueva York: Bloomsbury Publishing. ISBN 9781788317221.
- Jalali, Ali Ahmad (2021). Afghanistan: A Military History from the Ancient Empires to the Great Game (en inglés). Lawrence: University Press of Kansas. ISBN 9780700632633.
- Krader, Lawrence (1963). Peoples of Central Asia (en inglés). Bloomington: Indiana University Press.
- Kudriávtsev, Aleksandr A. (1984). «Интерпретация сведений "Тарих Баб Ал-Абваб Дербента" в свете археологического изучения городаff». Источниковедение и текстология средневекового Ближнего и Среднего Востока (en ruso). Moscú: Наука. pp. 124-132.
- Lunina, Svetlana B. (1977). «О культурных связях средневекового Мерва». Средняя Азия в древности и средневековье (история и культура) (en ruso). Moscú: Наука. pp. 126-132.
- Lunina, Svetlana B. (1984). Города южного Cогда в VIII-XII вв. (en ruso). Taskent: Издательство "Фан" Узбекской ССР.
- Mominov, Ibrohim M. (1969). История Самарканда: С древнейших времен до Великой Октябрьской социалистической революции (en ruso). Taskent: Фан.
- Parkalena, Elena; Van den Berg, Gabrielle (2016). Silk Road Cities (en inglés). Leiden: LUCIS.
- Rante, Rocco; Florian Schwarz; Luigi Tronca (2022). «Conclusion». The Oasis of Bukhara: An Archaeological, Sociological and Historical Study (en inglés) II. Leiden: Brill. pp. 145-146. ISBN 9789004513662.
- Roudik, Peter L. (2007). The History of the Central Asian Republics (en inglés). Londres: Bloomsbury Publishing. ISBN 9780313087707.
- Subtelny, Maria E. (1993). «Medieval Persian Agricultural Manual in Context: The Irshād al zirā'a in late Timurid and Early Safavid Khorasan».  En P. Geuthner, ed. Studia Iranica (en inglés) (París: Association pour l'avancement des études iraniennes) XXII (2): 167-217.
- Voronina, Veronika L. (1969). «Архитектура Средней Азии VI—VIІІ вв.». Всеобщая история архитектуры. Архитектура стран Средиземноморья, Африки и Азии. VІ—XIX вв. (en ruso) VIII. Moscú: Стройиздат. pp. 183-197.